# 硫黄島の戦い
硫黄島の戦い（いおうとうのたたかい、いおうじまのたたかい、Battle of Iwo Jima, 1945年2月19日 - 1945年3月27日）は、第二次世界大戦末期に小笠原諸島の硫黄島において日本軍とアメリカ軍との間で行われた戦いである。アメリカ軍側の作戦名はデタッチメント作戦 (Operation Detachment)。

## 概要

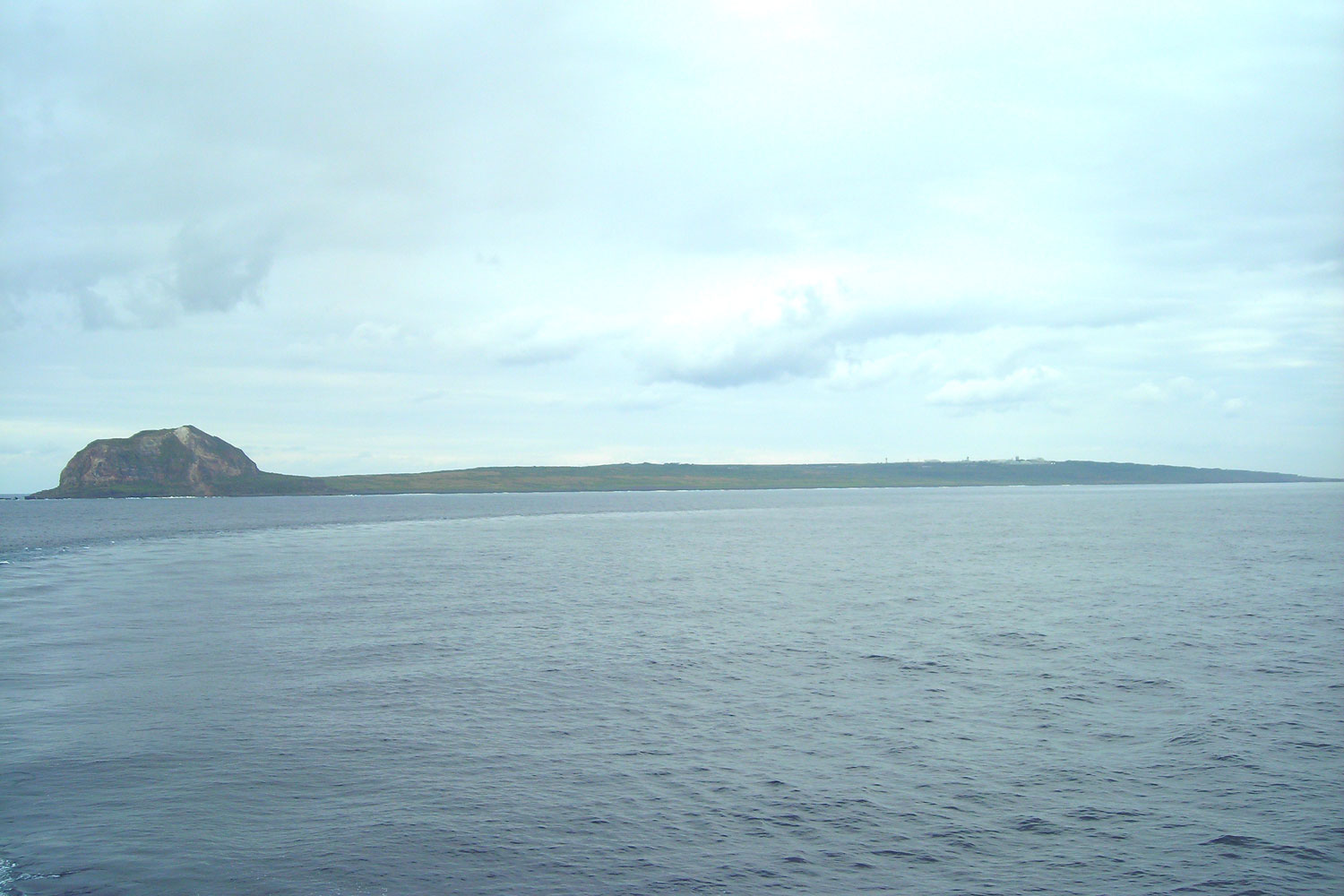
硫黄島遠景（2007年）

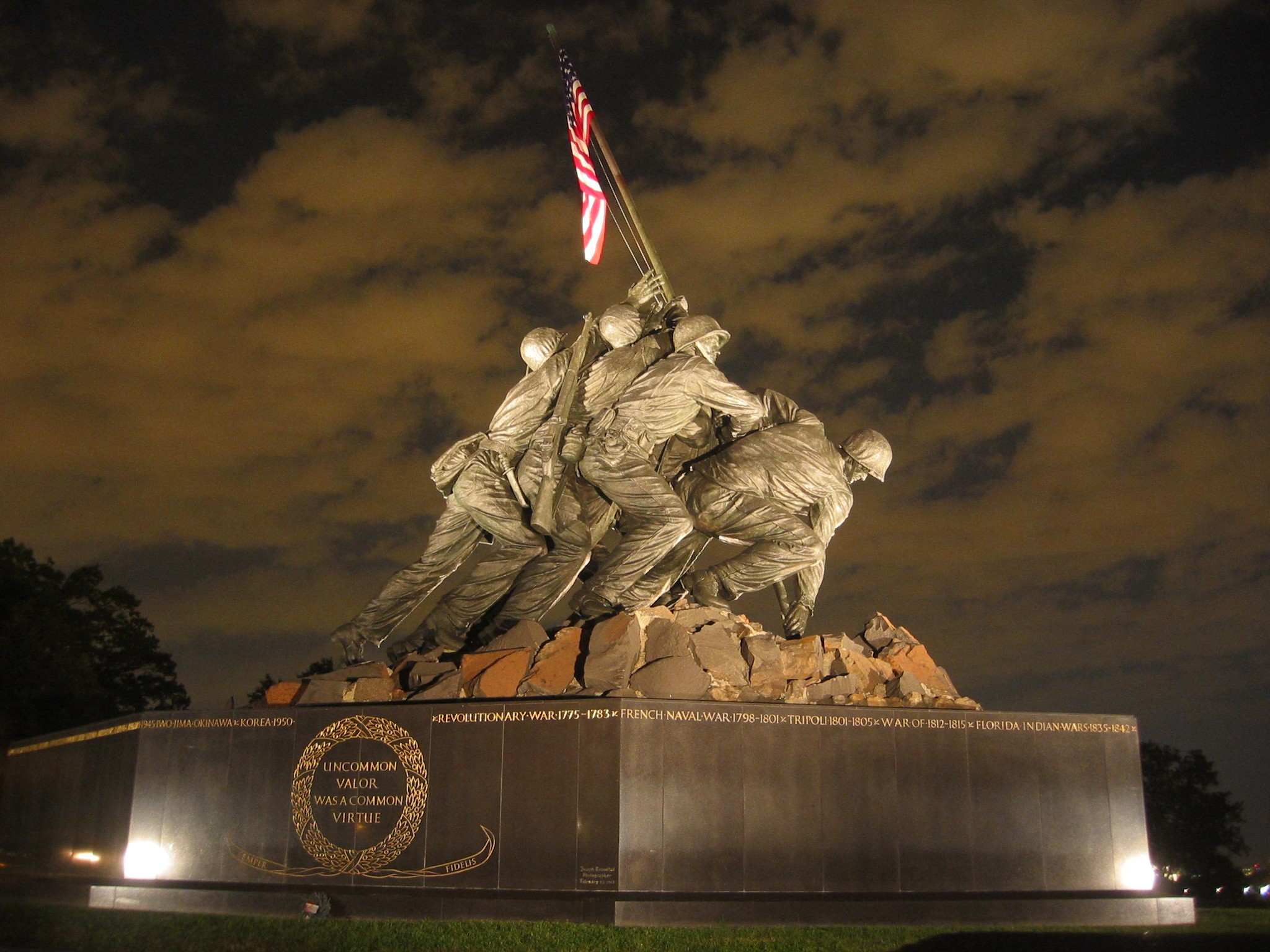
『硫黄島の星条旗』をかたどった海兵隊戦争記念碑

1944年8月時点での連合軍の戦略では、日本本土侵攻の準備段階として台湾に進攻する計画であった。台湾を拠点とした後に、中国大陸あるいは沖縄のいずれかへ進撃することが予定された。台湾の攻略作戦については「コーズウェイ作戦」（土手道作戦）としてに具体的な検討が進められたが、その後に陸海軍内で議論があり、1944年10月にはアメリカ統合参謀本部が台湾攻略の計画を放棄して、小笠原諸島を攻略後に沖縄に侵攻することが決定された。作戦名は「デタッチメント作戦（分断作戦）」と名付けられたが、のちに「海兵隊史上最も野蛮で高価な戦い」と呼ばれることにもなった。
作戦は、ダグラス・マッカーサーによるレイテ島の戦いやルソン島の戦いが計画より遅延したことで2回の延期を経て、1945年2月19日にアメリカ海兵隊の硫黄島強襲が艦載機と艦艇の砲撃支援を受けて開始された。上陸から約1か月後の3月17日、栗林忠道陸軍中将（戦死認定後陸軍大将）を最高指揮官とする日本軍硫黄島守備隊（小笠原兵団）の激しい抵抗を受けながらも、アメリカ軍は同島をほぼ制圧。3月21日、日本の大本営は17日に硫黄島守備隊が玉砕したと発表する。しかしながらその後も残存日本兵からの散発的な遊撃戦は続いた。最初アメリカ軍は5日間の戦闘期間を想定していたが、40日間にわたる死闘の末、3月26日、栗林大将以下300名余りが最後の総攻撃を敢行し壊滅、これにより日米の組織的戦闘は終結した。アメリカ軍の当初の計画では硫黄島を5日で攻略する予定であったが、最終的に1ヶ月以上を要することとなり、アメリカ軍の作戦計画を大きく狂わせることとなった。
いったん戦闘が始まれば、日本軍には小規模な航空攻撃を除いて、増援や救援の具体的な計画・能力は当初よりなく、守備兵力20,933名のうち95%の19,900名が戦死あるいは戦闘中の行方不明となった。一方、アメリカ軍は戦死6,821名・戦傷21,865名の計28,686名の損害を受けた。太平洋戦争後期の上陸戦でのアメリカ軍攻略部隊の損害（戦死・戦傷者数等の合計）実数が日本軍を上回った稀有な戦いであり、フィリピンの戦い (1944年-1945年)や沖縄戦とともに第二次世界大戦の太平洋戦線屈指の最激戦地の一つとして知られる。

## 背景

### 日本軍

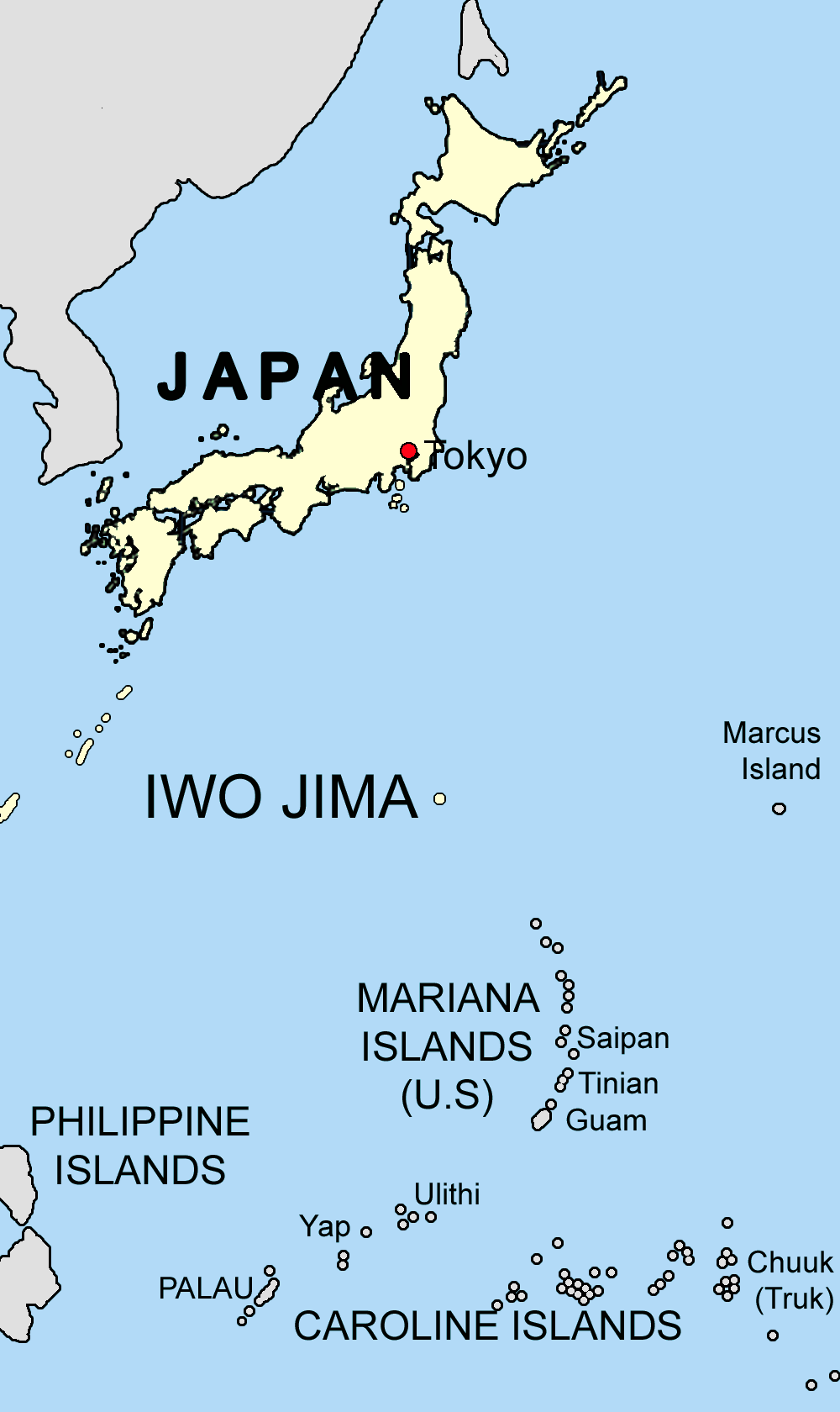
硫黄島と日本本土の位置関係

硫黄島は、日本の首都東京の南約1,080km、グアムの北約1,130kmに位置し、小笠原諸島の小笠原村（旧：硫黄島村）に属する火山島である。島の表面の大部分が硫黄の蓄積物で覆われているところからこの島名がつけられた。長径は北東から南西方向に8km未満、幅は北部ではおよそ4km、南部ではわずか800mである。面積は21km2程度である。土壌は火山灰のため保水性はなく、飲料水等は塩辛い井戸水か雨水に頼るしかなかった。戦前は硫黄の採掘やサトウキビ栽培などを営む住民が約1,000人居住していた。最高点は島の南部にある標高169mの摺鉢山である。しかし本島は摺鉢山のほかは平地であって、小笠原諸島で唯一飛行場が建設可能な島であった。この点から日米両軍より、本島は戦略的にきわめて重要な地点とみなされることになった。
日本軍は1941年12月の太平洋戦争開戦時、父島に横須賀海軍航空隊（のち第27航空戦隊）司令部指揮下の海軍根拠地隊約1,200名、父島要塞司令部指揮下の陸軍兵力3,700ないし3,800名を配備し、硫黄島をこれらの部隊の管轄下に置いていた。開戦後、南方方面（東南アジア）と日本本土とを結ぶ航空経路の中継地点として、硫黄島の飛行場の戦略的重要性が認識され、海軍が摺鉢山の北東約2kmの位置に千鳥飛行場を建設し、航空兵力1,500名および航空機20機を配備した。硫黄島の防衛は海軍の担当であったが、戦力は航空隊や施設隊中心に1,000人程度の戦力であった。
その後、戦況が不利となった日本は、1943年9月30日の閣議および御前会議で「今後採ルヘキ戦争指導ノ大綱」を決め、その中で硫黄島を含む小笠原諸島が絶対国防圏として定められ戦力が増強されることとなり、11月15日には独立混成第1連隊が父島要塞に増派される予定であったが、南方の戦況悪化のためニューアイルランド島に転用されることとなった。その後、1943年11月にアメリカ軍はマーシャル諸島を侵攻し（ギルバート・マーシャル諸島の戦い）、マキンの戦い、タラワの戦い、クェゼリンの戦いなど日本軍守備隊の玉砕が相次ぐと、1944年2月5日に大本営は既定路線ながら進んでいなかった小笠原諸島の戦力強化を促進することとし、大隊編成の要塞歩兵隊を3個、中隊編成の要塞歩兵隊を2個に砲兵隊や工兵隊を送り込むこととし、これらの部隊は3月4日に父島に到着した。さらにトラック島空襲で日本軍が大損害を被ると、2月21日に大隊編成の要塞歩兵隊5個の追加派遣を決定した。
さらに大本営は、3月にサイパンにマリアナ諸島、トラック諸島、パラオ諸島、小笠原諸島の中部太平洋の防衛を統括する第31軍を編成し、父島要塞も第31軍司令官小畑英良陸軍中将の指揮下となった。父島要塞を司令部とする小笠原地区集団に対して、第31軍は各島の陣地構築強化を命じたが、特に硫黄島については「小笠原地区ニ於ケル最重要航空基地トシテ之ヲ絶対ニ確保スル如ク要塞化ス」とされ、最優先で強度“特甲”の要塞を構築するよう命じられた。父島要塞・小笠原地区集団司令官大須賀応少将は第31軍の命令に基づき、硫黄島に、3月23日に要塞歩兵隊8個と砲兵・工兵からなる「伊支隊」（支隊長厚地兼彦大佐以下4,883人）を派遣した。第31軍司令官小畑も硫黄島には気をかけており、3月中に司令部のあったサイパン島から硫黄島を訪れている。小畑は硫黄島の防衛態勢を確認し、厚地が火砲を高地に配置しているのを見て「海岸の全域にトーチカを構築しその中に火砲を据え付けろ」と命じている。これは、日本軍島嶼防衛作戦の原則であった「水際配置・水際撃滅主義」に基づく命令であり、厚地はやむなく小畑の命令通りに高地に設置してあった火砲を海岸に配置し直している。一方で、「伊支隊」の進出前まで硫黄島の防衛を担当していた海軍も順次戦力増強を続けており、3月時点で和智恒蔵大佐を司令官として、海軍陸戦隊の硫黄島警備隊600人など、2,000人の戦力を有しており、硫黄島には陸海軍で7,000人の兵力が防衛につくこととなった。

### アメリカ軍

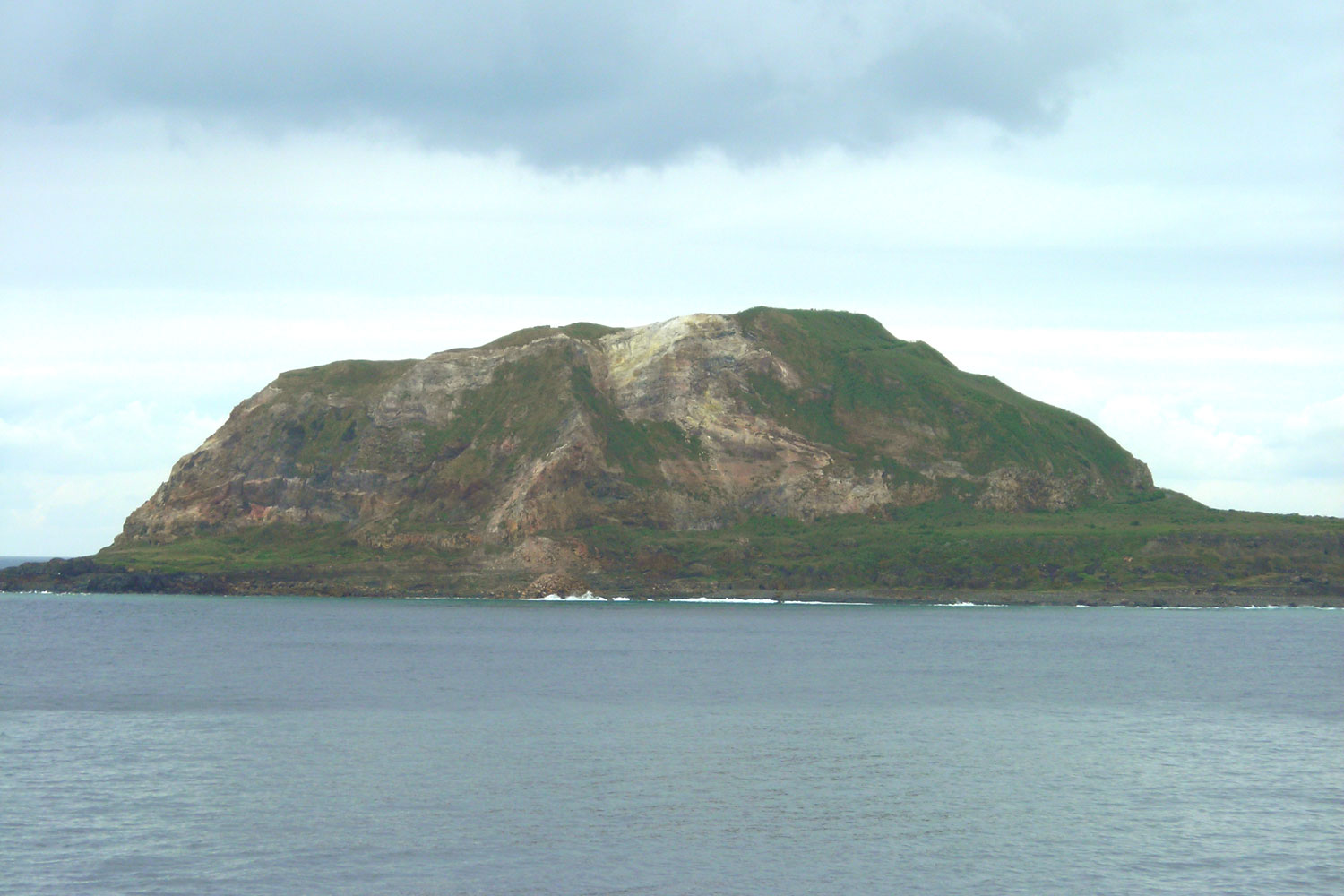
摺鉢山（2007年）。総括電報に見られるように、同島の帝国陸軍は「パイプ山」とも呼称していた。

1944年9月の段階でアメリカ軍のフィリピンに次ぐ攻略目標は台湾とされており、「コーズウェイ作戦」の作戦名で検討が進められ、すでに上陸部隊の司令官には、アメリカ陸軍のサイモン・B・バックナー・ジュニア中将が決まっていた。海軍側でもアーネスト・キング海軍作戦部長は台湾を攻略することで、南方資源地帯から日本本土へ資源を輸送するシーレーンを遮断すること、また台湾を拠点として中国本土への進攻が可能と考えて台湾攻略を主張しており、これにはアメリカ海軍の太平洋戦域最高司令官チェスター・ニミッツ元帥も賛同していた。しかし、第5艦隊司令官レイモンド・スプルーアンス提督は、硫黄島が東京、九州、琉球列島を結ぶ円弧の中心となる重要地点で、アメリカ軍が攻略したマリアナ諸島と日本本土の中間地点にあり航空基地として利用価値が大きいものと考えて、台湾ではなく硫黄島の攻略を主張していた。
やがて、9月中旬になってレイテ島上陸の予定繰り上げが決まり、フィリピンの確保がより早く行える可能性が出てくると、アメリカ陸軍は、ルソン島さえ占領すれば台湾は無力化できるとの結論に達し、またアメリカ陸軍航空軍は、台湾より日本本土に近い小笠原諸島や沖縄本島を、マリアナ諸島に次ぐ日本本土空襲の拠点として確保したいと考えたので、南太平洋地域陸軍副司令官且つ第20空軍の副司令官ミラード・F・ハーモン中将らが、「コーズウェイ作戦」を中止、小笠原諸島や沖縄本島を攻略目標とすることを提案し、「コーズウェイ作戦」の指揮官に内定していたバックナーも、補給の問題からハーモンに同調した。それでも海軍のキングは台湾攻略を主張していたが、太平洋艦隊司令部の参謀らによる研究結果で、マッカーサーの西太平洋方面連合軍がフィリピンに大戦力を投入している現状において、太平洋方面連合軍の兵力は少なく、現有兵力での台湾の攻略は困難であるという勧告を聞いたニミッツは、硫黄島攻略を優先すべきと考えを改めており、1944年9月29日にニミッツとスプルーアンスはキングを説得して、海軍で台湾攻略作戦の放棄と硫黄島の攻略が決定した。そして陸軍も含めたアメリカ統合参謀本部が1944年10月3日にニミッツに対して硫黄島の攻略を正式に命じた。
硫黄島攻略が、マリアナ諸島から日本本土空襲を行う戦略爆撃機B-29の支援のために決定されたと言われることがあるが、硫黄島攻略が決定された1944年10月の時点ではマリアナ諸島からのB-29による日本本土空襲はまだ始まっておらず（東京初空襲は1944年11月24日）、作戦決定時においてはB-29の支援が主目的ではなかった。海軍内で硫黄島攻略を主張し続けていたスプルーアンスも、当初は硫黄島がB-29の作戦にとって非常に価値があることは頭になかった。しかし、作戦計画を進めていくにつれて、マリアナよりのB-29による空襲が、片道約2,000kmの飛行距離のため燃費を考慮して爆弾の搭載量を制限せざるを得なかったり、戦闘機の護衛がつけられないので8,500mの高高度よりの爆撃を余儀なくされたりで、作戦効率が悪く成果があまり上がっていないことや、小笠原諸島は日本本土へ向かうB-29を見張って無線電信で報告する、早期警戒システムにおける防空監視拠点として機能しており、特に硫黄島からの報告は最も重要な情報源となっていたこともあって、硫黄島はB-29の日本本土空襲にとって大きな障害となって、その排除が求められた。また、燃料補給基地や損傷した機の不時着飛行場としての価値も非常に高いものと考えられた。
日本軍は硫黄島を出撃基地や中間基地として、マリアナ諸島のアメリカ軍基地に空襲を行っていた。第1回はB-29の偵察機型F-13が東京上空に初めて飛来した翌日の1944年11月2日で、陸軍航空隊九七式重爆撃機が硫黄島から9機出撃、3機が未帰還となったがアメリカ軍に被害はなかった。その後、東京がB-29の初空襲を受けた3日後の11月27日に報復攻撃として、陸海軍共同でサイパンの飛行場を攻撃している。陸軍航空隊新海希典少佐率いる第二独立飛行隊の四式重爆撃機2機が硫黄島を出撃し、サイパン島を爆撃し、B-29を1機を完全撃破、11機を損傷させ2機とも生還した。続いて海軍航空隊の大村謙次中尉率いる第一御楯特別攻撃隊が硫黄島から出撃し、サイパン島イズリー飛行場を機銃掃射しB-29を2機撃破し、7機を大破させたが、迎撃してきたP-47と対空砲火により全機未帰還となった。また、新海の第二独立飛行隊は12月7日の夜間攻撃でもB-29を3機を撃破、23機を損傷させている。最後の大規模攻撃となったのは同年のクリスマスで、まず錫箔を貼った模造紙（電探紙、今で言うチャフ）を散布し、レーダーを欺瞞させた後に高低の同時進入という巧妙な攻撃でサイパン島とテニアン島を攻撃し、B-29を4機撃破、11機に損傷を与えている。1945年（昭和20年）2月2日まで続いた日本軍のマリアナ諸島の航空基地攻撃により、B-29を19機完全撃破もしくは大破、35機が損傷し、アメリカ軍の死傷者は245名となった。アメリカ軍はやむなく、B-29を混雑気味のサイパン島の飛行場から、他飛行場へ避難させたり、基地レーダーを強化したり、駆逐艦をレーダーピケット艦として配置するなどの対策に追われるなど、B-29にとって硫黄島の存在は脅威ともなっていた。
そのため、硫黄島攻略の目的は日本本土空襲の支援という面が強調されるようになり
- 被弾による損傷、故障、燃料不足によりマリアナまで帰着できない爆撃機の中間着陸場の確保
- 爆撃機を護衛する戦闘機の基地の確保
- 日本軍航空機の攻撃基地の撃滅
- 日本軍の早期警報システムの破壊
- 硫黄島を避けることによる爆撃機の航法上のロスの解消

などが作戦目的として掲げられるようになった。

## 日本軍の防衛計画

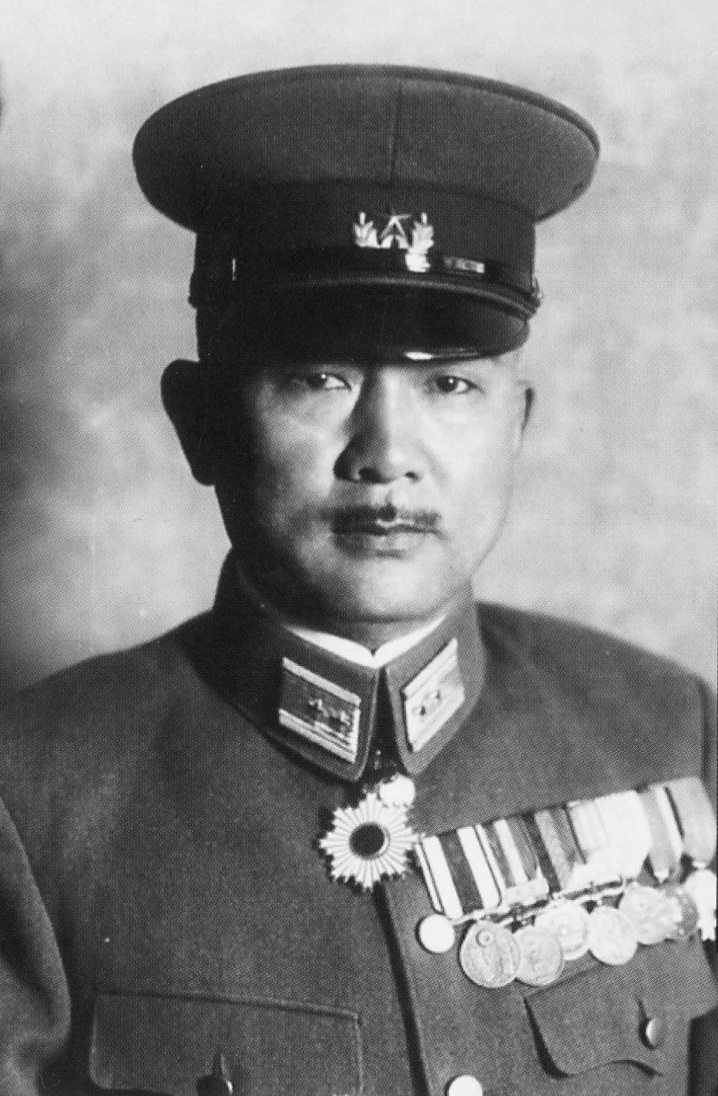
栗林忠道陸軍大将。写真は陸軍中将時代のもの。

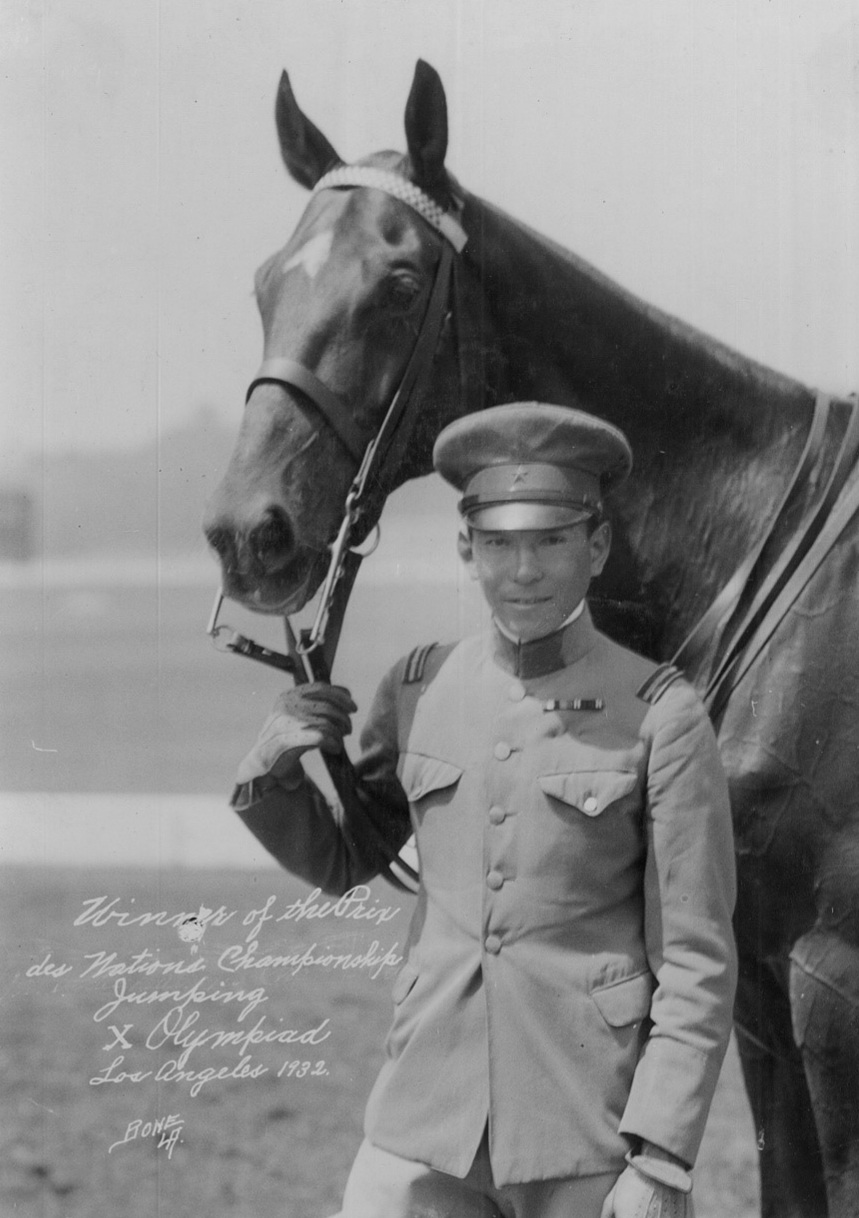
西竹一陸軍大佐。写真は1930年代初期、愛馬「ウラヌス」と共に写った陸軍騎兵中尉時代のもの。

### 小笠原兵団の編成と編制
大本営は、アメリカ軍のパラオ諸島空襲など、パラオやマリアナの戦況が風雲急を告げるようになると、第31軍による小笠原諸島の作戦指導は困難になる可能性が高く、小笠原にも作戦の権限を与えるために、マリアナへの戦力増強が一段落した1944年5月22日をもって、他の在小笠原方面部隊と併せて第109師団を編成した(大陸命1014号）。隷下部隊としては、父島に配備されている父島要塞守備隊等、硫黄島に配備されている「伊支隊」等、母島の混成第1連隊を指揮下においた。そして第109師団の師団長には太平洋戦争緒戦の南方作戦・香港攻略戦で第23軍参謀長として従軍、攻略戦後は留守近衛第2師団長として内地に留まっていた栗林忠道陸軍中将が任命され就任した。栗林は5月27日に親補式に臨んだが、その席で東條英機陸軍大臣兼参謀総長から「帝国と陸軍は、この重要な島の防衛に関して、貴官に全面的な信頼をかけている」と声をかけている。
栗林は第109師団長として、小笠原諸島全体の最高司令官であり、司令部機能が充実している父島要塞で指揮を執るものと思われていたが、6月8日に日本本土から直路硫黄島に向かい、そのまま戦死するまで一度も硫黄島を出ることはなかった。栗林が硫黄島を司令部に選んだのは、大本営の分析通り、飛行場のある硫黄島にアメリカ軍が侵攻してくる可能性が高いという戦略的判断と、指揮官は常に戦場の焦点にあるべきという信念に基づくものであったとされている。
6月15日にアメリカ軍がサイパン島に上陸してサイパンの戦いが始まったが、日本軍守備隊は水際撃滅に失敗、アメリカ軍が内陸に向けて進撃していた。マリアナでの決戦を策し、「あ号作戦」を発動させていた海軍は、アメリカ軍の空襲で壊滅していたマリアナの航空戦力に代えて、アメリカ軍機動部隊との決戦に向かう第一機動艦隊（空母9隻、搭載機数約440機）を支援させるため、第27航空戦隊及び横須賀海軍航空隊の一部で「八幡空襲部隊」（指揮官：松永貞市中将）を編制し硫黄島に進出させることとした。「八幡空襲部隊」の戦力は約300機の予定であったが、硫黄島付近の天候不良で進出が遅れて、6月19日時点で進出できたのはわずか29機に過ぎなかった。その6月19日に日本第一機動艦隊とアメリカ第58任務部隊が激突しマリアナ沖海戦が始まったが、第一機動艦隊は空母3隻と艦載機の大半を失う惨敗を喫してマリアナ海域より退避した。
マリアナ沖海戦で連合艦隊が惨敗を喫すると、大本営はサイパン島の確保は困難という判断を下し、このままマリアナ諸島を失って小笠原諸島が最前線陣地となる危険性が高まった。そこで大本営は、6月26日に大本営直轄部隊たる小笠原兵団を編成し、第31軍の指揮下から外して、第109師団以下の陸軍部隊を「隷下」に、第27航空戦隊以下の海軍部隊を「指揮下」とし、その兵団長を栗林に兼任させて小笠原諸島の防衛を委ねることとした（大陸命1038号）。
さらに大本営は、サイパン島奪回作戦の逆上陸部隊として準備していた、歩兵第145連隊（連隊長・池田増雄大佐）、同じく九七式中戦車（新砲塔）と九五式軽戦車を主力とする戦車第26連隊（連隊長・西竹一中佐）を硫黄島に送り込むことを決めた。その他の有力部隊として、秘密兵器である四式二〇糎噴進砲・四式四〇糎噴進砲（ロケット砲）を装備する噴進砲中隊（中隊長・横山義雄陸軍大尉）、九八式臼砲を装備する各独立臼砲大隊、九七式中迫撃砲を装備する各中迫撃大隊、一式機動四十七粍砲（対戦車砲）を装備する各独立速射砲大隊も増派された。また、硫黄島の従来より硫黄島に配置されていた「伊支隊」等の各要塞歩兵隊の混成旅団への改編に着手し、7月までには混成第2旅団として編成し、旅団長には父島要塞の司令官であった大須賀が任じられた。同様に父島要塞の部隊も混成第1旅団に改編され旅団長は立花芳夫少将が任じられている。
「あ号作戦」には間に合わなかった「八幡空襲部隊」であったが、6月24日にようやく戦闘機59機、艦爆29機、陸攻21機の戦力を硫黄島に進出させた。しかし、同日早朝に機先を制して第58任務部隊第1群の空母「ホーネット」、「ヨークタウン」、「バターン」から発艦したアメリカ軍艦載機約70機が硫黄島を襲撃、「八幡空襲部隊」はエースパイロット坂井三郎も含めて全戦闘機を出撃させて迎撃したが24機が未帰還となったのに対して、アメリカ軍の損害は6機であった（日本側は41機の撃墜を報告）。さらに「八幡空襲部隊」はアメリカ軍艦隊に対して反撃を行ったが、艦爆7機と戦闘機10機が未帰還となって、たった1日で半分の戦力を失ってしまった。その後も「八幡空襲部隊」の硫黄島への進出は進み、アメリカ軍艦隊やサイパンの飛行場やアメリカ軍地上部隊に対する攻撃が続けられた。アメリカ軍はそれに対抗して硫黄島への再三にわたる空襲を行ってきたので、「八幡空襲部隊」は次第に戦力を失い、最後は7月4日に巡洋艦8隻と駆逐艦8隻による艦砲射撃によって作戦機を全機撃破されてしまった。このため、アメリカ軍侵攻前に硫黄島の航空戦力はほとんどなくなってしまった。
硫黄島には1940年時点で住民が1,051人居住していたが、否が応でも戦争に巻き込まれてしまい、全島192戸の住宅は3月16日までの空襲で120戸が焼失、6月末には20戸にまでなっていた。栗林は住民の疎開を命じ、生存していた住民は7月12日まで数回に分けて父島を経由して日本本土に疎開した。

### 地下陣地の構築と反対論

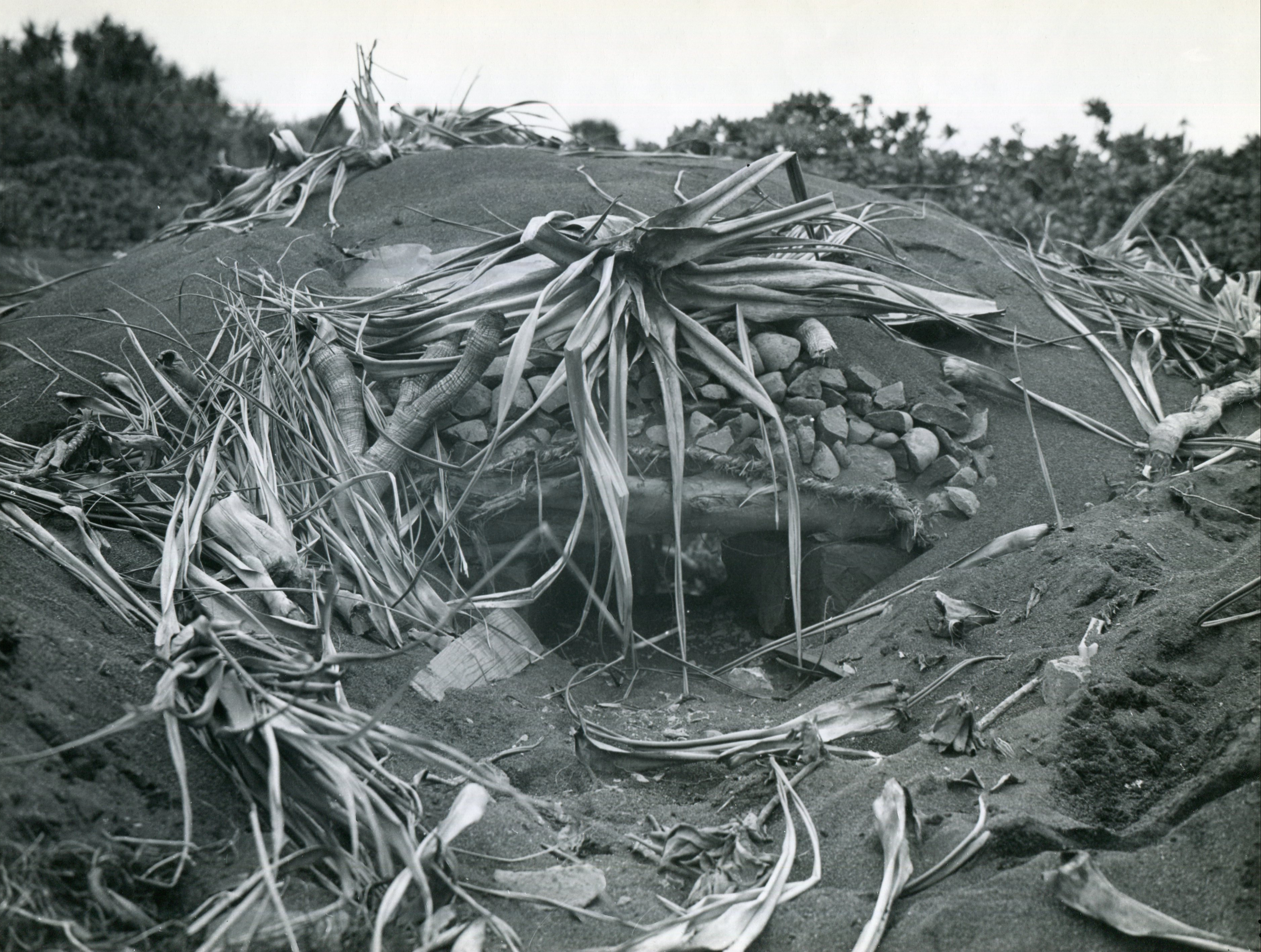
地形を巧みに利用して構築された日本軍トーチカ、このような陣地が島中に無数に構築された

日本軍は対上陸部隊への戦術としてタラワの戦いなど、上陸部隊の弱点である海上もしくは水際付近にいるときに戦力を集中して叩くという「水際配置・水際撃滅主義」を採用していた。タラワ島ではこの方針によってアメリカ軍の上陸部隊の30％を死傷させる大打撃を与えたが、サイパンの戦いにおいては、想定以上の激しい艦砲射撃に加え、日本軍の陣地構築が不十分であったことから、水際陣地の大部分が撃破されてしまい、上陸部隊の損害は10%と相応の打撃を与えたものの、日本軍の損害も大きく、短期間のうちに戦力が消耗してしまうこととなった。このサイパン島の敗戦は日本軍に大きな衝撃を与えて、のちの島嶼防衛の方針を大きく変更させた。その後に作成されたのが1944年8月19日に参謀総長名で示達された「島嶼守備要領」であり、この要領によって日本軍の対上陸防衛は、従来の「水際配置・水際撃滅主義」から、海岸線から後退した要地に堅固な陣地を構築し、上陸軍を引き込んでから叩くという「後退配備・沿岸撃滅主義」へと大きく変更されることとなった。
硫黄島においても、栗林が着任前には、前軍司令官の小畑の指示もあって、従来の「水際配置・水際撃滅主義」による陣地構築が行われていたが、栗林は6月8日に硫黄島に着任するとくまなく島内を見て回り、硫黄島の地形的特質を緻密に検討して、サイパン島の陥落前の6月17日には、従来の「水際配置・水際撃滅主義」を捨て、主陣地を水際から後退させて「縦深陣地」を構築し、上陸部隊を一旦上陸させたのちに、摺鉢山と北部元山地区に構築する複廓陣地で挟撃して大打撃を与えるといった攻撃持久両用作戦をとることとし、「師団長注意事項」として全軍に示達された。この栗林の方針転換は、サイパン島の陥落によって方針を転換した大本営に先んじるものであった。なお、ペリリューの戦いにおいて、アメリカ軍を持久戦術で苦しめた中川州男陸軍大佐も、1944年7月20日に大本営が戦訓特報第28号によって通知したサイパン島の戦訓を活かして、栗林とほぼ同時期に「縦深陣地」を構築し、圧倒的優勢なアメリカ軍を2か月以上も足止めし多大な出血を強いている。
栗林は、アメリカ軍を内陸部に誘い込んでの持久戦や遊撃戦（ゲリラ）を新戦闘方針とし、6月20日にはそのための陣地構築を、「伊支隊」に命じた。しかし、この栗林の方針転換に対しては、飛行場の確保を主目的とする南方諸島海軍航空隊司令の井上左馬二海軍大佐らと、従来の「水際配置・水際撃滅主義」に拘る一部の陸軍幕僚から反対意見が出た。特に第109師団の参謀長堀静一大佐は陸軍士官学校の教官をしていたこともあり、80年にも渡って日本軍が研究してきた「水際配置・水際撃滅主義」に固執し、混成第2旅団長の大須賀も海軍や堀の意見に賛同した。栗林は頑迷な海軍と一部の陸軍士官に対して失望し「士官はバカ者か、こりごりの奴ばかりだ、これではアメリカといくさはできない」と副官にぼやいていたが、8月中旬の陸海軍による協議において栗林が妥協し、一部の水際・飛行場陣地構築が決定された。この妥協によって栗林の作戦計画が不徹底となったという指摘に対して、第109師団参謀の堀江芳孝少佐は「栗林中将自身は持久戦（後方・地下陣地構築）方針は一切変更しておらず、海軍が資材を提供してくれるなら、一部陸軍兵力でこれを有効活用できる」「水際陣地は敵の艦砲射撃を吸引する偽陣地的に使用できる」などと栗林が計算した上での妥協であったと証言している。海軍側は12,000トンものセメントの提供を提案したが、結局送られてきたセメントは3,000トンに止まった。
海軍には妥協した栗林であったが、軍司令官に公然と反論した堀や大須賀に対しては、軍内の統制を保つためにも看過することなく、12月には大須賀を更迭し、代わりに陸軍士官学校同期で“歩兵戦の神”の異名をもつ千田貞季少将を呼び、また堀も更迭して高石正大佐を参謀長に昇格させた。他にも栗林は自分の方針に従わない参謀や部隊指揮官らを更迭し、その人数は18人にもなった。この強引な人事もあって硫黄島の陸軍内の統制は保たれることとなった。
栗林中将は後方陣地および、全島の施設を地下で結ぶ全長18kmの坑道構築を計画（設計のために本土から鉱山技師が派遣された）、兵員に対して時間の7割を訓練、3割を工事に充てるよう指示した。硫黄島の火山岩は非常に軟らかかったため十字鍬や円匙などの手工具で掘ることができた。また、司令部・本部附のいわゆる事務職などを含む全将兵に対して陣地構築を命令、工事の遅れを無くすため上官巡視時でも作業中は一切の敬礼を止めるようにするなど指示は合理性を徹底していた。そのほか、最高指揮官（栗林中将）自ら島内各地を巡視し21,000名の全将兵と顔を合わせ、また歩兵第145連隊の軍旗（旭日旗を意匠とする連隊旗）を兵団司令部や連隊本部内ではなく、工事作業場に安置させるなどし将兵のモチベーション維持や軍紀の厳正化にも邁進した。しかしながら主に手作業による地下工事は困難の連続であった。激しい肉体労働に加えて、火山である硫黄島の地下では、防毒マスクを着用せざるを得ない硫黄ガスや、30℃から50℃の地熱にさらされることから、連続した作業は5分間しか続けられなかった。またアメリカ軍の空襲や艦砲射撃による死傷者が出ても、補充や治療は困難であった。「汗の一滴は血の一滴」を合言葉に作業が続けられたが、病死者、脱走者、自殺者が続出した。
坑道は深い所では地下12mから20m以上(硫黄島で遺骨収用の際、実際に確認されている。)、長さは摺鉢山の北斜面だけでも数kmに上った。地下室の大きさは、少人数用の小洞穴から、300人から400人を収容可能な複数の部屋を備えたものまで多種多様であった。出入口は近くで爆発する砲弾や爆弾の影響を最小限にするための精巧な構造を持ち、兵力がどこか1つの穴に閉じ込められるのを防ぐために複数の出入口と相互の連絡通路を備えていた。また、地下室の大部分に硫黄ガスが発生したため、換気には細心の注意が払われた。
栗林中将は島北部の北集落から約500m北東の地点に兵団司令部を設置した。司令部は地下20mにあり、坑道によって接続された各種の施設からなっていた。島で2番目に高い屏風山には無線所と気象観測所が設置された。そこからすぐ南東の高台上に、高射機関砲など一部を除く硫黄島の全火砲を指揮する混成第2旅団砲兵団（団長・街道長作陸軍大佐）の本部が置かれた。その他の各拠点にも地下陣地が構築された。地下陣地の中で最も完成度が高かったのが北集落の南に作られた主通信所であった。長さ50m、幅20mの部屋を軸にした施設で、壁と天井の構造は栗林中将の司令部のものとほぼ同じであり、地下20mの坑道がここにつながっていた。摺鉢山の海岸近くのトーチカは鉄筋コンクリートで造られ、壁の厚さは1.2mもあった。
硫黄島の第一防衛線は、相互に支援可能な何重にも配備された陣地で構成され、北西の海岸から元山飛行場を通り南東方向の南村へ延びていた。至る所にトーチカが設置され、さらに西竹一中佐の戦車第26連隊がこの地区を強化していた。第二防衛線は、硫黄島の最北端である北ノ鼻の南数百mから元山集落を通り東海岸へ至る線とされた。第二線の防御施設は第一線より少なかったが、日本軍は自然の洞穴や地形の特徴を最大限に利用した。摺鉢山は海岸砲およびトーチカからなる半ば独立した防衛区へと組織された。戦車が接近しうる経路には全て対戦車壕が掘削された。摺鉢山北側の地峡部は、南半分は摺鉢山の、北半分は島北部の火砲群が照準に収めていた。
1944年末には、島に豊富にあった黒い火山灰をセメントと混ぜることでより高品質のコンクリートができることが分かり、硫黄島の陣地構築はさらに加速した。飛行場の付近の海軍陸戦隊陣地では、予備学生出身少尉の発案で、放棄された一式陸攻を地中に埋めて地下待避所とした。アメリカ軍の潜水艦と航空機による妨害によって建設資材が思うように届かず、また上述の通り海軍側の強要により到着した資材および構築兵力を水際・飛行場陣地構築に割かざるを得なかったために、結局坑道はその後に追加された全長28kmの計画のうち17km程度しか完成せず、司令部と摺鉢山を結ぶ坑道も、残りわずかなところで未完成のままアメリカ軍を迎え撃つことになったが、戦闘が始まると地下陣地は所期の役割を十二分に果たすことになる。
のちに栗林が築き上げたこの防御陣地に多大な出血を強いられることとなった、硫黄島上陸部隊の指揮官である第56任務部隊の司令官ホーランド・スミス海兵中将は、防御陣地と栗林による部隊の配置を以下のように評した。

### 火砲と戦車

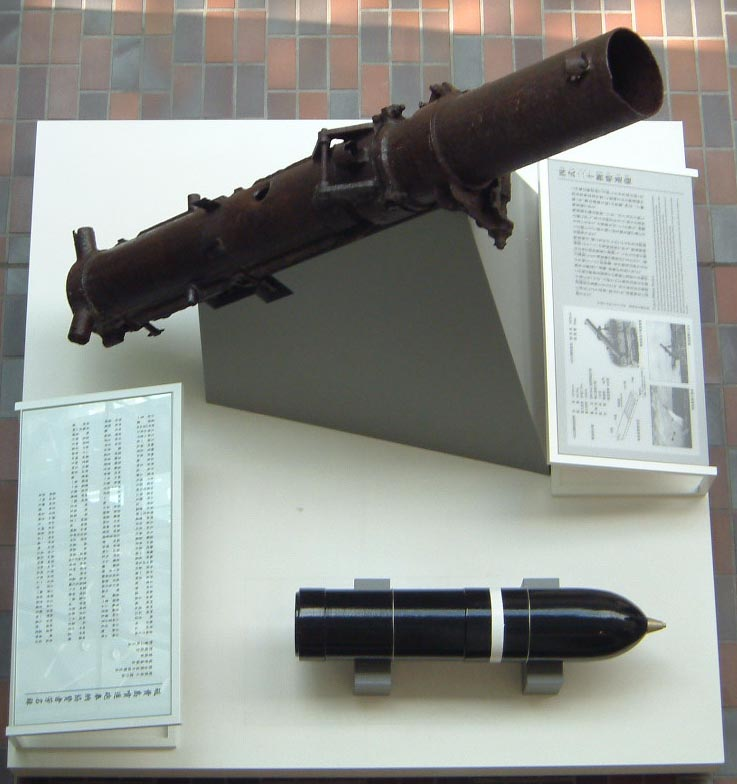
四式二十糎噴進砲（I型）。本砲は硫黄島戦で実際に第109師団噴進砲中隊第1小隊が使用した実物であり、2003年（平成15年）8月に靖国神社に奉納され遊就館にて収蔵・展示中。

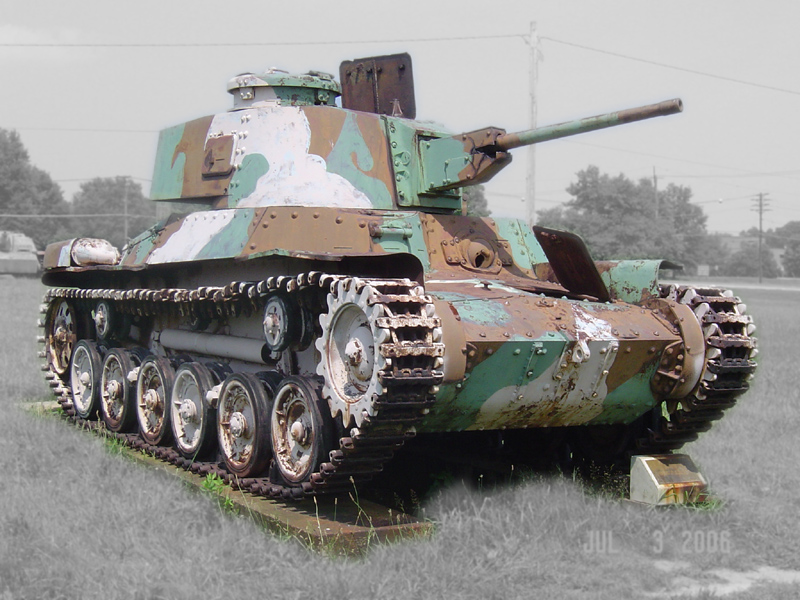
九七式中戦車（新砲塔チハ）。本車は硫黄島戦で実際に戦車第26連隊が使用した実物であり、同戦においてアメリカ軍がほぼ無傷で鹵獲したものである。戦後現在はアバディーン性能試験場内陸軍兵器博物館にて収蔵・展示中。

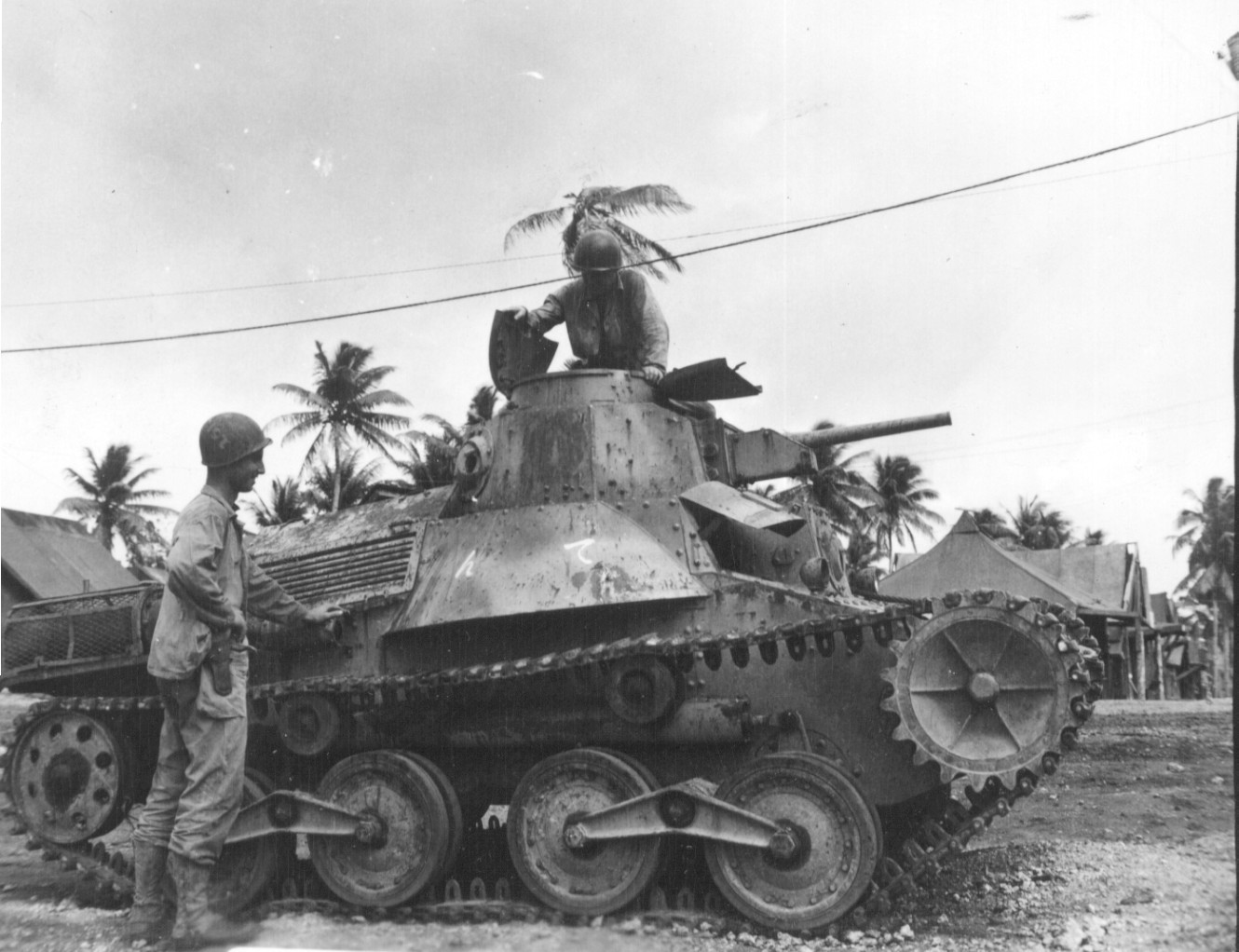
九五式軽戦車。本車は硫黄島戦で実際に戦車第26連隊が使用した実物。アメリカ軍がほぼ無傷で鹵獲し、グアムに移送された当時に撮影されたもの。砲塔側面には戦車第26連隊の部隊マーク・「丸に縦矢印」の図案が薄いながらも判別可能である。

大本営は火砲の配備について、小笠原兵団に特別な配慮を行い、サイパン島やグアム島の守備隊と比較して1㎡あたりの砲火力は3倍にも達した。また砲弾の備蓄も潤沢であり、栗林は充実した砲火力を見て「日本刀の切れ味だ」と胸をはった。以下がその砲火力の一覧である。
- 野砲2個大隊約40門[72]（三八式十二糎榴弾砲[73]・機動九〇式野砲）
- 対戦車砲5個大隊約70門[72]（一式機動四十七粍砲・九四式三十七粍砲[73]）
- 中迫撃砲及び臼砲3個大隊約110門[72]（九六式中迫撃砲・九七式中迫撃砲・九七式曲射歩兵砲・九八式臼砲・四式四〇糎噴進砲・四式二〇糎噴進砲I型）
- 平射砲約20門[72]
- 歩兵砲、各歩兵大隊に1個中隊配置[73]
- 高射砲・高射機関砲約170門[72]（八八式七糎野戦高射砲・四〇口径八九式十二糎七高角砲・九八式高射機関砲・九六式二十五粍機銃）
- 海岸砲 23門[74]（15cm砲、50口径三年式14cm砲・45口径三年式12cm砲・短十二糎砲）

中でも特筆すべきは、日本陸軍の新兵器・ロケット砲（噴進砲）である、四式二〇糎噴進砲（弾体重量83.7 kg・最大射程2,500m）、四式四〇糎噴進砲（弾体重量509.6 kg・最大射程4,000m）などは、緒戦の南方作戦（シンガポールの戦い等）から実戦投入され、大威力を発揮していた。スピガット・モーター（差込型迫撃砲）である九八式臼砲（弾体重量約300kg・最大射程1,200m）などは、航空爆弾に相当する大威力をもつと同時に発射台が簡易構造なことから、迅速に放列布置が可能で、発射後はすぐに地下陣地へ退避することができるという利点を持っていた（また、この噴進砲・臼砲は独特かつ大きな飛翔音を発するため友軍および敵軍に対する心理的効果も備えていた）。

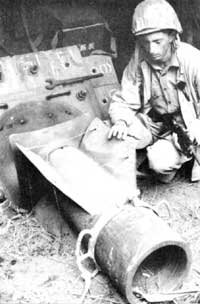
硫黄島にて鹵獲された九八式臼砲
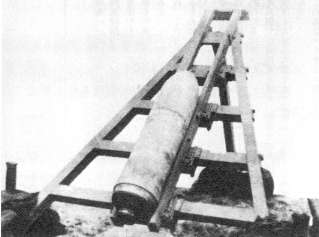
四式四十糎噴進砲
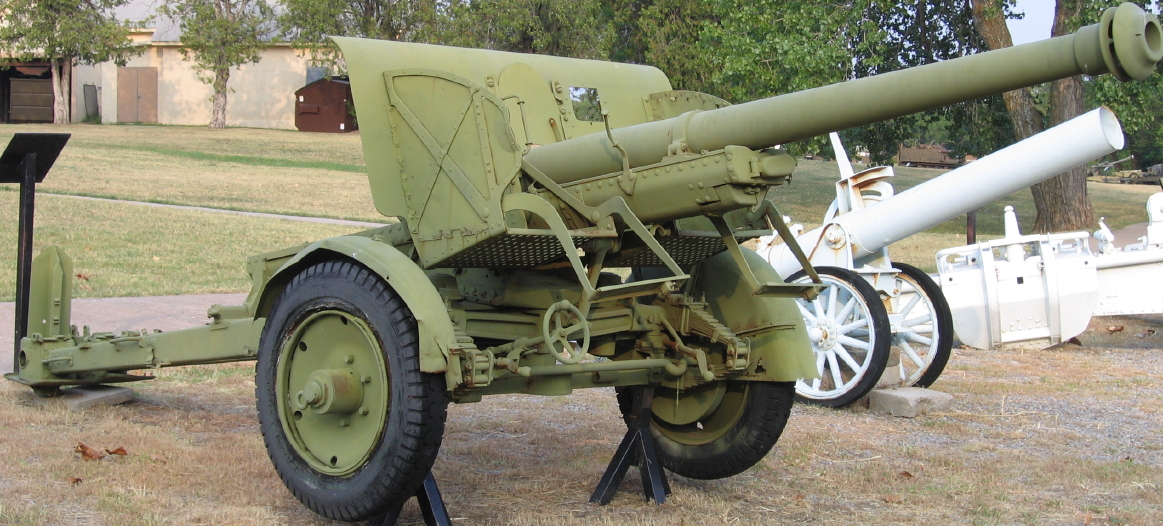
機動九〇式野砲
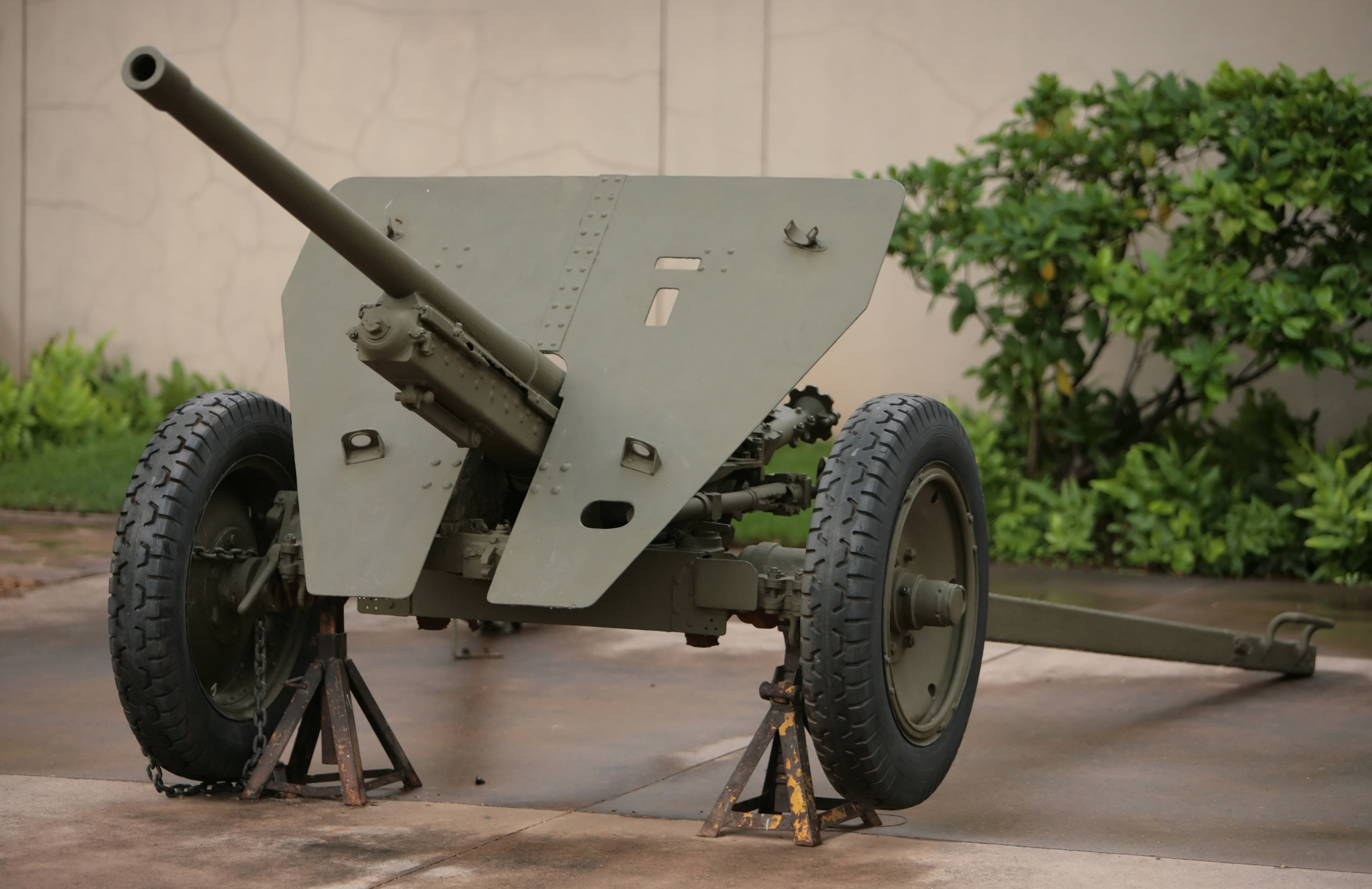
一式機動四十七粍砲

さらに、北満駐屯の後に当時は日本領だった朝鮮半島の釜山へ移動していた戦車第26連隊が、硫黄島へ配備された。連隊長は騎兵出身でロサンゼルス・オリンピック馬術金メダリストである、「バロン西」こと男爵西竹一陸軍中佐で、兵員600名と戦車（九七式中戦車・九五式軽戦車）計28両からなっていた。26連隊は陸軍輸送船「日秀丸」に乗り7月中旬に本土を出航したが、7月18日、父島まで250kmの海上でアメリカ海軍のガトー級潜水艦「コビア」の雷撃によって撃沈された。この時の連隊の戦死者は2名だけだったが、戦車は他の硫黄島向け資材や兵器とともに全て海没した。補充は12月に行われ、最終的に11両の九七式中戦車（新砲塔）と12両の九五式軽戦車の計23両が揚陸された。
これまでの島嶼防衛戦における日本軍戦車は、水際撃滅作戦の主力戦力として位置づけられていたこともあり、サイパンの戦いにおいては2回にわたって、またグアムの戦いや徹底した持久戦を行ったペリリューの戦いにおいてすら、優勢なアメリカ軍部隊に戦車突撃をして、強力なM4 シャーマン中戦車との戦車戦や、バズーカなどの対戦車兵器に一方的に撃破されることが続いていた。西はこれまでの戦訓で日本軍戦車がアメリカ軍戦車に戦車戦では敵わないことや、また、岩山だらけの硫黄島の地形が戦車の機動戦には不向きと判断して、戦車を掘った穴に埋めるか窪みに入り込ませて、地面から砲塔だけをのぞかせトーチカ替わりにしてアメリカ軍を迎え撃った。ただし、西は戦車を機動兵器として使用するつもりであったが、栗林の命令で渋々トーチカ代わりの運用にしたという説もある。一度決めたこの戦術について西は忠実に遂行し、時には戦車を防御兵器として使用するのに反対した中隊長と激しい議論をして説き伏せることもあった。

### 水と食料

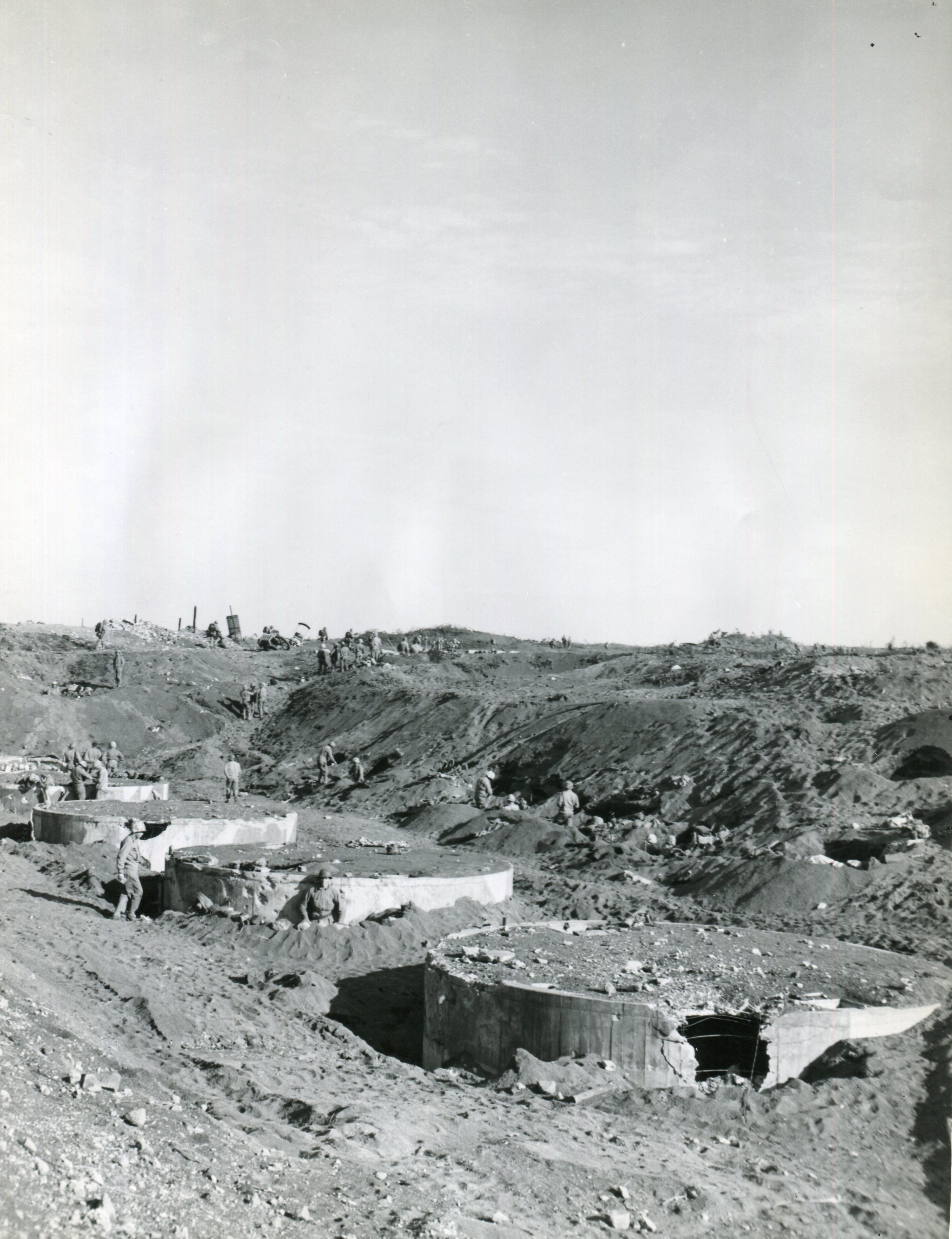
硫黄島で日本軍が作った貯水タンク

順調な兵力増強に伴って守備隊を苦しめたのが飲料水の不足であった。元々、硫黄島には飲用可能な井戸はなく、雨水を貯める天水槽を島の各所に合計500か所設置していたが、兵力増強に伴い、アメリカ軍による空爆が激化して次々と破壊されてしまい、1944年7月時点で200か所となっていた。そのため、守備隊は常時飲用水不足に陥り、守備兵1人当たり1日の割り当ては水筒1/4まで減らされた。井戸を13か所掘削したが、硫黄島の地下水には硫黄が含まれており、飲用には適さなかった。しかし1か所だけが硫黄分の少ない井戸でかろうじて飲用できたので、残りの井戸は炊事用の水として使用した。炊事はそれら硫黄の混じった水と海水により行ったので、将兵は常に下痢に悩まされており、過酷な陣地構築作業もあって次第に将兵たちは衰弱していった。これは、軍司令の栗林も同じで、毎日の洗顔用の水も飲用以外の水を茶碗1杯程度を副官と分け合っていた。栗林自らが率先して節水をしていたこともあり、部隊指揮官に対しても厳しい節水を求めており、ある日、部隊長が飲用水用の天水槽から汲んだ水に手ぬぐいを浸して体を拭いているのを目撃したときには激しく叱りつけたほどであった。その後も空爆によって天水槽の破壊が続き、約80個となったが、徹底した貯水策と節水によって、アメリカ軍上陸時点では50日分の水量を備蓄していた。
慢性的な飲用水不足に対し、食料については、小型船まで使用した夜間の海上輸送によって当時の日本軍前線としては潤沢であった。アメリカ軍上陸時点での主食の備蓄は21,000人の守備隊の85日分となっていた。
南方戦線で補給に苦しんでいた日本軍と戦ってきたアメリカ軍も、硫黄島とこれに続く沖縄で戦った日本兵の明らかな栄養状態の改善を認識しており、前線が本土に近づくことによって、補給線が短くなって十分な補給が受けられていたと分析していた。	
- （硫黄島の）日本軍将兵は、新品の服や装備を身に着け、健康で明らかに食に困っておらず、「米」、「乾燥野菜（大豆、ニンジン、海草、かぼちゃなど）」、「金平糖付き乾パン」、「麺」、「牛肉と野菜の缶詰」が大量に置かれた洞窟が島中に散在していた[95]。
- （硫黄島の日本兵の）戦闘糧食は、「米」3食分、「ビスケット」3袋、「魚の缶詰」1個、毎週120グラムの「甘味品」と10人に1本の「日本酒」[95]。
- （沖縄の）敵の装備は良好で補給も十分であり、精緻な洞窟陣地は種々の補給品を集めるのに有効であった[95]。
- （沖縄の）日本兵はアンダーシャツ、パンツ、シャツ、上衣、ズボンと完全な衣服を着て、寒い夜に備え、厚い服と大量の毛布を集積していた。ジャージ生地で裏打ちされた木綿カーキ色のズボンをはいた日本兵の死体が補給地点の近くで発見されており、これらの上等な服は、明らかに夜間の急な寒さを予測、対処していたことを示している[96]。
- 沖縄の日本軍の標準的な糧食は、木枠で包まれた金属缶に入っていた。糧食には「牛肉」5オンス缶詰、1ポンドの紙袋入り「粉末醤油」、絹の袋に入った「乾パン」、「サバ」や「マグロ」の缶詰もあった。「味噌」、「梅干」、「マグロ」入りの樽もあったし、白米も十分にあった[96]。

しかし、食料の調達手段が日本本土よりの海上輸送に限られていたので、乾燥食材や缶詰が中心となり、特に生野菜の不足に悩まされた。栗林は各部隊に畑の開墾を命じ、自らも農具をふるったが、硫黄島の地質は農業に適しておらず、まとまった量の収穫は出来なかった。また、備蓄は潤沢ながら、持久戦のため日頃の食事の量を節約しており、1944年9月以降は平時の20%減での支給となった。これは軍司令官の栗林も例外ではなく、自分で率先して将兵と同じ粗食としていた。

### 防衛戦術
栗林の防御戦術は、日本軍全体の島嶼防衛戦術転換前に考案していた「後退配備・沿岸撃滅主義」が基本路線であったが、海軍との計算づくの妥協もあって一部水際にも陣地を構築しており、いわば「水際撃滅」とのハイブリッド戦術ともいえる。具体的には「水際に自動火器と歩兵を置き、主力は北方と摺鉢山に配置する。海岸に上陸して隠れる場所のない敵上陸部隊に対して、火砲、ロケット砲を集中させて殲滅し、それでも敵が前進してくれば、日本軍はゆっくり後退しながら主陣地よりの砲撃によって大打撃を与え続ける」というものであった。アメリカ海軍の公式戦史を記述した歴史家サミュエル・モリソンはその著書で「硫黄島の防御配備は、旧式な水際撃滅戦法と、ペリリュー上陸やレイテ島上陸やリンガエン湾上陸で試みられた新しい縦深防御戦術との両方の利点を共有したものとなった」と栗林の戦術を評した。
栗林が部下将兵に徹底した作戦方針は以下の通り。
1. アメリカ軍に位置が露見することを防ぐために、日本軍の火砲は上陸準備砲爆撃の間は発砲を行わない。アメリカの艦艇に対する砲撃は行わない。
2. 上陸された際、水際では抵抗を行わない。
3. 上陸部隊が一旦約500m内陸に進んだならば、元山飛行場付近に配置した火器による集中攻撃を加え、さらに、海岸の北へは元山から、南へは摺鉢山から砲撃を加える。
4. 上陸部隊に可能な限りの損害を与えた後に、火砲は千鳥飛行場近くの高台から北方へ移動する。

火砲は摺鉢山の斜面と元山飛行場北側の高台の、海上からは死角となる位置に巧みに隠蔽されて配置された。食糧と弾薬は持久抵抗に必要となる2.5か月分が備蓄された。
1945年1月に発令された最終作戦は、陣地死守と強力な相互支援を要求したもので、従来の攻撃偏重の日本軍の戦術を転換するものであった。兵力の大幅な損耗に繋がる、防護された敵陣地への肉弾突撃・万歳突撃は厳禁された。

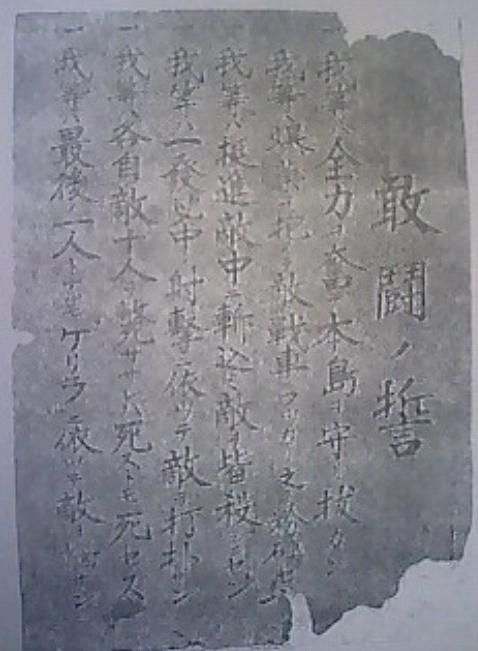
栗林中将が起草し全軍に配布した『敢闘ノ誓』のビラ。アメリカ軍は島内の至る所でこのビラを発見した。上は戦後の遺骨収集団が地下陣地跡で回収したものである。

また、栗林は自ら起草した『敢闘ノ誓』を硫黄島守備隊全員に配布し、戦闘方針を徹底するとともに士気の維持にも努めている。
- 一 我等ハ全力ヲ奮テ本島ヲ守リ抜カン
- 一 我等ハ爆薬ヲ抱イテ敵戦車ニブツカリ之ヲ粉砕セン
- 一 我等ハ挺進敵中ニ斬込ミ敵ヲ皆殺シニセン
- 一 我等ハ一發必中ノ射撃ニ依ツテ敵ヲ打仆サン
- 一 我等ハ敵十人ヲ斃サザレバ死ストモ死セズ
- 一 我等ハ最後ノ一人トナルモ「ゲリラ」ニ依ツテ敵ヲ悩マサン

特に最後の「一 我等ハ敵十人ヲ斃サザレバ死ストモ死セズ」と「一 我等ハ最後ノ一人トナルモゲリラニ依ツテ敵ヲ悩マサン」は、長期持久戦を隷下将兵に徹底させる旨の一文であり、この誓いは実際の戦闘で生かされることとなる。
さらに陣地防御と持久戦を重要視した実践的指導として、同じく栗林が起草・配布した『膽兵ノ戦闘心得』では以下のように詳述している（膽兵の「膽」とは第109師団の兵団文字符）。
- 戦闘準備
  - 一 十倍ノ敵打チノメス堅陣トセヨ 一刻惜ンデ空襲中モ戦闘中モ
  - 二 八方ヨリ襲フモ撃テル砦トセヨ 火網ニ隙間ヲ作ラズニ 戦友倒レテモ
  - 三 陣地ニハ糧ト水トヲ蓄ヘヨ 烈シキ砲爆、補給ハ絶エル ソレモ覚悟デ準備ヲ急ゲ
- 防御戦闘
  - 一 猛射デ米鬼ヲ滅スゾ 腕ヲ磨ケヨ一発必中近ヅケテ
  - 二 演習ノ様ニ無暗ニ突込ムナ 打チノメシタ隙ニ乗ゼヨ 他ノ敵弾ニ気ヲツケテ
  - 三 一人死ストモ陣地ニ穴がアク 見守ル工事ト地物ヲ生セ 擬装遮蔽ニヌカリナク
  - 四 爆薬デ敵ノ戦車ヲ打チ壊セ 敵数人ヲ戦車ト共に コレゾ殊勲ノ最ナルゾ
  - 五 轟々ト戦車ガ来テモ驚クナ 速射ヤ戦車デ打チマクレ
  - 六 陣内ニ敵ガ入ツテモ驚クナ 陣地死守シテ打チ殺セ
  - 七 広クマバラニ疎開シテ 指導掌握ハ難カシイ 進ンデ幹部ニ握ラレヨ
  - 八 長倒レテモ一人デ陣地ヲ守リ抜ケ 任務第一 勲ヲ立テヨ
  - 九 喰ワズ飲マズデ敵撃滅ゾ 頑張レ武夫 休マズ眠レヌトモ
  - 十 一人ノ強サガ勝ノ囚 苦戦ニ砕ケテ死ヲ急グナヨ膽ノ兵
  - 十一 一人デモ多ク倒セバ遂ニ勝ツ 名誉ノ戦死ハ十人倒シテ死ネルノダ
  - 十二 負傷シテモ頑張リ戦ヘ虜トナルナ 最後ハ敵ト刺シ違ヘ

防御準備の最後の数か月間、栗林中将は、兵員の建設作業と訓練との時間配分に腐心した。訓練により多くの時間を割くため、北飛行場での作業を停止した。12月前半の作戦命令により、1945年2月11日が防御準備の完成目標日とされた。12月8日、アメリカ軍航空部隊は硫黄島に800tを超える爆弾を投下したが、日本軍陣地には損害をほとんど与えられなかった。以降、アメリカ軍のB-24爆撃機がほぼ毎晩硫黄島上空に現れ、航空母艦と巡洋艦も小笠原諸島へ頻繁に出撃した。頻繁な空襲で作業は妨害され、守備隊も眠れぬ夜が続いたが、実質的に作業進行が遅れることはなかった。1月2日、十数機のB-24爆撃機が千鳥飛行場を空襲し損害を与えたが、栗林中将は応急修理に600名を超える人員と、11台の自動貨車および2台のブルドーザーを投入し、飛行場をわずか12時間後に再び使用可能とした。飛行場確保に固執する海軍の要請により飛ばす飛行機も無いのに行われた飛行場修復を、のちに栗林中将は戦訓電報で批判している。
1945年1月5日、市丸少将は指令所に海軍の上級将校を集め、レイテ沖海戦で連合艦隊が壊滅したこと、そして硫黄島が間もなくアメリカ軍の侵攻を受けるだろうという予測を伝えた。2月13日、海軍の偵察機がサイパンから北西へ移動する170隻のアメリカ軍の大船団・艦隊を発見する。小笠原諸島の日本軍全部隊に警報が出され、硫黄島も迎撃準備を整えた。
なお、硫黄島守備隊は映像（ニュース映画）である日本ニュースで2回報道されている。「第246号」（「戦雲迫る硫黄島」2分36秒。他3本。1945年2月20日公開）では、2月16日頃にアメリカ軍が行った硫黄島空襲に対し迎撃や対空戦闘を行う海軍部隊の様子が。「第247号」（「硫黄島」3分14秒。他2本。3月8日公開）では、硫黄島神社に揃って参拝する陸海両軍の軍人・木枝から滴る水を瓶で集めての飲料水化・地熱と温泉を利用する飯盒炊爨など、硫黄島における将兵の日常生活、また一〇〇式火焔発射機による火焔攻撃、戦車第26連隊の九七式中戦車改や九五式軽戦車を仮想敵とした肉薄攻撃など、戦闘訓練の模様が撮影されていると同時に、「前線指揮所に、敵必殺の策を練る我が最高指揮官、栗林陸軍中将」とのナレーションのもとわずか数秒足らずではあるものの、両ラペルに中将襟章（昭18制）を付した開襟シャツ姿の栗林中将の鮮明な映像が収められている。

## アメリカ軍の作戦計画

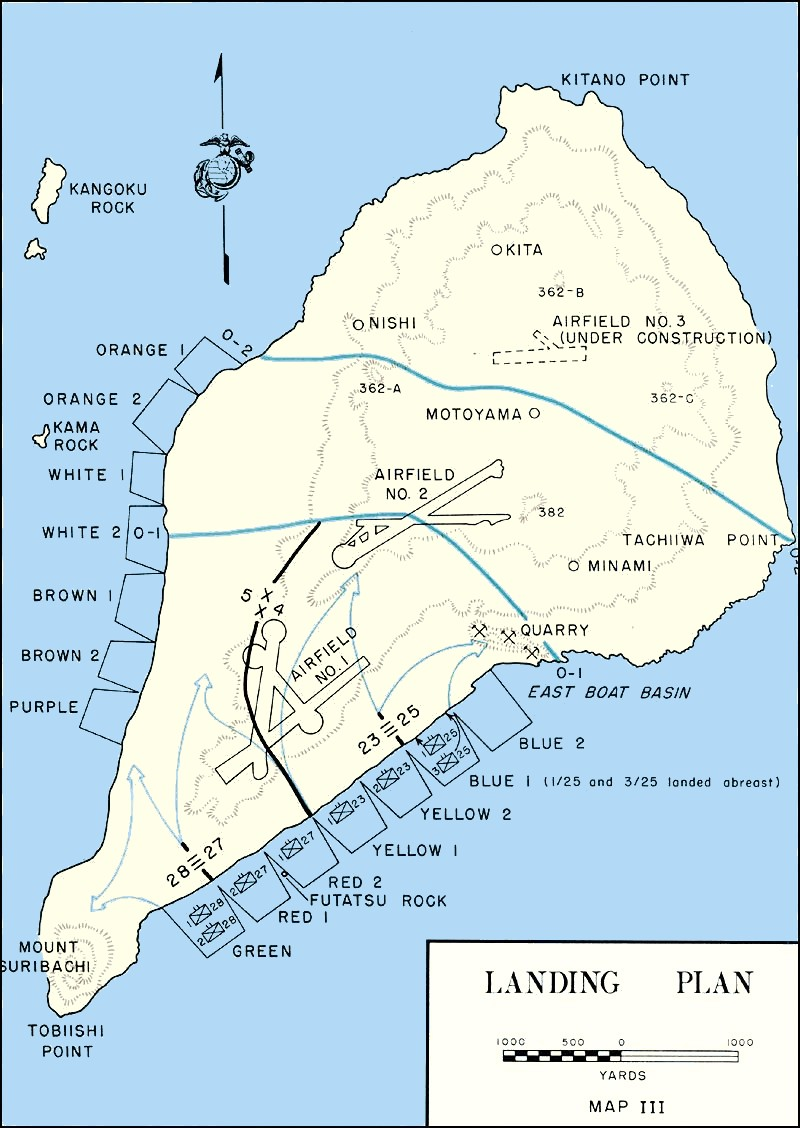
デタッチメント作戦第1計画

1944年10月9日、アメリカ太平洋艦隊司令長官チェスター・ニミッツ海軍大将は「デタッチメント作戦」の準備を発令した。参加兵力は第5艦隊司令官レイモンド・スプルーアンス海軍大将指揮下の5個任務部隊であった。硫黄島派遣軍最高指揮官には第51任務部隊司令官リッチモンド・ターナー海軍中将が任命され、第53任務部隊、戦艦を含む水上打撃部隊である第54任務部隊、高速戦艦2隻と空母12隻からなる第58任務部隊（マーク・ミッチャー中将指揮）、上陸部隊である第56任務部隊（司令官：ホーランド・スミス海兵中将）がその指揮下に入った。また硫黄島の戦場にはジェームズ・フォレスタル海軍長官自らの同行視察が予定された。
「デタッチメント作戦」を担当する軍首脳は、極めて重要な作戦を指揮するために完璧に近い顔ぶれが選ばれた。ガダルカナル島の戦いからグアムの戦いまで作戦に従事し、敵前上陸作戦の改善に力を尽くしてきた将官や参謀がそのまま選ばれていた。「デタッチメント作戦」の軍首脳は、ガダルカナル島のジャングルを振り出しにマキン・タラワの血で染まった環礁から、マリアナ諸島の岩山まであらゆる地形の戦場を経験し、その戦闘にまつわるほぼ全ての問題を克服して、あらゆる戦技を尽くしてきたと絶大な信頼を寄せられていた。特にアメリカ軍の主要な上陸作戦を指揮してきたターナーへの信頼は抜群であり、世界随一の水陸両用作戦の専門家とも評されていた。ターナーはアルコール中毒気味で、作戦中も毎晩のように旗艦艦上で軍紀違反の深酒をしていたが、その高い能力のため黙認されているほどであった。毎晩のように酩酊していても翌朝には完全に覚醒しており、周囲からはその回復力が「素晴らしい能力」と称賛されていた。スプルーアンスもスミスもターナーには一目置いていた。
上陸部隊はシュミット少将指揮下の第5水陸両用軍団（海兵隊第3、第4、第5海兵師団基幹）だった。第3海兵師団はブーゲンビル島の戦いやグアムの戦いですでにその名を知られていたが、1944年秋の時点ではまだグアムにあり、残存日本兵の掃討作戦に従事していた。これら海兵3個師団に加えて、硫黄島に上陸して陸上任務に就く海軍や陸軍の将兵を含めると総兵力は111,308人にもなった。またこの大量の兵員の輸送や、上陸支援のために用意された艦船は485隻、これに作戦支援を行う第58任務部隊の高速空母群を含めると、総艦船数は800隻、上陸部隊を含めた作戦に従事する将兵は実に250,000人を上回ることとなったが、この兵力は硫黄島の大きさを考えると恐るべき規模であった。
上陸第1波は第4、第5海兵師団（第26海兵連隊を除く）で、硫黄島東海岸に対して第4海兵師団が右側、第5海兵師団が左側に並んで上陸し、第3海兵師団はDデイ+3日まで沖合いで予備兵力として残るとされた。作戦計画は、橋頭堡の迅速な確保と、第5海兵師団には南の摺鉢山、第4海兵師団には右側面の元山周辺の速やかな占領を要求していた。もし両地点の占領に手間取れば、両方向から砲撃を受けて上陸部隊に多数の死傷者が出ると予想された。
東海岸には不利な寄せ波の可能性があったため、西海岸へ上陸する代替計画も立てられたが、北北西の季節風によるうねりの危険性もあり、実行される可能性は低かった。東海岸は摺鉢山から北東へ伸びる約3kmの海岸があり、アメリカ軍はこれを500yd (457.2m) ごとに7つの区画に分割し、左から右（南西から北東）に向かってグリーン区、レッド1区、レッド2区、イエロー1区、イエロー2区、ブルー1区、ブルー2区と名付けた。
第5海兵師団は、第28海兵連隊が一番西側に当たるグリーン区に上陸し摺鉢山へ進撃する。その東側には第27海兵連隊が上陸し西海岸まで到達、次に北東へ向きを変えて作戦区域「O-1ライン」まで前進する。第26海兵連隊は予備兵力とされた。第4海兵師団は、第23海兵隊がイエロー1区とイエロー2区に上陸し、千鳥飛行場を占領して北東へ進撃、元山飛行場の一部と作戦区域「O-1ライン」内を制圧する。第25海兵隊はブルー1区に上陸後、千鳥飛行場とブルー2区を占領しつつ、北東方向へ進撃して作戦区域「O-1ライン」への到達する。第24海兵隊はDデイ初日は予備とされた。
上記の通り、軍首脳は大きな損害は覚悟していたものの、硫黄島の面積や、身を隠すジャングルなどもない岩だらけの地形とこれまでの日本軍の戦術を検討し、戦闘は水際での攻防戦が主となり、作戦が順調に進めば上陸した海兵隊は迅速に日本軍に肉薄して、長くても2週間もあれば日本軍守備隊を殲滅できると考えていた。1945年2月16日、作戦開始を控え、ターナーとスミスは「攻略予定は5日間、死傷は15,000名を覚悟している」と記者会見で述べて、記者たちを驚かせたが、その甚大な損害予想ですら実際にアメリカ軍が被った損害の約半分となった。ある程度の苦戦を織り込んでいたアメリカ軍は、島や洞窟に潜む日本兵を効果的に殲滅し、アメリカ兵の被害を少なくするためには毒ガスの使用が最も効果的との結論を得ており（毒ガス禁止のジュネーヴ議定書に当時の日米は署名をしていたが、批准はしていなかった）、ニミッツとスプルーアンスも毒ガス使用に前向きであったが、統合参謀本部議長のウィリアム・リーヒ海軍元帥から反対する意見具申もあって、国際的非難を顧慮したフランクリン・ルーズベルト大統領は許可しなかった。

## 参加兵力

### 日本軍

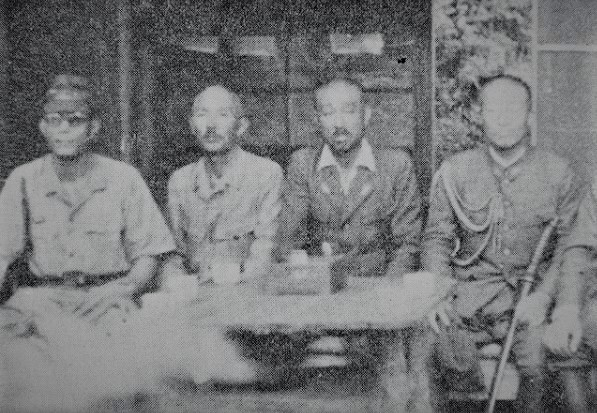
右から2人目が小笠原兵団司令部附（前混成第2旅団長）大須賀應陸軍少将、3人目が混成第2旅団司令部附摺鉢山守備隊指揮官厚地兼彦陸軍大佐

- 陸軍（総兵力 13,586名）[106]
  - 小笠原兵団（兵団長：栗林忠道陸軍中将、参謀長：高石正陸軍大佐、師団司令部附：大須賀應陸軍少将
    - 第109師団（師団長：栗林忠道陸軍中将・小笠原兵団長兼）
      - 師団直轄部隊
        - 歩兵第145連隊（連隊長：池田益雄陸軍大佐）[107]
        - 戦車第26連隊（連隊長：西竹一陸軍中佐）[108]
        - 師団通信隊[107]
        - 独立混成第17連隊通信隊[107]
        - 船舶工兵第17連隊1個小隊[107]

      - 混成第2旅団[109]（旅団長：千田貞季陸軍少将、旅団司令部附：厚地兼彦陸軍大佐、旅団司令部附：堀静一陸軍大佐）
        - 独立歩兵第309、第310、第311、第312大隊[109]
        - 独立機関銃第1大隊、同第2大隊[110]
        - 独立速射砲第8大隊、同第9、第10、第11、第12大隊[110]
        - 歩兵第145連隊砲兵大隊[107]
        - 中迫撃第2、第3大隊[107]
        - 独立臼砲第20大隊[107]
        - 噴進砲中隊[107]
        - 突撃中隊[107]

      - 東地区隊[107]
        - 独立歩兵第314大隊[107]

      - 北地区隊[107]
        - 独立混成第17連隊第3大隊[107]
        - 独立機関銃第1大隊第2中隊[107]

      - 高射砲隊（海軍に配属）[107]
        - 師団高射砲隊[107]
        - 特設第20機関砲隊、特設第21機関砲隊[107]

      - 工兵隊[107]
        - 師団工兵隊[107]
        - 混成第1旅団工兵隊、混成第2旅団工兵隊[107]
        - 工兵第2中隊[107]
        - 要塞建築勤務第5中隊[107]
        - 歩兵第145連隊工兵中隊[107]

- 海軍（総兵力 7,347名）[106]
  - 第27航空戦隊（司令官：市丸利之助海軍少将）[111]
    - 南方諸島海軍航空隊[112]
    - 第204設営隊[112]
    - 硫黄島警備隊（司令：井上左馬二海軍大佐）[113]
      - 陸戦隊[113]
        - 千鳥砲台群[113]
        - 船見山砲台群[113]
        - 南地区砲台群[113]
        - 二段岩砲台群[114]
        - 元山砲台群[114]
        - 東地区砲台群[114]
        - 大阪山砲台群[114]
        - 北地区砲台群[114]

### アメリカ軍
- 第5艦隊（司令官：レイモンド・スプルーアンス提督）
  - 硫黄島派遣軍（総司令官：リッチモンド・ターナー海軍中将、次席指揮官：ハリー・ヒル海軍少将）
    - 第51任務部隊（司令官：リッチモンド・ターナー海軍中将・派遣軍総司令官兼）
    - 第53任務部隊（司令官：ハリー・ヒル海軍少将）
    - 第54任務部隊（司令官：バトラム・ロジャース海軍少将）
    - 第58任務部隊（司令官：マーク・ミッチャー海軍中将）
    - 第56任務部隊（司令官：ホーランド・スミス海兵中将）
      - 艦艇数[115]
        - 揚陸指揮艦4隻
        - 空母12隻
        - 戦艦6隻
        - 重巡洋艦・軽巡洋艦19隻
        - 駆逐艦（護衛駆逐艦、輸送駆逐艦、掃海駆逐艦を含む）102隻
        - 攻撃輸送艦1隻
        - ドック型揚陸艦3隻
        - 戦車揚陸艦63隻
        - 中型揚陸艦31隻
        - 輸送艦19隻
        - 工作艦6隻
        - 水上機母艦4隻
        - タグボート4隻
        - 掃海艇30隻
        - 防潜網敷設艦（英語版）5隻
        - 歩兵揚陸艇76隻
        - 哨戒艦・護衛艦・その他補助艦艇56隻

      - 第5海兵上陸軍団（英語版）（指揮官：ハリー・シュミット海兵少将、参謀長：ウイリアム・ロジャー海兵准将、総兵力61,000名）
        -  第3海兵師団（師団長：グレーブス・アースキン海兵少将）
          - 第9、21海兵連隊
          - 第12海兵砲兵連隊
          - 第3海兵戦車大隊

        - 第4海兵師団（師団長：クリフトン・ケーツ（英語版）海兵少将）
          - 第23、24、25海兵連隊
          - 第14海兵砲兵連隊
          - 第4海兵戦車大隊

        - 第5海兵師団（師団長：ケラー・E・ロッキー海兵少将）
          - 第26、27、28海兵連隊
          - 第13海兵砲兵連隊
          - 第5海兵戦車大隊

## 戦闘の経過

### アメリカ軍の強襲準備

「ジャンボリー作戦」で東京への出撃前にブリーフィングを受けるアメリカ軍艦載機パイロット

マリアナから第7空軍のB-24が上陸準備として74日間の連続爆撃を行ったが、水平爆撃ではピンポイント攻撃は不能であり、資材運搬の日本軍の二等輸送艦を数隻（参加した全て）撃沈できたのみで日本軍陣地へのダメージは少ないと判断された。アメリカ軍は硫黄島が相当に要塞化されていることを偵察写真などで掴んでおり、大損害が必至の硫黄島の攻略には反対していた第56任務部隊司令官スミスは「硫黄島は我々が今まで占領しなければならなかった島の中で、いちばん堅固な島でしょう。なぜあの島をとりたいと言うのかわかりませんが、とることはとりましょう」と消極的な意見をスプルーアンスに述べていたが、上陸するのであれば少しでも日本軍を叩くべきと考えて10日間の艦砲射撃を要請した。しかし、同時にフィリピンの戦いの支援を行わなければならないこと、10日間も艦砲射撃をしたのでは弾薬が枯渇し補給が必要となること、また10日間も硫黄島近海に艦隊を置いておくことは日本本土からの航空機の攻撃に曝されることなどの理由からスプルーアンスはスミスの要請を却下し、艦砲射撃の期間を3日間とした。さらにスプルーアンスは、硫黄島上陸に先立ち、日本本土を奇襲攻撃して日本軍の航空戦力を叩くという「ジャンボリー作戦」を計画しており、新鋭戦艦「ワシントン」と「ノースカロライナ」の2隻と重巡洋艦「インディアナポリス」を高速空母隊の護衛とするため、事前の艦砲射撃には参加させないとも通告してきた。ただでさえ気が短く“カミナリ”の異名を持つスミスは、スプルーアンスが海兵隊の支援よりは、B-29による日本本土空襲で評価されている第21爆撃集団司令官カーチス・ルメイ准将に対抗意識を燃やして、大して効果も見込めない艦載機による日本本土空襲を優先しているものと考えて激怒した。のちにスミスは「タラワの環礁に浮いた海兵隊の死骸や、海岸を埋め尽くした海兵隊の骸を忘れることはできない。彼らは当然、艦砲射撃で粉砕できたはずの敵陣地を、肉弾で攻めたために命を落としたのだ」とスプルーアンスを激しく批判したが、スプルーアンスは「いかに砲爆撃を加えようと硫黄島の日本軍を一掃するためには、結局は小銃と火炎放射器を持った海兵隊員の攻撃による他なかった」と反論をしている。
1945年2月11日、スプルーアンスが率いる硫黄島攻略部隊の艦船900隻、艦載機1,200機、兵士10万人が、ウルシーやサイパン島から硫黄島に向けて進撃を開始した。スプルーアンスの計画通り、高速空母部隊の第58任務部隊司令マーク・ミッチャー中将は「ジャンボリー作戦」実施のため、日本軍に発見されないよう、艦載機を先行させて日本軍の哨戒艇や偵察機を排除しながら25ノットの高速航行し、日本軍に気づかれることなく東京から125マイル（約200km）、房総半島から60マイル（約100km）まで接近に成功した。1945年2月16日の夜明けに悪天候下で艦載機の発艦を強行したおかげもあり、完全に奇襲に成功したアメリカ軍の艦載機は、ドーリットル空襲以来の艦載機による日本本土への空襲に成功した。
完全に奇襲された日本軍はまともに迎撃することもできず、アメリカ軍は1日中関東上空を乱舞し航空基地や工場施設を存分に叩いて、88機の損失に対して350機の日本軍機の撃墜破を報告している（日本側の記録では陸海軍で150機の損失）。日本軍はアメリカ軍の大艦隊が出撃したことをトラック島から出た偵察機「彩雲」の報告で掴んでおり、日本本土方面に向かっていることも分かっていた。本州東部および南方諸島の航空作戦を担任していた第三航空艦隊は、藤枝基地から一式陸上攻撃機と同基地に配属されていた「芙蓉部隊」の零式艦上戦闘機を偵察に出していたが、どちらも第58任務部隊発見前に艦載機に撃墜され未帰還となっており、第58任務部隊の接近に気が付くことはなかった。2月10日に第五航空艦隊の司令長官に就任したばかりの宇垣纏中将は、敵大艦隊がサイパン島を出撃したという情報を掴んでいながら、偵察の不首尾で大損害を被った第三航空艦隊に対して「遺憾千万と云うべし」と激怒している。
空襲の後、第三航空艦隊はようやく第58任務部隊を房総半島沖で発見、指揮下の航空隊に攻撃を命じた。関東の基地は空襲により大損害を被っていたので、藤枝基地の「芙蓉部隊」など関東地区以外の航空隊にも出撃命令が出た。「芙蓉部隊」の指揮官美濃部正少佐は、出撃する搭乗員に「機動部隊を見たらそのままぶち当たれ」と特攻を命じるなど、通常攻撃と特攻の混成部隊が第58任務部隊に向けて出撃したが、どの部隊も第58任務部隊を発見することができず、逆にアメリカ軍は帰投する日本軍機を追尾して、出撃した航空基地を叩いた。藤枝基地も出撃した「芙蓉部隊」機がアメリカ軍の艦隊に接触すらできなかったのにもかかわらず、逆に艦載機に追尾されて、出撃機が着陸するやアメリカ軍艦載機は空襲を開始、出撃機は全機破壊され部隊は壊滅状態となり藤枝基地も大損害を被った。日本軍は貴重な航空戦力を稚拙な戦闘で消耗してしまい、この後硫黄島に対して十分な航空支援を行うことができなくなってしまった。日本軍機の反撃がない中で、1945年2月16日にウィリアム・H・P・ブランディ少将率いる上陸支援艦隊が硫黄島への艦砲射撃を開始した。
2月17日にミッチャーは日本軍の迎撃が予想以上に微弱であったことや、天候が崩れてきたこともあり「ジャンボリー作戦」を中止し、硫黄島の支援に向かうこととした。
「ジャンボリー作戦」は一定の効果はあったが、艦砲射撃の期間を短縮してまで強行しただけの効果があったのかについては、海軍と海兵隊では大きな見解の乖離があり、海軍のニミッツは「この攻撃は、日本防衛態勢の中心に加えた徹底的な打撃であり、歴史的勝利である」と胸を張っていたが、海兵隊史では「艦砲射撃を3日で切り上げたことは、多大な犠牲を生んだ痛烈な皮肉であったし、補足的作業（ジャンボリー作戦のこと）が、本来の目的をないがしろにした好例だった」と評し、スミスも「我々は、かけがえのない人命と替えのきく弾薬を天秤にかけて、馬を売買するように交渉しなければならなかった。わたしは人生でこれほど落ち込んだことはなかった」「海軍が25年間全く考え方が変わっていない点を思い起こすと胸が悪くなる、海軍は第一次世界大戦の戦訓から前進しようとせず、むしろ後退し、時代遅れの思想に進歩を阻まれていた」と激しく批判している。

### 上陸前の攻防

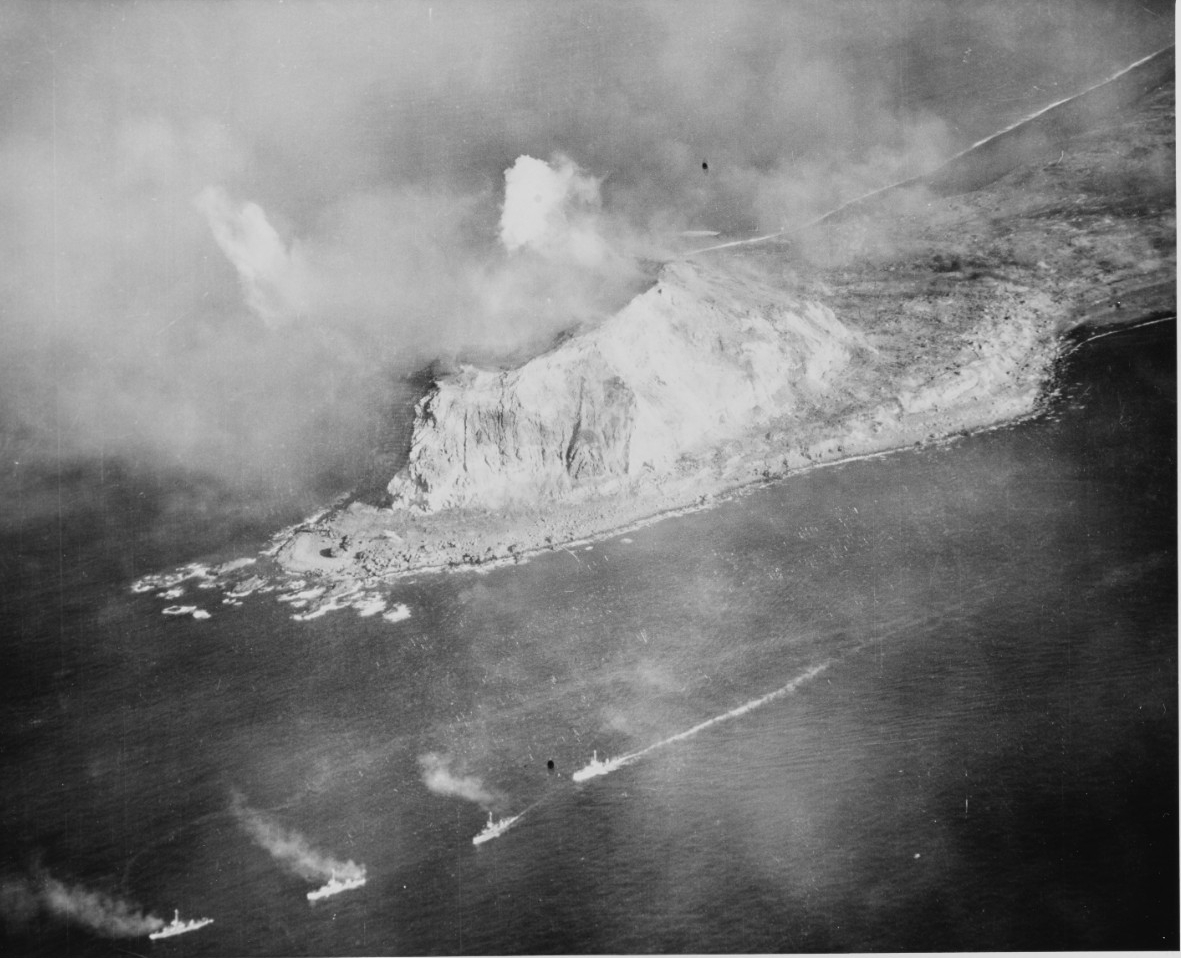
上陸前に摺鉢山に向けて艦砲射撃を行うアメリカ軍艦隊（2月17日）

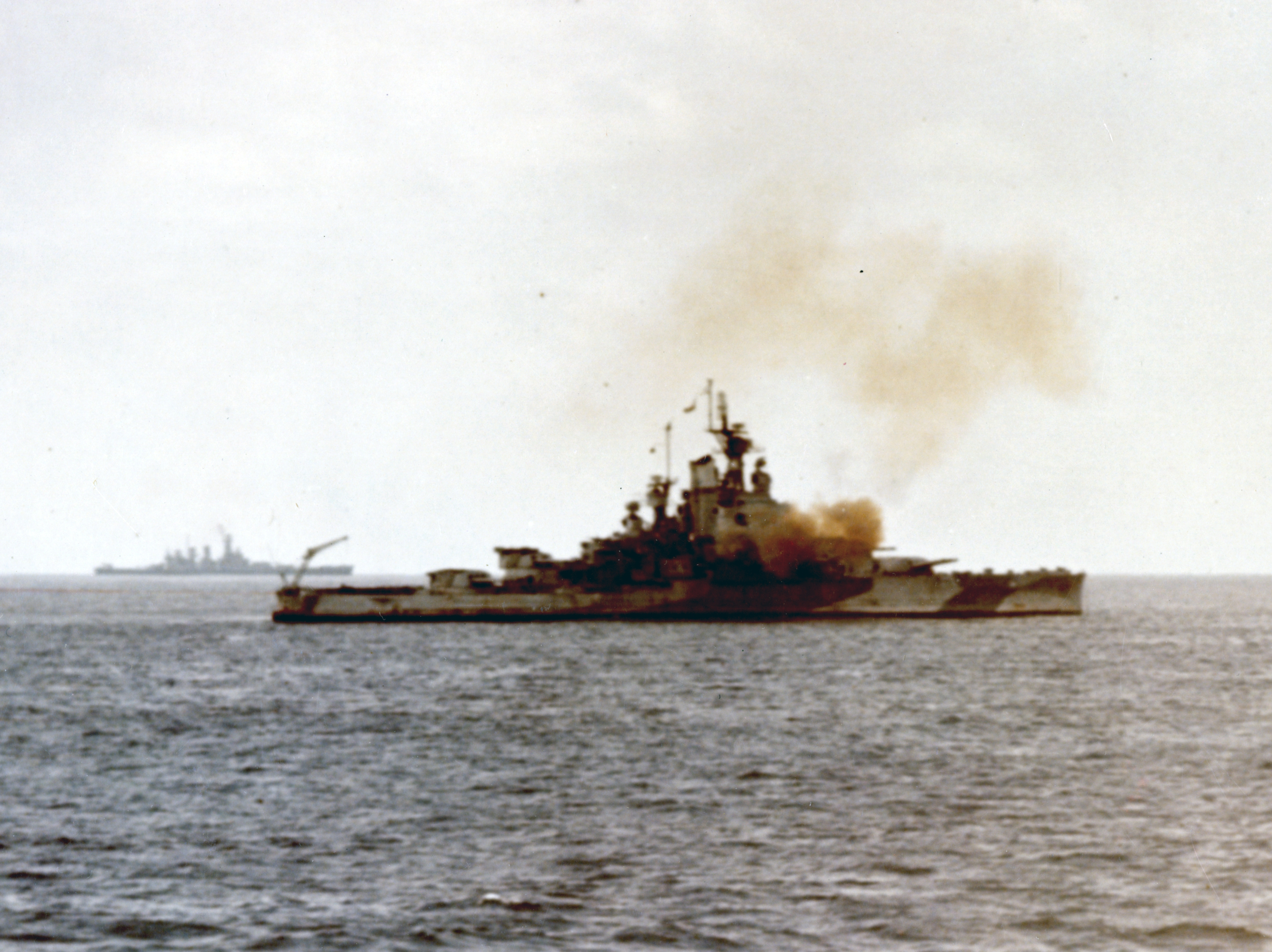
砲撃を行う戦艦ネバダ（2月19日）

硫黄島へ艦砲射撃を開始したブランディの艦隊は、新鋭戦艦をルソン島の戦いとジャンボリー作戦の支援に回されていたため、真珠湾攻撃で損傷して修理された「ネバダ」、「テネシー」の他に、「アーカンソー」、「テキサス」、「アイダホ」、「ニューヨーク」の旧式戦艦6隻をかき集めて編成されていた。このうち「アーカンソー」の進水は1911年であり、水兵たちはこの老戦艦隊を“おばあちゃん”と呼んでいた。それでも、この艦隊は12インチ (30 cm) 以上の巨砲を74門も保有しており、このうちの4隻は前年のノルマンディー上陸作戦でのドイツ軍に対する艦砲射撃で功績を上げていた。旧式艦の寄せ集めとは言え、多くの日本軍守備隊将兵にとってはかつて見たことのない大艦隊であり、その威容に驚愕するとともに、艦隊が硫黄島の方向に舳先を向けることがなかったので「敵艦隊は父島に向かっている」という淡い期待を抱いた。しかし、これは硫黄島に艦砲射撃を浴びせるため、目標に対して平行進しているに過ぎなかった。
1945年2月16日（日本時間）、ブランディの艦隊は艦砲射撃を開始した。旧式戦艦6隻、巡洋艦5隻よりなる砲撃部隊は、各艦が受け持ちの地域を設定されていたが、偵察機によって調べられた既知の陣地が地図上に書き込まれており、その目標に対して艦砲射撃を浴びせた。そして目標を撃破すれば地図上で消し込みを行い、その間に偵察機等により判明した陣地が新たに地図上に書き込まれるので、今度はその新しい目標に対して艦砲射撃を浴びせるということを繰り返し行った。そして、これを援護した護衛空母の艦載機は弾着観測と陣地に対する爆撃と機銃掃射を行ったが、堅牢に構築されていた日本軍の陣地に対しては、通常の爆撃ではほとんど効果がないことから、少し手薄に構築されていた陣地をロケット弾で精密攻撃し、また陣地を隠している樹枝や偽装をナパーム弾で焼き払った。
翌2月17日に艦砲射撃の効果ありと判断したアメリカ軍は、機雷や暗礁などの障害物を調査するため、掃海艇とフロッグマン約100名を乗せた武装揚陸艇 (LCI(G))12隻を硫黄島東海岸に接近させた。これを、アメリカ軍の本格的上陸の第1波と誤認した海軍南砲台および摺鉢山砲台は、揚陸艇を砲撃して9隻を行動不能にし3隻を大破させ、乗組員196人を死傷させた。しかし、フロッグマンは日本軍の猛砲撃の中でも任務を続けている。また、海軍の15cm砲は重巡洋艦「ペンサコーラ」に7発の命中弾を与え、115人の乗組員死傷させた上、駆逐艦「ロイツェ」にも1発命中させて41人を死傷させた。この様子を見ていた日本兵の一部は「日本軍もいつまでも撃たれっぱなしではいないんだぞ」「北もやるなら南もやるソレソレ」と歓声を上げたが、一方で「これはまずい、海軍さんは少し早まったことをした。これでこっちの砲台が敵にわかってしまった」と冷静に危惧する兵士もいたという。その夜、栗林は「敵の本格上陸は南海岸であること概ね確実」と判断し、各砲台に全貌を暴露するような砲撃は控えるよう再徹底した。
しかし栗林の危惧通り、2月18日になってアメリカ軍は位置を特定した摺鉢山や海軍の南砲台に、朝7時45分から実に11時間も延々と、老戦艦隊の巨砲を浴びせ続け、艦砲射撃が止む合間には艦載機が入れ代わり立ち代わりで空爆を行った。この激しい艦砲射撃と空爆により、摺鉢山山頂は1/4が飛散してしまい、海軍南砲台は6個のべトントーチカ、8個の水平砲台が全て撃破され、多数の火砲を失った。これはアメリカ軍上陸直前の時期における硫黄島守備隊の一大痛恨事となり、アメリカ軍からも「栗林の唯一の戦術的誤り」と評され「攻撃側への贈り物」とされている。この際、あるアメリカ兵が「俺達用の日本兵は残っているのか?」と、戦友に尋ねたというエピソードがある。しかし、偵察機では窺い知れないその答えを、海兵隊員は上陸後、身をもって知ることになる。
19日、午前6時40分には「ジャンボリー作戦」を終えて合流した「ワシントン」、「ノースカロライナ」の16インチ (40.6cm) 砲も加えた艦砲射撃が始まり、8時5分には高速空母隊を発艦した120機の戦闘爆撃機が空爆を開始した。その中には48機の海兵隊所属機も含まれており、海兵隊機指揮官は地上で戦う戦友らを少しでも援護しようと、「機体が海岸の砂をこするほど低空飛行せよ」と超低空飛行による精密攻撃を命じて、戦闘爆撃機が投下したナパーム弾で海岸に大きな火焔の幕がいくつもできた。海兵隊機はさらに上陸する戦友を景気づけるためか、摺鉢山に南北正反対の方向から侵入し、それから山に激突する寸前に南北に分かれるといった曲芸飛行まがいの飛行も行った。その様子を見ていた空中管制官は「これ見よがし」で「効果的というより見世物的」と眉をひそめたが、その中の1機のF4Uコルセアが日本軍の高射砲の直撃を受けて撃墜された。その次には、海兵隊の要請でマリアナ諸島から飛来したB-24が爆撃を開始した。陸軍は当初、海兵隊からの爆撃支援要請に対して「もう硫黄島の海岸に目標はない」として要請を断ろうとしたが、海兵隊の強い要請もあってB-24を44機出撃させた。しかし、航法の失敗で硫黄島まで到達できたのはたった15機に過ぎず、投下した爆弾も19トンと少なく、さらに硫黄島は雲により視界が遮られており殆ど効果がなかった。

### アメリカ軍の上陸

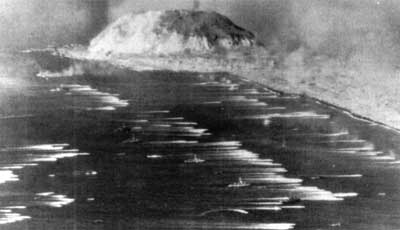
摺鉢山付近の海岸に向かう海兵隊の上陸用舟艇（2月19日）

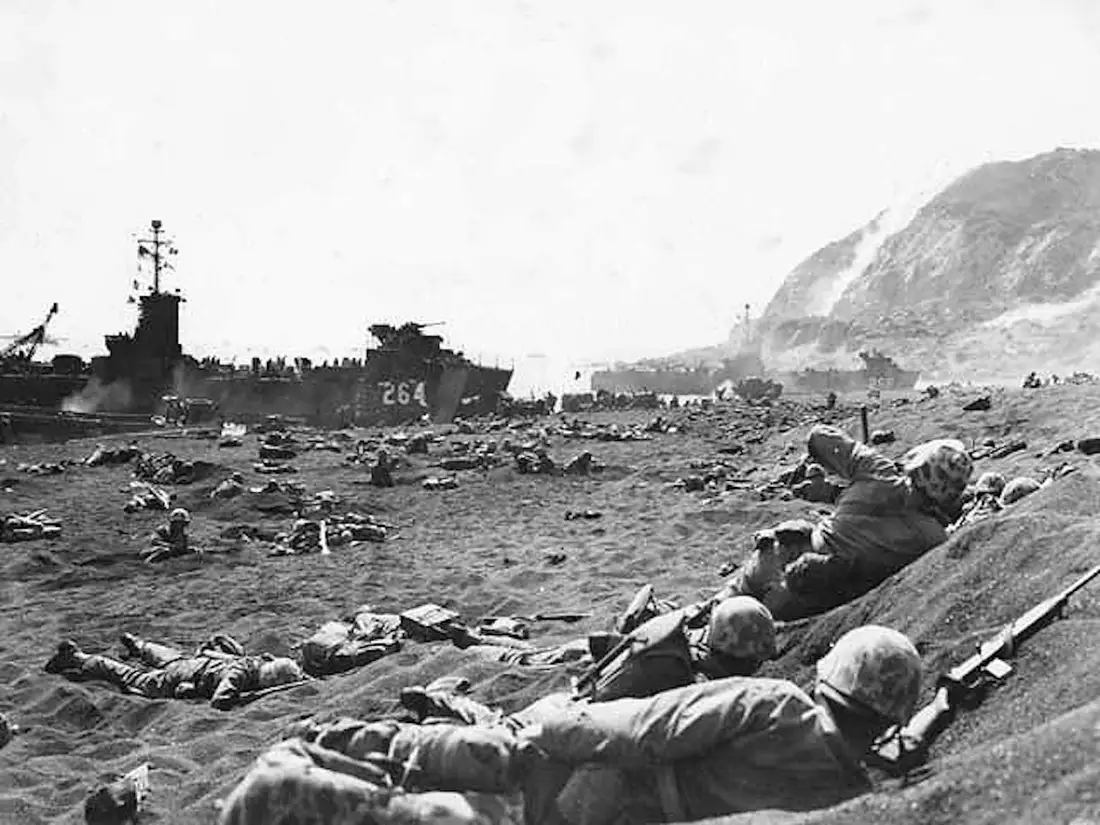
第26海兵連隊第1大隊の上陸後の戦闘の様子

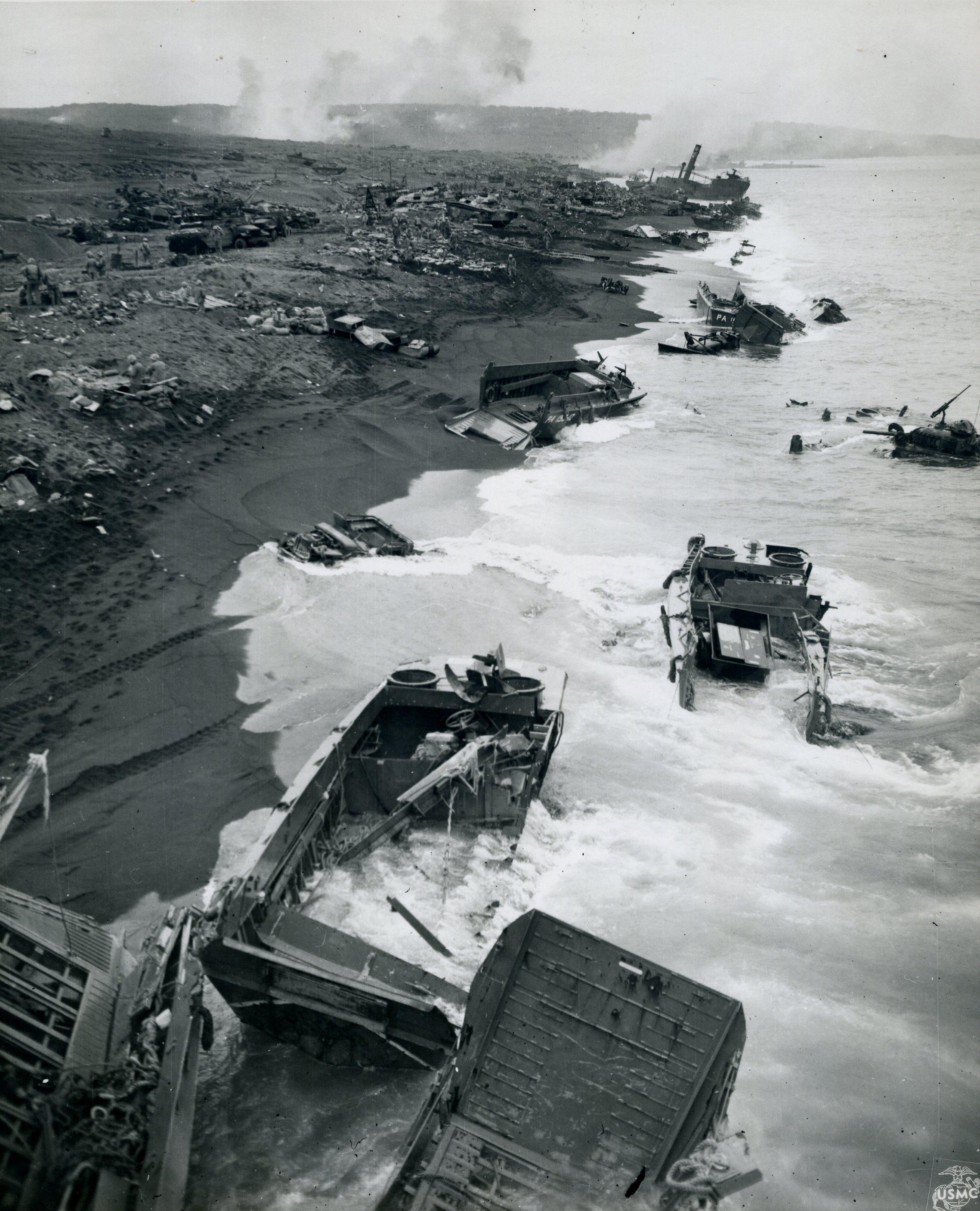
日本軍に撃破されたアムトラックや上陸用舟艇

8時25分から9時まで再度艦砲射撃が続き、全島が爆炎と吹き上がった土砂で埋まってる中、9時に第4･第5海兵師団の第1波がLCVP250隻、アムトラックとアムタンク500輌に分乗し海岸に接近してきた。栗林はアメリカ軍をある程度上陸させてから一気に叩くことを命じ、前線も栗林の命令をよく守って攻撃を控えていた。海兵隊は水際での日本軍の小火器や迫撃砲による散発的な抵抗の中で、午前10時までに第8波9,000人を硫黄島に上陸させたが、栗林は海岸が海兵隊員や物資で埋め尽くされたのを確認すると、10時過ぎに一斉射撃を命じた。今までの散発的な抵抗でアメリカ軍は油断しており、「日本軍の抵抗は微弱」「我が艦砲射撃のため敵は痛撃されて沈黙せるものと思われる」「我が軍は全線に亙って平均200ヤード前進せり」など順調な作戦進行を知らせる無電が海上の司令部に寄せられていた。そのようなときに浴びせられた予想以上の日本軍の猛砲撃に上陸したアメリカ軍は大混乱に陥り、海岸の至るところに海兵隊員の死傷者や吹き飛ばされた肉体の一部が散らばり、血が川のように海に向かって流れていた。
アメリカ軍侵攻の真正面にぶつかった速射砲第8大隊は、アムタンクが海岸に到達するや一式機動四十七粍砲で砲撃を開始した。同大隊第2中隊の中隊長、中村貞雄少尉の砲撃技術は神業に近く、中村は自ら速射砲を操作すると「初弾悉ク必殺命中ノ射撃」で次々とアムトラックに命中弾を与え、実に20輌のアムトラックを撃破し、戦車を揚陸するため海岸に接岸したLCTを3隻撃破した。その後、上陸地点の足場を固めようと上陸してきたブルドーザー1輌も撃破したが、アメリカ軍の集中砲火を浴びトーチカが撃破されて中村も戦死した。栗林は中村の活躍を聞くと「武功抜群ニシテ克ク皇軍速射砲部隊ノ真髄ヲ発揮シタ」と全軍に布告し二階級特進の申請を行い、その活躍は昭和天皇の上聞にも達した。
最も激戦となったのは、アメリカ軍がブルー2と名付けた上陸点北側の側面に位置する岩だらけの場所であった。ここの日本軍陣地は、コンクリートと鉄筋をふんだんに使って強化されており、1,000ポンド爆弾でも戦艦の艦砲射撃でもビクともしないように思えた。第25海兵連隊第3大隊の海兵隊員たちは上陸した瞬間から、機関銃と迫撃砲の激しい洗礼を受けており、大損害を負いながらどうにか最初の段丘を超えると、待ち構えていた内陸のトーチカから交差射撃を浴びた。大隊長は自分たちをありとあらゆる方向から狙い撃ちしてくる日本軍の銃火に「煙草を持って、飛んでくる弾丸で火をつけられるほど激しい射撃だった。わたしはすぐに自分たちがとんでもない目にあうことを知った」と思ったという。海岸での海兵隊員の損害を大きくした原因の一つが硫黄島特有の火山灰で構成された砂地であった。海兵隊員は海岸に上陸すると、持っていた携帯シャベルやヘルメットで穴を掘って日本軍の攻撃をしのごうとしたが、火山灰は粘り気がなく、いくら掘っても内側に崩れてくるばかりで満足に身を隠すこともできなかった。海兵隊員たちは「こいつは小麦の樽のなかで穴を掘るようなもんだ」と嘆き、日本軍の攻撃に次々と倒されていった。
海岸にくぎ付けとなった海兵隊員は戦車の支援を要請し、アメリカ軍はLSM-1級中型揚陸艦でM4 シャーマン中戦車を海岸に揚陸させようと試みたが、砂浜の角度が急で揚陸に手間取り、またようやく上陸できたM4 シャーマン中戦車も硫黄島特有の柔らかい砂地によって移動もままならず、中にはキャタピラが砂に埋まってスタックして後続の上陸を妨害してしまうM4 シャーマン中戦車もあった。ようやく前進できても海岸に多数埋設されている対戦車地雷で擱座し、そこに日本軍は砲火を集中して次々と撃破された。初めは戦車の上陸を歓喜していた海兵隊員であったが、戦車が近づくと逆に日本軍の砲火が激しくなるため、「いったいどうすればいいんだ、戦車から逃げればいいのか？」と厄介者扱いされる始末であった。第1波で上陸したM4 シャーマン中戦車56両のうち28両が撃破され、この日の戦車の大損害を見てアメリカ海兵隊は公式報告書で「Dデイ（上陸日）における海兵隊のM4 シャーマンは地獄を味わった」と評している。
日本軍の激しい砲撃は引き続き海岸の海兵隊員に浴びせられていた。中でも大音響で飛来してくる噴進砲が海兵隊員の恐怖の的となった。威力も凄まじく1発で数十人が死傷することもあり、海兵隊員は同砲弾を「空飛ぶアシュカン（ゴミを捨てる金属製の箱のこと）」ともしくは「悲鳴を上げる神様 (Screaming Jesus)」などと呼んで恐れた。それでもアメリカ軍は続々と後続を上陸させて、大損害にもかかわらず次第に内陸に向けて進撃を開始しており、正午頃には千鳥飛行場第一滑走路付近まで達していた。内陸を前進する海兵隊にも容赦なく砲撃が浴びせられて、ガダルカナルの戦いでメダル・オブ・オナーを受賞した海兵隊の英雄ジョン・バジロン軍曹も、日本軍前線を勇戦で突破したのち、千鳥飛行場付近で日本軍の迫撃砲によって戦死している。
正午には、上陸海岸はアメリカ軍の撃破された戦車や上陸用舟艇やほかの物資などで廃品置き場のようになっていた。旗艦である揚陸指揮艦エルドラドで戦況を見つめていたスミスは、上陸海岸の惨状を見て「竜巻のなかの木造家屋の家並み」のようだと感じた。撃破されて漂っている上陸舟艇やアムトラックは、押し寄せる後続の上陸用舟艇やアムトラックの障害物となり、運転手はどうにか間をすり抜けるような操縦を試みたが、あまりにも残骸が大量にあるため、衝突事故が相次ぎ、中には上陸した海兵隊員を押し潰すこともあった。しかし、エルドラドで指揮を執るターナーやスミスにできることは危険を承知で、さらに多くの海兵隊員を海岸に送り続けることだけであった。
19日が終わった時点でアメリカ軍は30,000人を硫黄島に上陸させたが、そのうち2,420人が死傷した(戦死501人、戦傷1,802人、行方不明18人、戦闘ストレス反応99人)。特に第24、第25海兵連隊は25%の損失を出し、全上陸兵力の8%に相当した。これは史上最大の作戦と言われたノルマンディー上陸作戦最大の激戦地オマハビーチ（ブラッディ・オマハ）でアメリカ陸軍がD-デイに被った約2,000人の人的損失を上回る最悪なものとなった。
上陸初日の惨状を従軍していた海兵隊員の一人は「タラワの戦い、サイパンの戦い、テニアンの戦いでも海岸で海兵隊員は衝撃的な状況で死傷しているのを見たが、硫黄島の海岸ほど悲惨な状況はなかった」と評している。海兵隊の公式報告書はのちに、8%の死傷率は、タラワの戦い (30%)やサイパンの戦い (10%)と比較すると低く、上陸時の戦力状況は両島のときよりは良好であったと評価し、その要因については、「海軍の砲台が栗林の命令を破って砲撃し事前に大損害を被った」ことと「栗林が少し（攻撃を）待ちすぎた」などと分析しているが、損害を顧みず、1日で一気に30,000人を上陸させた司令部に対して、ただ日本軍の砲撃の的となり続けるしかない前線の海兵隊員は「自分たちは牧場の檻に入れられた牛のよう」と恨みを募らせている。
海兵隊はそれまでの島嶼作戦で日本軍の常道だった夜襲と万歳突撃を待ち構えたが、日本兵は来なかった。日本軍が実施したのは少人数による手榴弾を使った襲撃（挺進攻撃）という嫌がらせ攻撃であり、アメリカ軍が浜辺に集積していた物資の一部がこの攻撃により炎上し損害を受けた。また、日本軍の砲弾も夜を徹して飛来しており、未明には第23海兵連隊第1大隊司令部に直撃して大隊長と作戦参謀が即死し、20日の午前4時には第4海兵師団の燃料・弾薬集積所にも命中して轟音と共に大量の燃料と弾薬が誘爆し、第4海兵師団はしばらくの間、他の師団から燃料や弾薬を融通してもらわなければならなかった。

### 摺鉢山の戦い

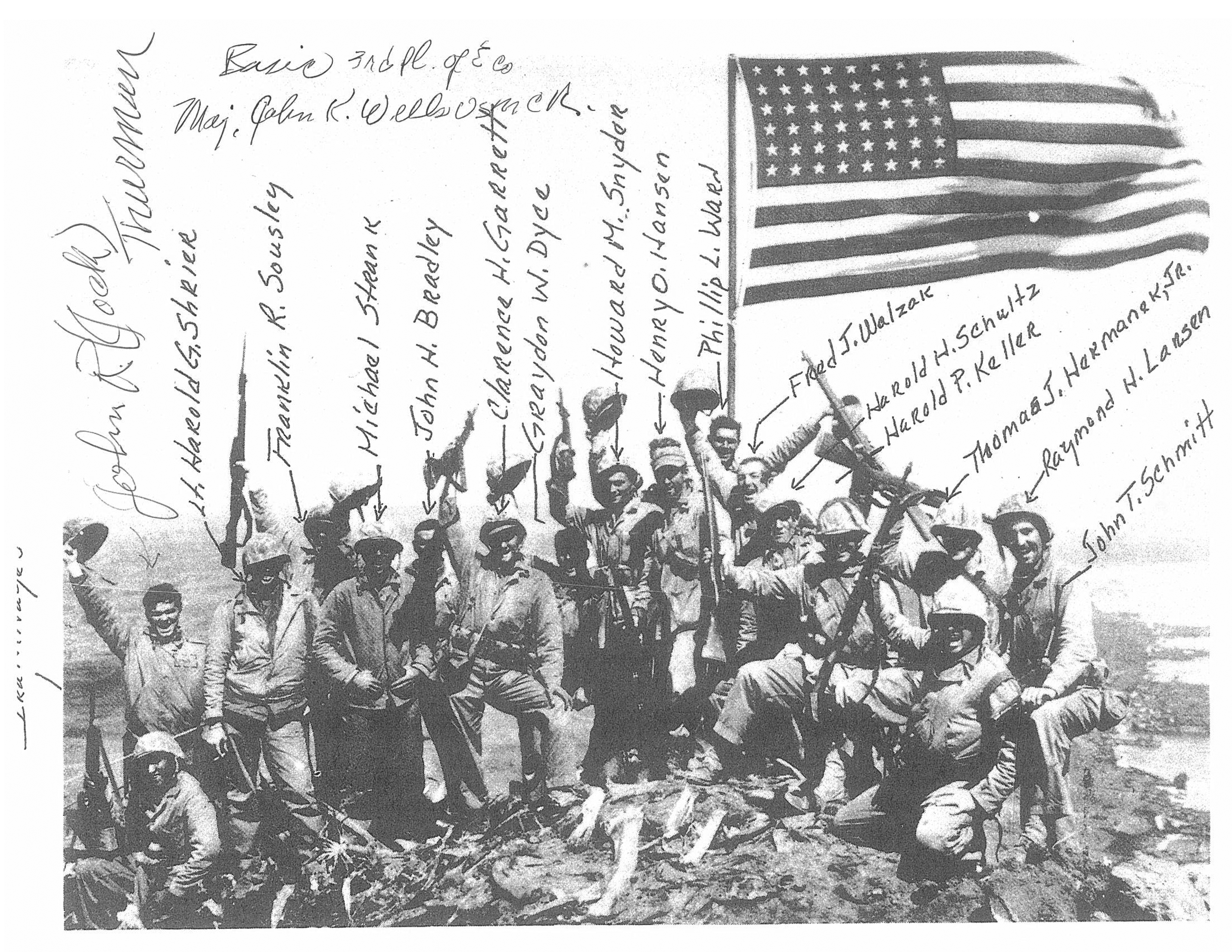
摺鉢山で従軍カメラマンジョー・ローゼンタールが撮影した「ガンホー」と呼ばれる写真

2月20日、準備砲爆撃の後に第28海兵連隊が摺鉢山へ、他の3個海兵連隊が元山方面の主防衛線へ向けて前進した。海兵隊は夕方までに千鳥飛行場を制圧し、摺鉢山と島の中央部に位置していた小笠原兵団司令部との連絡線が遮断された。摺鉢山の日本軍は兵団司令部付きの厚地兼彦大佐率いる摺鉢山地区隊（独立歩兵第312大隊および独立速射砲第10大隊など）1,700人が守備にあたっていた。アメリカ軍は揚陸したばかりのM101 105mm榴弾砲などあらゆる火砲を海岸に設置して摺鉢山を直接照準で砲撃したが、艦砲射撃にも耐えてきた日本軍陣地に大きな損害を与えることができなかった。健在の日本軍陣地は引き続きアメリカ軍に出血を強いて、その戦闘の報告を聞いた市丸海軍少将は「本戦闘ノ特色ハ敵ハ地上ニ在リテ友軍ハ地下ニアリ」という報告を大本営へ打電している。
やむなくアメリカ軍は、摺鉢山の陣地を1個ずつ虱潰しに撃破することを余儀なくされ、海兵隊員は火炎放射器で坑道を焼き尽くし、火炎の届かない坑道に対しては黄燐発煙弾を投げ込んで煙で出入口の位置を確かめ、ブルドーザーで入口を塞いで削岩機で上部に穴を開けガソリンを流し込んで放火するなどして攻撃したが、日本軍ではこうした方法を「馬乗り攻撃」と呼んだ。日本軍はこれに対抗するため、海兵隊員が背負っている火炎放射器の背中のタンクを狙い撃ちした。海兵隊員に多くの死傷者が出たが、20日中には揚陸されたアメリカ軍の新兵器である火炎放射器装備のM4シャーマン（有名なオイルライターの商標に因んで「ジッポー戦車」と呼ばれた）が海兵隊員の支援に登場すると戦況はアメリカ軍に有利に傾き、日本軍はあらゆる砲火と対戦車特攻を駆使して戦うも「ジッポー戦車」はビクともせず、火炎放射器で日本軍の陣地を焼き尽くした。また、上空には観測機が張り付いて正確な日本軍陣地の位置を攻撃機に送り続け、空襲による損害も増加して、この2日目までに摺鉢山の主要陣地は破壊されてしまい、司令の厚地は戦車砲弾の直撃で戦死、守備隊も生存者は800人と半減していた。日本兵は夜間になると、少人数で海兵隊に斬りこみを行ったが、海兵隊が警戒し始めると効果は薄くなり始め、帰ってこない日本兵が徐々に増えていった。この夜襲は日本軍にとっても死傷率の高い作戦であり、所属部隊が全滅後に他の隊と合流した将兵や、陸戦に慣れていない海軍兵が主に指名されたという。
21日まではまだ日本軍は残された火器で散発的な抵抗を行い、アメリカ軍に大きな進撃を許さなかったが、アメリカ軍は22日に摺鉢山地下洞窟の入り口7か所を全て爆破して閉鎖、壕内にガソリンや黄燐を注入して生存していた日本兵を苦しめた。完全に摺鉢山の包囲に成功した第28海兵連隊の第2大隊長チャンドラー・W・ジョンソン中佐は、翌23日に摺鉢山山頂への到達を第2大隊E中隊長のデイブ・セヴェランス大尉に命じ、山頂に到達したら掲げるようにと星条旗を手渡した。午前10時15分、第2大隊E中隊は遂に摺鉢山頂上へ到達し、付近で拾った鉄パイプを旗竿代わりに、28×54インチ（約71×137センチ）の星条旗を掲揚した（本記事冒頭の写真）。硫黄島攻略部隊に同行していたジェームズ・フォレスタル海軍長官は、前線視察のため上陸した海岸でこの光景を目撃し、傍らにいたスミスに「これで（創設以来、アメリカ軍部内で常にその存在意義が問われ続けてきた）海兵隊も500年は安泰だな」と語り、この旗を記念品として保存するように望んだ。そこで、揚陸艇の乗員が提供した先の旗の2倍もある5×8フィート（約152×244センチ）の星条旗を改めて掲げ、先の旗と入れ換えることになった。午後12時15分にAP通信の写真家・ジョー・ローゼンタールが、まさに「敵の重要地点を奪った海兵隊員達が戦闘の最中に危険を顧みず国旗を掲げた」瞬間を捉えた有名な写真とあわせ写真3枚を撮影した。この写真は同年ピューリッツァー賞（写真部門）を受賞している（硫黄島の星条旗）。
摺鉢山山頂に星条旗を掲げるまでに800人の海兵隊員が犠牲となったが、この歴史的瞬間で海兵隊員の士気は大いに高まった。海兵第5師団の副師団長レオ.ハールム准将は星条旗が上がる瞬間を目撃して「自分の生涯で記憶に残る指折りのすばらしい光景」と感じ「見渡す限り島全体からすごい歓声があがった」と述べている。のちに世界銀行の総裁となったバーバー・コナブルは海兵隊中尉として摺鉢山で戦ったが、このときの状況を「私が最も尊敬していた将校や軍曹や戦友などはこの戦いですべて戦死してしまった」「私は60時間以上睡眠をとっておらず、星条旗が掲げられたときは仮眠をとっておりその瞬間を見ていなかったが、目を覚ますと感動のあまり泣き出してしまった」と回想している。
摺鉢山がわずか4日で陥落したのは栗林の想定外であり、いつも温和であった栗林としては珍しく報告を受けると怒声を発して、参謀の中根兼次中佐と山内保武少佐を督戦のため前線に走らせた。栗林が考えていた、上陸したアメリカ軍を狭い平地に閉じこめて、摺鉢山と北部主要陣地からの集中砲火で大打撃を与えるといった作戦は水泡に帰してしまったが、栗林は冷静さを取り戻すと「あと1日持ち堪えてくれたら」とぼやきながらも、作戦の修正に着手している。
摺鉢山山頂を制圧したがアメリカ軍ではあったが、山頂に星条旗が掲げられた時点で摺鉢山の地下陣地にはまだ300人以上の日本兵が潜んでおり、日本兵はアメリカ軍に封鎖された洞窟入口のうち3個の開口に成功し、夜間にアメリカ軍の目を盗んで脱出に成功すると北部の主力に合流した。その後も摺鉢山付近での散発的な日本軍の抵抗はまだ継続していた。硫黄島に派遣された経験を持つ秋草鶴次によると、24日の早朝、気が付くと山頂に日章旗が翻っているのを、玉名山から目撃したという。『十七歳の硫黄島』では、その後、摺鉢山へアメリカ軍のロケット砲攻撃があり、再び星条旗が掲げ直され、その星条旗は24日中そのまま掲げられていたが、翌25日早朝の摺鉢山頂上ではまたも日の丸の旗がはためいていたため、これはその周辺にいまだに頑張っている日本兵がおり、日の丸を揚げに夜中、密かに山頂へ来ていたのではないか、と秋草は推測して書いている。その以降の戦闘の後、アメリカ軍によってもう一度星条旗が掲げられ、それが日章旗に代わることはもうなかったという。摺鉢山の攻略はアメリカ軍に大きな達成感を抱かせたが、摺鉢山は硫黄島の戦いの主戦場などではなく、これからさらに激しい戦いが繰り広げられることとなった。
摺鉢山の戦いの途中の2月22日に、アメリカ軍は「2月21日1800現在、硫黄島での損害推定は戦死644、負傷4108、行方不明560」とアメリカ国内に公式発表したが、あまりの甚大な損害にアメリカ国内に衝撃が走った。アメリカ軍に対して批判が高まり、兵士の親からの批判の投書も殺到している。
この母親の投書に対しては海軍長官のフォレスタルが「小銃、手榴弾を持った兵士が、敵陣に殺到して確保する以外に、戦いに勝つ最終的な道は残されていません。近道も、より容易な方法もありません。何かよい方法があるといいのですが」と返信をしている。
その「何かよい方法」について、一旦はルーズベルトによって却下された毒ガスの使用議論が再燃することとなり、シカゴ・トリビューン紙は「彼ら（日本軍）をガスで片付けろ」という社説を紙上に掲載し「毒ガスを非人道的とする非難は誤りでもあるし、的外れでもある」「ガスの使用は数多くのアメリカ国民の命を救うと同時に、日本人の命もある程度は救う可能性がある」などという主張を行っている（関連:米軍兵による日本軍戦死者の遺体の切断）。

### 特攻作戦

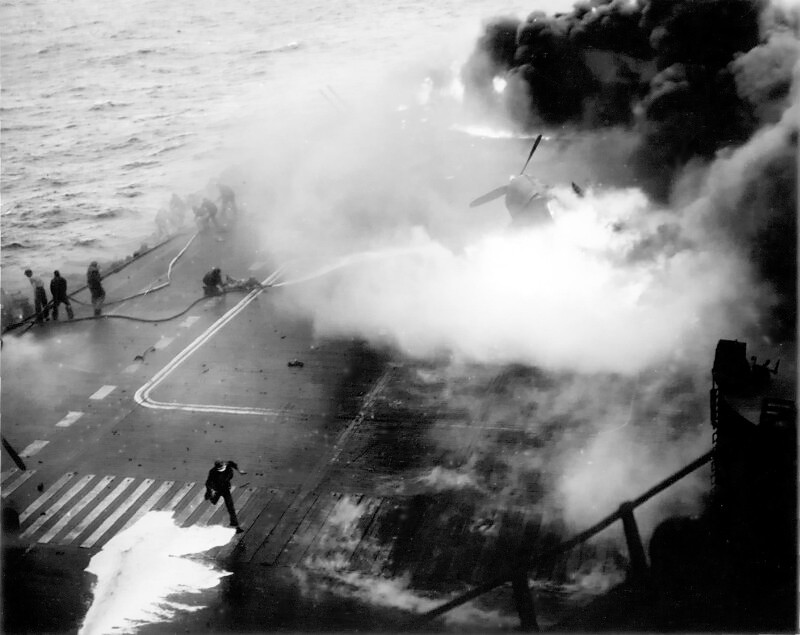
特攻機の突入で炎に包まれる正規空母「サラトガ」

2月21日、ジャンボリー作戦の打撃からどうにか立ち直った日本軍は航空機による反撃を開始し、千葉県香取航空基地から出撃した第六〇一海軍航空隊の爆撃機「彗星」12機、攻撃機「天山」8機、直掩の零式艦上戦闘機12機の計32機からなる神風特別攻撃隊第二御盾隊による攻撃が行われた。この特攻は日本本土から初めて出撃したもので、八丈島基地で燃料を補給した後に硫黄島近海のアメリカ艦隊に突入した。同隊突入前に、千葉県木更津の第七五二海軍航空隊の一式陸攻2機が欺瞞隊として硫黄島上空に到達、錫箔をまいてレーダーを攪乱（）した。第六〇一海軍航空隊は航空母艦飛行隊として訓練されていた精鋭であり、わずか32機であったにもかかわらず、護衛空母「ビスマーク・シー」を撃沈、正規空母「サラトガ」に5発の命中弾を与えて大破させた他、「キーオカック」(防潜網輸送船)も大破させ、護衛空母「ルンガ・ポイント」とLST-477を損傷させるなど大戦果を上げた。
大破した正規空母「サラトガ」の戦闘報告によると「この攻撃はうまく計画された協同攻撃であった。攻撃が開始されたとき、4機の特攻機が同時にあらわれたが、各機は別々に対空砲火を指向させなければならないほど、十分な距離をとって分散していた。もしこれが自殺攻撃による一つの傾向を示しているのであれば、自殺機のなかには対空砲火を指向されないものが出てくる可能性があり、対空射撃目標の選定について混乱を生じさせることは確実なので、この問題はおざなりにできない」とあり、第二御盾隊が精鋭らしく互いに連携をとりながら対空砲火を分散させる巧みな戦術で攻撃したことが窺える。第二御盾隊による戦果は硫黄島の守備隊も視認しており、第27航空戦隊司令官市丸が「友軍航空機の壮烈なる特攻を望見し、士気ますます高揚、必勝を確信、敢闘を誓う」「必勝を確信敢闘を誓あり」と打電するなど、栗林らを大いに鼓舞した。梅津美治郎陸軍参謀総長と及川古志郎軍令部総長はこの大戦果を昭和天皇に上奏した。及川によれば、昭和天皇はこの大戦果の報を聞いて「硫黄島に対する特攻を何とかやれ」と再攻撃を求めたというが、洋上の長距離飛行を要する硫黄島への特攻は負担が大きく、再び実行されることはなかった。
日本陸軍航空部隊は特攻ではない通常攻撃として、2月複数日に飛行第110戦隊の四式重爆撃機「飛龍」が浜松より少数機夜間出撃し、18日には硫黄島近海の高速輸送艦に対する攻撃を、22日には海岸のアメリカ軍に対する爆撃をそれぞれ低空攻撃にて成功させている。
その後も小規模ながら断続的に航空支援が行われ、アメリカ軍の物資集積所への空爆や守備隊への補給品の空中投下なども行われたが、3月25日深夜、木更津基地から6機の一式陸攻が離陸、うち根本正良中尉機のみが硫黄島に到達し、単機爆撃を行ったのが（根本機は生還）硫黄島における日本軍最後の航空攻撃となった。硫黄島への航空支援については、日本軍は終始消極的で、作戦に投入した機数はわずか延べ75機に過ぎなかった。
また、回天特別攻撃隊「千早隊」（伊44、伊368、伊370）が編成され、2月20～22日に出撃したが、回天警戒のため編成されていた護衛空母「アンツィオ」、「ツラギ」と駆逐艦18隻の対潜水艦部隊に、「伊368」と「伊370」が撃沈され、戦果もなかった。その後、「伊36」と「伊58」で「神武隊」が編制され、3月1日に硫黄島に向けて出撃したが3月6日に作戦中止の命令が出て、両艦は引き返した。回天作戦中は母艦となる潜水艦は通常魚雷による戦闘が禁止されていたが、この作戦中、「伊58」の橋本以行艦長が、目の前を航行する敵艦を攻撃する絶好の機会を逃したことから、海軍上層部に回天作戦中の通常魚雷での攻撃の許可を求める意見書を提出したところ認められた。このことが後の重巡洋艦「インディアナポリス」を撃沈することに繋がった。

### 元山周辺の戦い

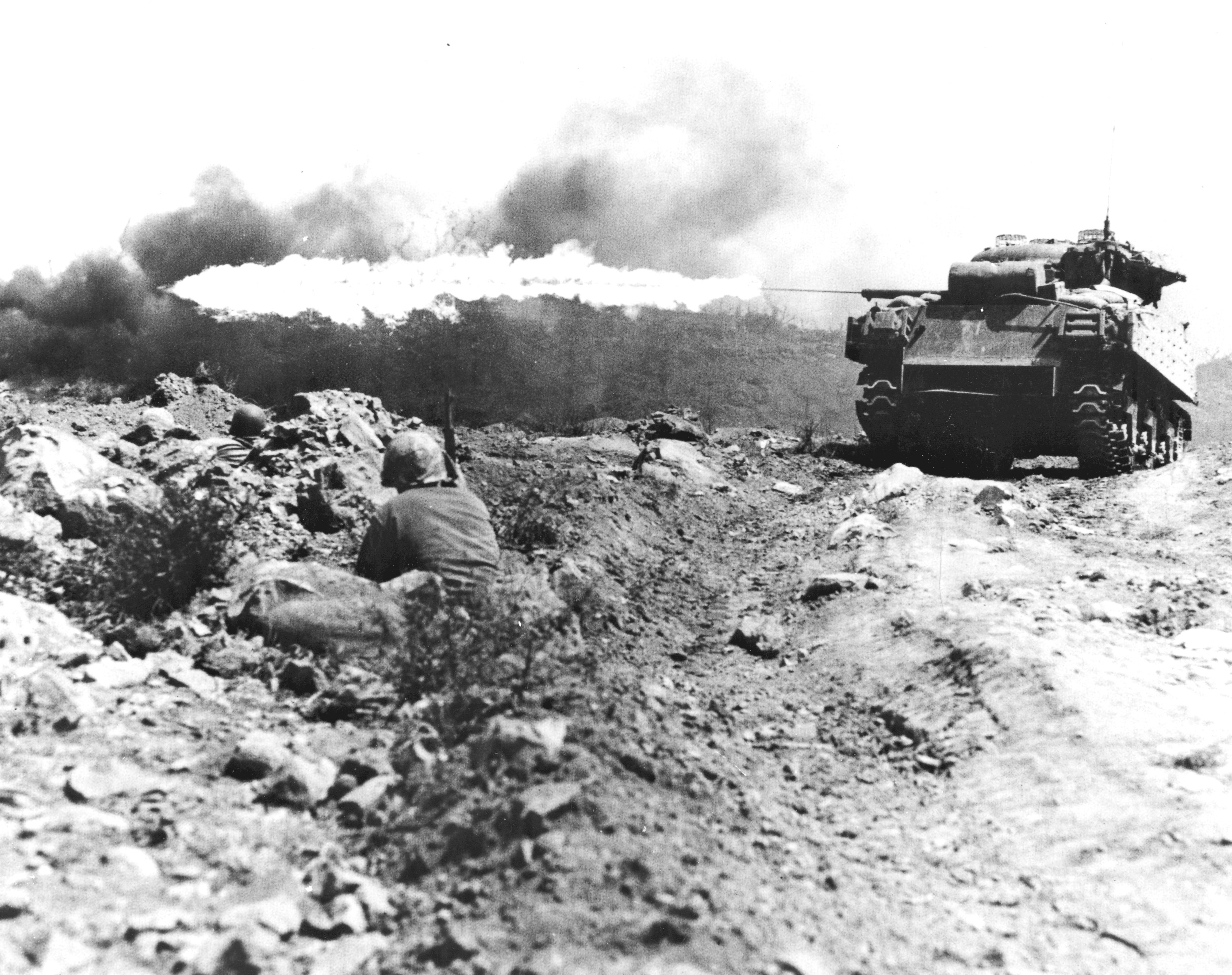
壕を制圧する火炎放射戦車M4A3 シャーマン、別名「ジッポー戦車」硫黄島で最も有効であった兵器の1つと評された

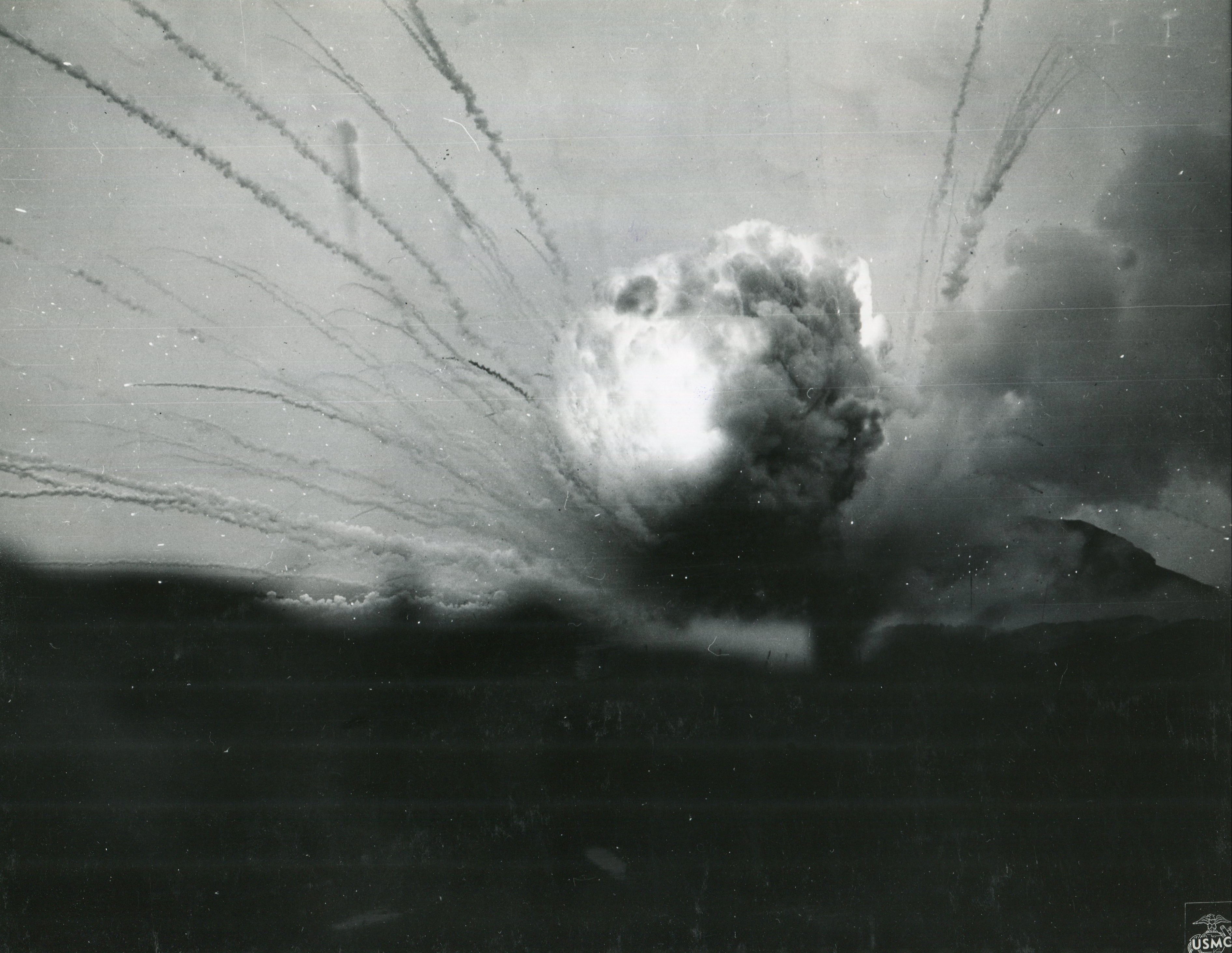
日本軍の砲撃で誘爆するアメリカ軍弾薬集積所

栗林の作戦は、硫黄島最狭部にアメリカ軍を圧迫して摺鉢山と元山地区とから挟撃しようというものであったが、摺鉢山が予想以上に早く陥落し計画は水泡に帰していた。摺鉢山を攻略したアメリカ軍は3個師団全力で主陣地への進撃を開始し、海兵3個師団は、西を第5海兵師団、中央を第3海兵師団、東を第4海兵師団が進撃することとなったが、まずは第3海兵師団が進撃していた飛行場のある元山地区で激戦が繰り広げられた。飛行場一帯は歩兵第145連隊第3大隊（大隊長安荘憲瓏少佐）を主力として、戦車第26連隊第3中隊（中隊長西村功大尉）に独立速射砲第12大隊（大隊長早内政雄大尉）と海軍の高射砲や高射機関砲隊が守っていた。歩兵第145連隊は鹿児島県で編成された精鋭部隊で、硫黄島の他の部隊の多くが寄せ集めの混成部隊であったのに対して、同じ戦友同士で苦楽を共にしてきており、チームワーク抜群で団結力も強かった。訓練も行き届いており、同連隊第1大隊（大隊長原光明少佐）はアメリカ軍を上陸地点の真正面で迎え撃ち、海兵隊員が押し寄せると、さっと引いて、背後に回って攻撃するなど、老練かつ機動的な戦術で海兵隊の前進をよく阻んだ。
アメリカ軍はM4 シャーマン中戦車を元山飛行場滑走路付近に前進させてきたが、ここには早内政雄大尉率いる独立速射砲第12大隊第の一式機動四十七粍砲がトーチカ内で待ち構えていた。アメリカ軍は元山地区に1時間で3,800発の艦砲射撃を加えたが、その砲撃をトーチカ内で凌いだ独立速射砲第12大隊は、アメリカ軍のM4 シャーマン中戦車が前進してくると、側面を視認できる距離まで接近させたところで一斉に砲撃を開始した。早内も自ら速射砲を操作して数輌を撃破するなど、次々とM4 シャーマン中戦車を撃破し、アメリカ軍の戦車中隊は大損害を被って撃退された。必死のアメリカ軍は海兵隊の師団砲兵を海岸付近に展開させると、近距離から直接照準で日本軍トーチカを狙い撃つといった冒険的な戦闘を展開し、撃ち込んだ砲弾は1平方ヤード毎に3発という濃密な弾幕を形成した。そのため、独立速射砲第12大隊の速射砲も次々と撃破されて、最後に全ての速射砲を失った早内は最後の用意として準備していた爆雷を抱くと敵戦車に体当たり攻撃を敢行して戦死した。また大隊の生存者も早内の後に続き、手榴弾を手にして敵戦車に突進して戦死した。
このあとも激戦は続き、2月24日にはアレクサンダー・ヴァンデグリフト海兵隊総司令官の長男、アレクサンダー・ヴァンデグリフトJr.中佐も重傷を負う。2月25日にはアメリカ軍は元山飛行場滑走路に達し、一気に飛行場周辺を攻略するため、海兵隊員をM4 シャーマン中戦車にタンクデサントしての強攻を計画していたが、あまりにも危険なため、計画を断念して26輌のM4 シャーマン中戦車だけを滑走路に進撃させることとした。海兵隊員の支援のないM4 シャーマン中戦車に対して、歩兵第145連隊第3大隊長の安荘はあらゆる砲火を集中させるよう命令、陸軍の野砲や速射砲以外にも海軍の高射機関砲など集中砲撃を浴びせられて、たちまち3輌が撃破炎上した。それでも損害に構わず前進を続けるM4 シャーマン中戦車に対して、第3大隊の兵士が爆雷を抱いて戦車に肉薄攻撃をかけた。肉薄攻撃で擱座した味方のM4 シャーマン中戦車を救出しようと、他の戦車が肉弾攻撃してくる日本兵に砲撃を浴びせるが、日本兵は他の戦車にも肉薄攻撃を行い、この日だけで9輌のM4 シャーマン中戦車は撃破された。しかし、第3大隊の戦力消耗も激しく、アメリカ軍は翌26日には元山飛行場とその周辺に戦車を伴った約1個大隊の海兵隊で進攻してきたが、安荘率いる陸海軍混成部隊は、さらに3輌のM4 シャーマン中戦車を撃破するなど優先敢闘したものの、26日の夕方までには元山飛行場の殆どはアメリカ軍に占領され、守備隊主力の歩兵第145連隊第3大隊の生存者は大隊長の安荘以下たった50人となっていた。2月27日に栗林は安荘に撤退を命じるとともに、その抜群の功績に対して感状を授与し、その活躍は昭和天皇の上聞に達している。アメリカ軍は元山周辺の戦闘で33輌のM4 シャーマン中戦車を喪失したとされる。
上陸以降のアメリカ軍の前進速度は10m/hに過ぎなかったが、圧倒的火力で日本軍陣地を「馬乗り攻撃」で撃破して前進していくアメリカ軍を見て、市丸少将は「さながら害虫駆除のごとし」とと報告している。戦略拠点摺鉢山を失った栗林にとって取りうる戦術は限られており、アメリカ軍をできうる限り足止めするという作戦方針に修正していた。2月27日には豊田副武連合艦隊司令長官から、硫黄島に対して「翻って、我が決戦兵力の錬成並に敵次期侵攻予想地点の防御は、概ね4月末を以て完成の域に達する見込みにして、今後確信を以て作戦し得ると否とは、一に懸りて硫黄島持久反撃作戦の如何に存す」とする激励電が送られてきた。これは軍中央が硫黄島の確保を諦めて、4月末まで持ち堪えてくれと要望してきたに等しいと判断した栗林は、守備隊の残存兵力や残存陣地数、アメリカ軍の戦力などを総合的に組み合わせて試算し、元島飛行場周辺の平坦地では、最終的に日速300ｍまで加速したアメリカ軍の進撃速度を、北部主陣地では1/7まで低下させ、豊田の要望通りあと2ヶ月は持久可能と判断した。しかし栗林は、アメリカ軍が今までとは作戦方針を変えて、損害を顧みずにまずは中央突破を行って、各陣地を孤立化させてその後に包囲殲滅する作戦をとってくれば、アメリカ軍の進撃速度は先の想定の1.6倍になり、1ヶ月しか持ち堪えられないとする最悪の想定も行っていたが、結局アメリカ軍がとった作戦は後者の方となり、栗林の最悪の想定が的中することとなった。
東京中央放送局（現在のNHK）は1943年から「前線に送る夕」というラジオ番組を前線の将兵に向けて放送していたが、2月28日には硫黄島の将兵向けの特別番組「硫黄島勇士に送る夕」という特別番組を硫黄島に向けて放送した。番組の内容は東京都長官西尾寿造大将の冒頭あいさつから始まり、宮川静枝の朗詠、木村友衛の浪花節、井上園子や日本交響楽団の演奏に加えて、海軍司令官市丸の三女美恵子による父に向けての作文の朗読もあった。時間は午後7時45分からの15分間であったが、ラジオが聞ける環境にあった将兵は栗林以下こぞって聴取したので、その日の夜間斬りこみ攻撃は殆ど実施されなかったという。夜も更けて日も改まった午前2時15分、攻撃を再開した日本軍の砲弾が第5海兵師団の弾薬集積所に命中、たちまち弾薬が誘爆して大火災が生じた。誘爆した弾薬の中には黄燐弾も含まれていたので、日本軍の毒ガス攻撃と誤認し警報も出されるという混乱ぶりであった。誘爆は午前7時まで続き、師団は25%の弾薬を失った。「硫黄島勇士に送る夕」はアメリカ軍も傍受しており、タイミングのよい放送に第5水陸両用軍団長のシュミットは「硫黄島勇士に送る夕」が弾薬集積所爆破の指令放送ではなかったのかと疑っていたという。
2月28日時点で硫黄島の半分はアメリカ軍の手に落ち、同日にはアメリカ海軍建設大隊により、確保された千島飛行場が修復されて観測機の使用が可能となった。海岸には軍用郵便局が開局して郵便業務を開始し、また野戦病院も構築されて200床のベッドが用意された。摺鉢山沖合には飛行艇基地も設けられて、洋上哨戒活動を開始するなど、これまでの殺伐とした戦場の光景からかなりの変化が感じられるようになっていた。そのため、アメリカ軍は栗林の緻密な想定とは全く異なって戦況に楽観的となっており、第56任務部隊司令官スミスも「あと、2−3日でこの島をとるつもりだ、激戦が行われているが、日本軍は水に不自由しており、負傷者の治療にもこと欠いている。いま、断末魔の状況さ」と従軍記者の取材に軽口を叩いていた。また、海兵隊員の多くがもはや戦闘は峠を越しており「もっと酷い戦闘が待っている」とは考えもしていなかったが、これが栗林の指揮能力や日本兵生存者の士気の過小評価であったことを、のちにスミスと多くの海兵隊員が思い知らされることになった。

### ミート・グラインダー

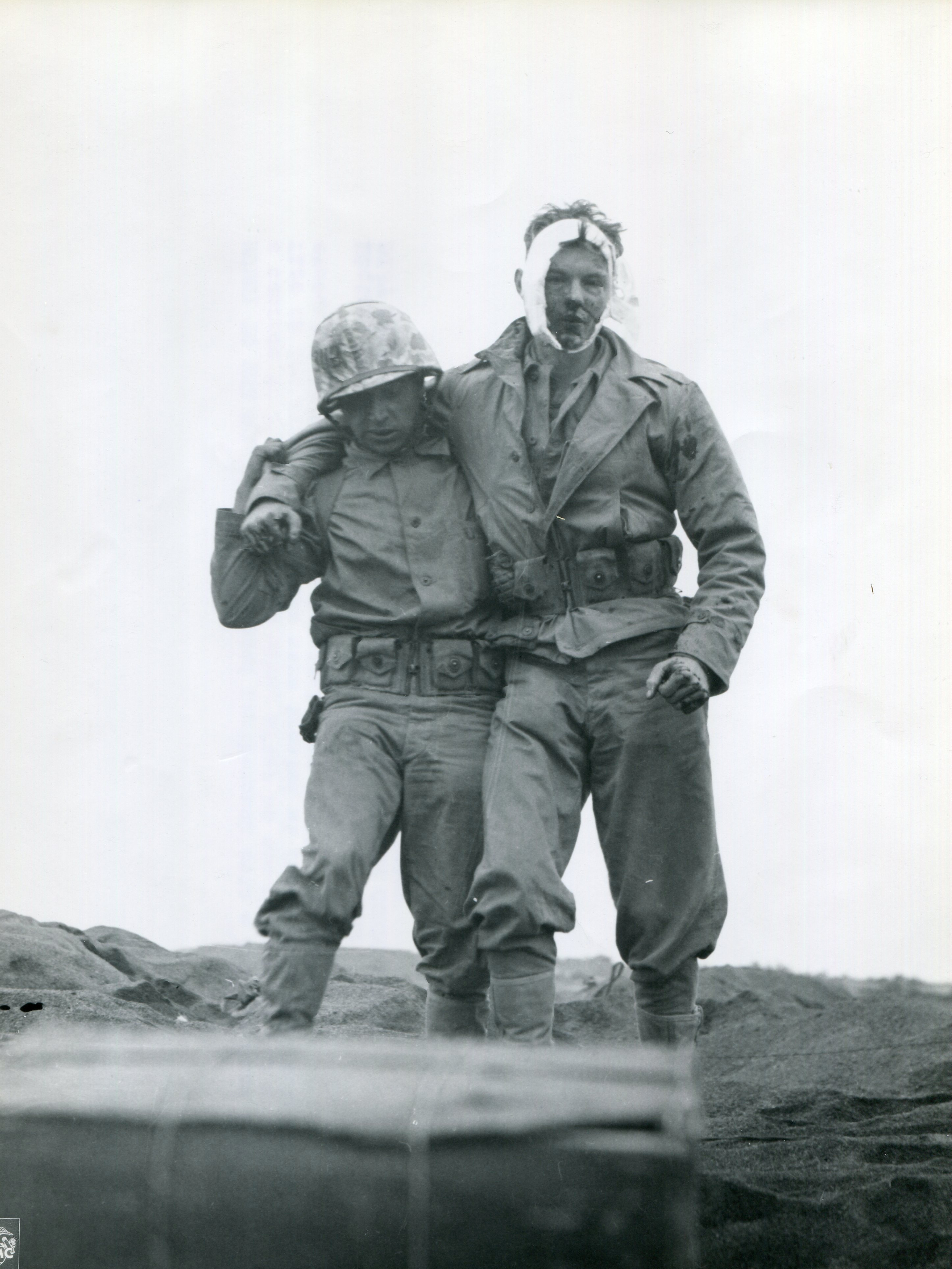
負傷した戦友を支えるアメリカ海兵隊員

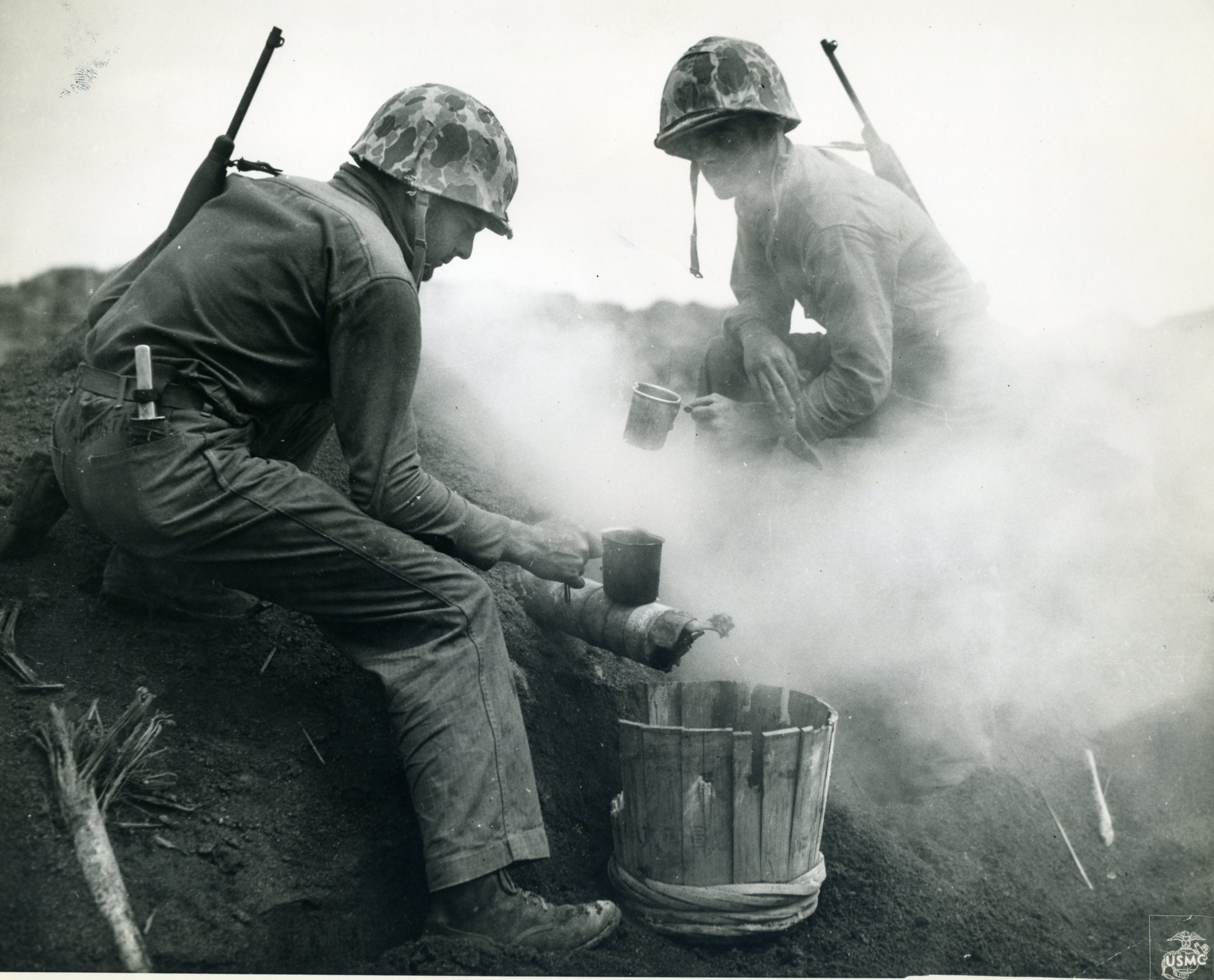
吹き出る蒸気でコーヒーを温めるアメリカ海兵隊員

硫黄島中央を進撃していた第3海兵師団長のアースキンは自分の担当地区が他の2個師団の担当地区と比較すると平坦地が多いので、軍団直属のM1 155mm榴弾砲の火力を集中して一気に中央突破を試みる作戦を第5水陸両用軍団長のシュミットに申し出た。アースキンは第一次世界大戦にも従軍し数々の戦功を挙げた猛将として信頼も厚く、シュミットはアースキンの作戦を承認した。アースキンはシュミットの信頼通り元山の攻防戦では快進撃を見せたが、それに納得することなく、先頭を進んでいた第9海兵連隊の連隊長を呼びつけると日本軍のお株を奪うような夜襲での進撃を命じ、「夜襲で日本軍の戦線を突破し、前進をはばんでいるトーチカを爆破してこい」との指示をしたが、連隊長は「分かりました。行ってまいります。しかしどのトーチカのことを言ってるんですか？」と言い返している。師団が把握して地図にマーキングできているトーチカは数個に過ぎなかったが、前線の第9海兵連隊はまだ発見されていない日本軍のトーチカが無数にあることを思い知らされており、簡単には進撃できないことが分かっていたのでアースキンに反論したのであるが、結局その日の夜襲は取りやめとなった。
第4海兵師団が進む東側は、遮蔽物の少ないむき出しの台地であり、かつては樫の林があったが激しい砲爆撃で焼失していた。この岩場一帯では千田少将の率いる混成第2旅団が海兵隊を待ち構えていた。混成第2旅団は老兵や未熟な兵が多い寄せ集め部隊であったのだが、日本陸軍屈指の歩兵戦闘の専門家である千田は部下将兵に対して「団結の強化」「牛刀主義（細事にも全力をつぎこむ）」「創意工夫」「明るく元気」という単純明快なスローガンを掲げ、徹底した猛訓練で強兵に育て上げていた。混成第2旅団が守る二段岩陣地（アメリカ軍呼称382高地）、玉名山（アメリカ軍呼称ターキー・ノブ）、海軍司令部跡台地東側陣地（アメリカ軍呼称ミナミ・ビレッジ）、海軍司令部跡台地西側陣地（アメリカ軍呼称円形劇場）は強固に要塞化され、また地下陣地に据えられた各種火砲は、コンクリートで固められた観測所からの的確な観測によって正確な砲撃を浴びせられるように構築されていた。
上陸6日目の2月25日には第4海兵師団がこの防衛線に接触したが、この後2週間以上に渡って第4海兵師団は釘付けとなって大損害を被ることとなった。地形が複雑であり戦車の支援を十分に受けることができず、海兵隊員が火炎放射器や爆薬やバズーカで一つ一つ日本軍の陣地を攻略していかねばならなかったが、日本軍は巧みに隠されたトーチカや地下陣地から射撃を加えて、26日には512人、27日は硫黄島上陸後で最悪となる792人の死傷者を出したが殆ど前進することはできなかった。海兵隊員はあまりの流血に、千田が守る南地区主陣地第二線陣地群を「ミート・グラインダー（肉挽き器）」と呼び、陣地を構成するそれぞれの尾根や谷に「死の谷」とか「血まみれの尾根」とか禍々しい名前をつけて恐れた。ここでも噴進砲が絶大な威力を発揮、あまりの威力に海兵隊員は重砲での砲撃と考えて必死に捜索したが、簡単に分解して運べる噴進砲の発射装置は容易に発見されることなく、海兵隊員は見えない「幻の超重砲」に震え上がることとなった。
アメリカ軍は装甲ブルドーザーを投入し、戦車が通行できる通路を確保し、火炎放射型の「ジッポー戦車」も投入して日本軍陣地の撃破を行った。3月2日には主要陣地の1つであった382高地を610人という多大な犠牲を被りながらも攻略した。その後も激戦は続きアメリカ軍は夥しい犠牲を出し、第26海兵連隊は戦力が40%まで落ち込むほどに消耗しながらも、日本軍の陣地攻略を進めていき、3月11日には「ミート・グラインダー」も残るは「ターキー・ノブ」だけとなっていた。アメリカ軍は千田に投降を促したが、千田が応じることはなかったので総攻撃を開始した。千田の最後は諸説あり、栗林から玉砕戦法を禁じられていた千田は、これまではアメリカ軍に出血を強いたが、3月7日には武器弾薬はおろか水まで枯渇したので、もはや組織的な抵抗は不可能となっていた。千田は生き残っていた各部隊長を集めると、翌8日を期しての総攻撃を命じて「皆さん、長いことご苦労をかけました。靖国神社で会いましょう」と告げてコップ1杯の水で乾杯した。8日の18時に千田は日章旗の鉢巻を巻き、右手に手榴弾、左手に軍刀を持つと、生存していた海軍警備隊司令井上左馬二海軍大佐以下800人の将兵を率いて摺鉢山方面に向けて突撃を開始した。アメリカ軍は十字砲火を浴びせて日本軍は次々と倒されたが、それでもアメリカ軍の前線陣地にたどり着いて各所で激しい白兵戦が展開された。激しい戦闘は夜を徹して繰り広げられ、この突撃で日本軍は指揮官の千田以下700人が戦死したが、アメリカ軍の死傷者は347人であった。
他にも、3月8日に突撃を率いたのは海軍の井上で、千田は最後まで栗林の命令を守って突撃することはせず、3月17日に栗林と合流するために生存者400人と陣地を脱出したが、兵団司令部近隣でアメリカ軍に捕捉され進退窮まった千田は参謀長らと自決したという証言もある。組織的な抵抗力を失った混成第2旅団ではあったが、玉名山内の洞窟陣地に籠ってゲリラ戦を展開した。千田の生死を把握していなかった第4海兵師団は、3月16日に師団長のケーツが2時間の攻撃停止を命じると、自らが拡声器を持って千田と守備隊将兵の健闘を称えて、「硫黄島は既に陥落しており、これ以上抵抗しても何も得るところがない」と投降を勧告したが、拡声器用の発電機が故障で動かなかったので、守備隊に聞こえたかはわからなかった。その後も4日間戦闘は続いたが、海兵隊は洞窟の入り口を片っ端から封鎖していったため、日本軍の抵抗は次第に弱体化していった。第4海兵師団は「ミート・グラインダー」で4,075人が死傷するという甚大な損害を被った。

### バロン西の戦い

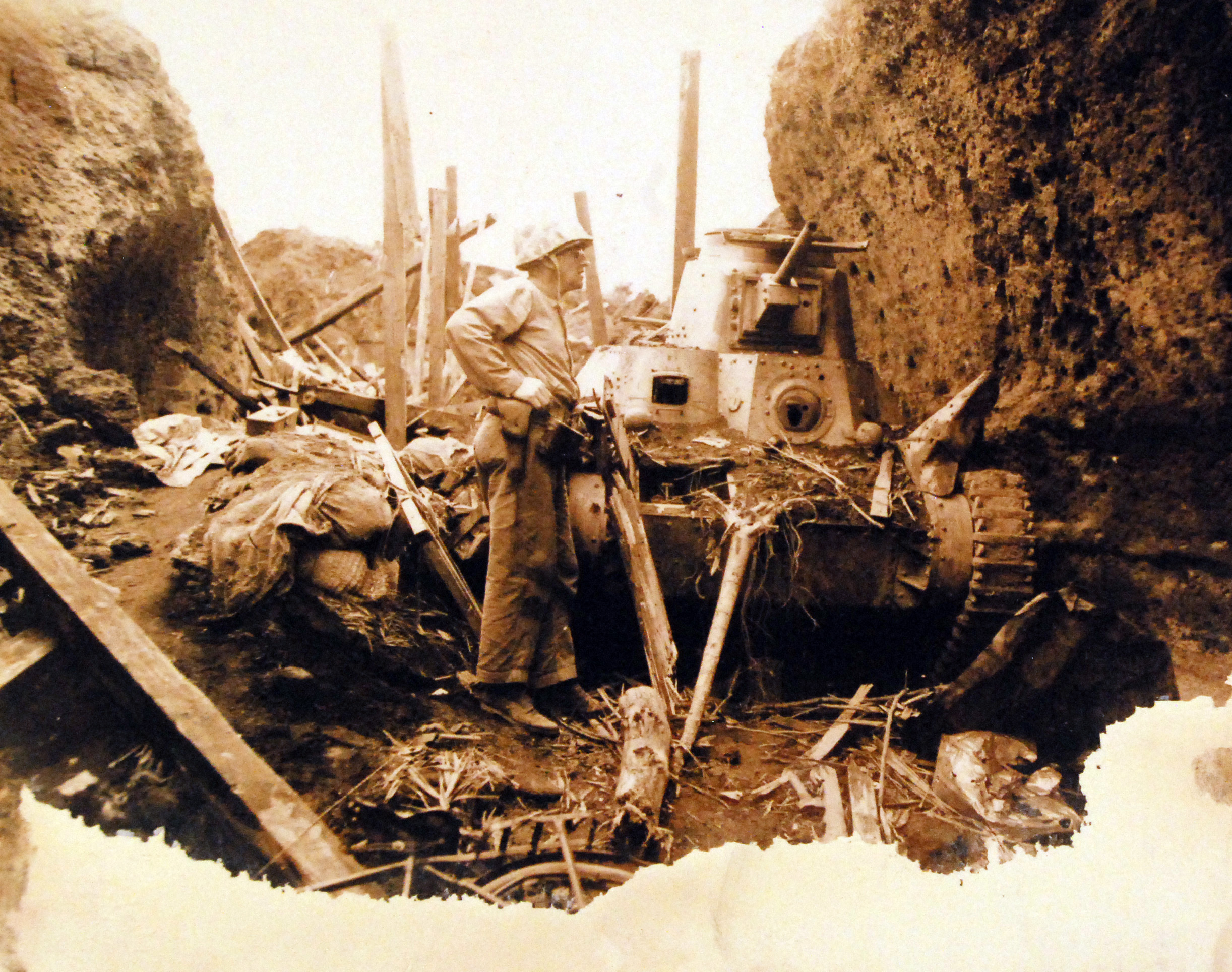
地下に隠されていた戦車第26連隊の九五式軽戦車

バロン西率いる戦車第26連隊は栗林の戦闘計画に従い、戦闘初期にはできうる限り戦力を温存する計画であり、上述した通り、戦車を地中に埋めてこれまでアメリカ軍の攻撃をやり過ごしてきたが、アメリカ軍の予想外の進撃に上陸2日目の2月20日には天山砲台、屏風山、二段岩、玉名山を連ねる第2線陣地に前進して22日にはアメリカ軍との戦闘を開始した。2月26日の元山飛行場付近の戦闘においては、戦車第26連隊第3中隊が地中に埋めた戦車とトーチカ内の90式野砲で迎え撃ったが、戦車26輌で進撃してくるアメリカ軍に猛砲撃を浴びせて3輌のM4 シャーマン中戦車を撃破して撃退した。海兵隊の公式記録ではこの日の戦闘を「元山飛行場の北端に進出したのち、突然、すさまじい日本軍の砲撃にみまわれた。明らかに、入念に照準をすませていたと見え、砲弾は直線的に戦車の砲塔をねらってきた。3輌の損害ですんだのは、敵の砲が固定され、射角が狭かったためと見られる」と戦車第26連隊第3中隊の砲撃は正確であったと評している。戦車隊は撤退したが、火炎放射器を装備した海兵隊員が1人負傷し逃げ遅れて捕虜となり西の前に連れてこられて尋問された。西はその海兵隊員が持っていた「早く帰ってきなさい。母はそれだけを待っています」という手紙を見ると「どこの国でも人情に変わりはないなぁ」と悲しい表情をして、その海兵隊員にできうる限りの看護を行ったが、看護も空しく翌日27日に西に感謝をしながら息を引き取った。
西は戦車をただ埋めているだけではなく、戦況に応じては土中や窪みから出撃させ海兵隊員を苦しめた。2月28日には元山飛行場を制圧した第21海兵連隊が、362a高地（日本名：大阪山）に迫撃砲と戦車砲の支援を受けて前進してきたが、同連隊の1個小隊が歩兵だけで前進してくるのを確認した戦車第26連隊第2中隊（中隊長斎藤矩夫大尉）が、90式野砲の援護を受けながら九五式軽戦車を斜面の洞窟から海兵隊に突撃した。突然の戦車攻撃に海兵隊小隊は大損害を被ったが、グアムの戦いで有名を轟かせた、エドワード・V・ステフェンソン大尉自らがバズーカと火炎放射器で3輌の九五式軽戦車を撃破、その後に支援に飛来した戦闘爆撃機が2輌の九五式軽戦車を撃破した。それでも、戦車を撃破された斎藤らは手榴弾で最後まで海兵隊と戦闘を継続した。また、元山飛行場においても戦車第26連隊第3中隊が戦車2輌を1組として突撃し、飛行場付近の海兵隊員を蹴散らしながら前進を続けた。これらの戦闘で戦車第26連隊は中戦車2輌、軽戦車8輌と戦車兵80人を失ったが、海兵隊員に多くの死傷者を被らせ、たまらずアメリカ軍は煙幕を展開しながら撤退する一幕もあった。このように西はアメリカ軍に大損害を与えたが、2月が終わる頃には戦車の8割が撃破されていた。3月6日には機動できる戦車は1輌もなくなってしまったが、整備兵たちは擱座して自走できなくなった戦車に土嚢を積み上げトーチカとして戦い続けていた。同日には連隊の大谷道雄中尉が地雷による肉薄攻撃で2輌のM4 シャーマン中戦車を擱座させ、残っていた90式野砲でさらに1輌のM4 シャーマン中戦車を撃破するという戦功を挙げている。
3月7日、アメリカ軍は戦車第26連隊主力の残存が立て籠もっていた362C高地（日本名：東山）に進撃してきたが、西は進撃してきた第3海兵師団第9海兵連隊第2大隊E中隊とF中隊を待ち伏せして巧みに包囲すると、集中攻撃を加えて両中隊に大損害を被らせた。包囲された部隊の指揮官はのちにアメリカ海兵隊総司令官となったロバート・クッシュマン少佐であり、のちに包囲された地点はクッシュマンの名前から「クッシュマンズ・ポケット」と呼ばれることとなった。両中隊を救援するため第9海兵連隊の他の部隊も進撃してきたが、戦車第26連隊も頑強に抵抗を続けて、連日地下陣地に立て籠もって、海兵隊員と熾烈な肉弾戦を展開した。連隊の戦車兵はアメリカ軍が放棄していたM4 シャーマン中戦車に乗り込むと搭載砲でアメリカ軍に砲撃を浴びせた。この後、2週間にも渡って西はこの陣地を確保し続けるが、その巧みな防衛戦は栗林が目指した戦術を最も忠実に展開したものとなった。アメリカ軍は硫黄島の戦いが終わったのちに日本軍の戦術を「日本軍の戦術を概して言うと、アメリカ軍の弾幕射撃の間は地下に潜み、そして前進するアメリカ軍部隊を射撃するため地上に出るというものだった。攻撃側が一時的に釘付けにされると、数名の銃手を残し、多くの兵はトンネルを通って他に移動する。アメリカ軍が陣地を奪取するとわずかな死体しか残っておらず、部隊の大部分は既に他の洞窟に退いている、この繰り返しである」と分析しているが、戦車第26連隊の兵士はまさにアメリカ軍のこの分析の通り、戦車や海兵隊員が地下の日本兵の頭上を通過すると、地下から這い出て背後からアメリカ軍に攻撃を加え、火炎放射器を装備した海兵隊員が慌てて日本兵の隠れていそうな場所に火炎放射すると、今度は違う場所から出てきた日本兵が背後からその海兵隊員に機関銃弾を浴びせるといった戦闘を延々と繰り広げた。第3海兵師団グレーブス・アースキン師団長はあまりの損害に「勝利は決して疑いの余地がなかった。しかし、私たちの心の中で疑わしかったのは、最後に墓地を捧げるために私たちの誰が生き残っているかだった」と述べている。
しかし、増援も補給もない戦車第26連隊は次第に戦力を失っていき、3月17日には後方との連絡が取れなくなった。西に対しては「オリンピックの英雄、バロン西」などとアメリカ軍が投降を呼びかけたとする証言もあるが、事実であったかは定かでなく、また最後の状況も不明である。西らと行動を共にしながら生還した海軍軍属の内田忠治の証言によれば、3月22日に顔の半分を火傷して包帯を巻き、片目を失明していた西が陣地を脱出して北戦線に合流しようとしたが果たせず、戦車の砲撃によって戦死したということである。またほかにも、西が200人の生存者を率いて最後の突撃を行い、終日敵を斬りまくって最後は北部断崖に達してそこで切腹して自決したという証言もある。さらに、西が海兵隊のアムタンクを奪取して戦闘中に車内で戦死し、遺体の軍服に入っていた手紙と写真から西であると判明したという海兵隊語学兵の証言もあるなど、夫人の西武子は、西の最後と関する情報を5通りも聞かされている。
一方、戦車第26連隊に包囲された第9海兵連隊第2大隊E中隊とF中隊は殆どの海兵隊員が死傷し、無事だったのは指揮官のクッシュマン以下わずか10人であり文字通り全滅している。

### 総括電報
3月7日、栗林は最後の戦訓電報（戦闘状況を大本営に報告する一連の電報）である総括電報「膽参電第三五一号」を発する。名義は膽部隊長（第109師団長栗林）で、宛先は参謀次長（参謀本部：大本営陸軍部）と、栗林中将の陸軍大学校時代の兵学教官である恩師・蓮沼蕃陸軍大将（当時、帝国最後の侍従武官長）であった（「参謀次長宛膽部隊長蓮沼侍従武官長ニ伝ヘラレ度」「以上多少申訳的ノ所モアルモ小官ノ率直ナル所見ナリ 何卒御笑覧下サレ度 終リニ臨ミ年釆ノ御懇情ヲ深謝スルト共二閣下ノ御武運長久ヲ祈リ奉ル」）。
後の作戦立案などに生かすため参謀本部（大本営陸軍部）に送る戦訓電報を、畑違いである蓮沼侍従武官長にも宛てた理由としては、栗林が強く訴えている陸海軍統帥一元化と海軍批判が黙殺されることを危惧したためであり、また、栗林が硫黄島で展開した一連の防衛戦術は、栗林が陸大学生時代に蓮沼教官から教わったものを基本としていることによる（「硫黄島ノ防備就中戦闘指導ハ陸大以来閣下ノ御教導ノ精神ニ基クモノ多シ 小官ノ所見何卒御批判ヲ乞フ」）。
- 防衛計画段階において海軍側が水際防御と飛行場確保に終始こだわったこと（地下陣地の構築と海軍の反対）
- アメリカ軍上陸時に栗林が厳禁としていた上陸用舟艇・艦艇への砲撃を海軍の海岸砲が行った結果（防衛戦術）、摺鉢山の火砲陣地を露呈させてしまい全滅したこと（アメリカ軍の上陸）
- 海軍が摺鉢山に危険な魚雷庫を配置した結果、先述の砲撃により誘爆を起こし大爆発し周辺兵員を死傷させたばかりか、爆発時に空いた大孔によりアメリカ軍に突破口を与えてしまい摺鉢山の早期陥落につながったこと（摺鉢山の戦い）

特に海軍側の数多い大失態の例として以上の3例があり、以下の「膽参電第三五一号」の原文の太字は陣地構築および戦闘中における海軍の不手際や無能・無策の批判となる。なお、栗林はこのように海軍側および中央を猛烈に批判しているが、栗林自体は軍人を目指す弟に対し陸士ではなく海兵受験を薦めるなど海軍嫌いというわけではない。
- 一 現代艦砲ノ威力二対シテハ 「パイプ」山地区ハ最初ヨリ之ヲ棄テ水際陣地施設設備モ最小限トシ 又主陣地ハ飛行場ノ掩護二拘泥スルゴトナク 更二後退シテ選定スルヲ可トス（本件因ツテ来ル所海軍側ノ希望二聴従セシ嫌アリ）
- 二 主陣地ノ拠点的施設ハ 尚徹底的ナラシムルヲ要ス其ノ然ルヲ得サリシハ 前項水際陣地ニ多大ノ資材、兵力、日子ヲ徒ニ徒費シタルカ為ナリ
- 三 主陣地二於テ陣前撃滅ノ企図ハ不可ナリ数線ノ面的陣地二夫々固有部隊ヲ配置スル縦深的抵抗地区ヲ要ス
- 四 本格的防備二着手セシハ昨年六月以降ナリシモ 資材ノ入手困難、土質工事不適当、空襲ノ連続等二依リ 工事ノ進捗予期ノ如クナラサリシ 実情ナリ又兵力逐次増加セラレシ為兵カ部署ハ彌縫的トナリシ怨ミアリ
- 五 海軍ノ兵員ハ陸軍ノ過半数ナリシモ 其ノ陸上戦闘能力ハ全く信頼ニ足ラサリシヲ以テ陸戦隊如キハ解隊ノ上陸軍兵力ニ振リ向クルヲ可トス
- 尚本島ニ対シ海軍の投入セシ物量ハ陸軍ヨリ遥カニ多量ナリシモ之カ戦力化ハ極メテ不充分ナリシノミナラス 戦闘上有害ノ施設スラ実施スル傾向アリシニ鑑ミ陸軍ニ於テ之カ干渉指導の要アリ
- 之カ陸海軍ノ縄張的主義ヲ一掃シ両者ヲ一元的ナラシムルヲ根本問題トス
- 六 絶対制海、制空権下ニ於ケル上陸阻止ハ不可能ナルヲ以テ 敵ノ上陸ニハ深ク介意セス専ラ地上防禦ニ重キヲ置キ配備スルヲ要ス
- 七 敵ノ南海岸上陸直後並二北飛行場二突破楔入時 攻勢転移ノ機会アリシヤニ観ラルルモ 当時海空ヨリノ砲撃、銃撃極メテ熾烈ニシテ自滅ヲ覚悟セサル限リ不可能ナリシカ実情ナリ
- 八 防備上最モ困難ナリシハ 全島殆ト平坦ニシテ地形上ノ拠点ナク且飛行場ノ位置設備カ敵ノ前進楔入ヲ容易ナラシメタルコトナリ
- 殊ニ使用飛行機モ無キニ拘ラス敵ノ上陸企図濃厚トナリシ時機二至リ 中央海軍側ノ指令ニヨリ第一、第二飛行場ノ拡張ノ為 兵カヲ此ノ作業二吸引セラレシノミナラス 陣地ヲ益々弱化セシメタルハ遺憾ノ極ミナリ
- 九 防備上更二致命的ナリシハ 彼我物量ノ差余リニモ懸絶シアリシコトニシテ結局戦術モ対策モ施ス余地ナカリシコトナリ
- 特二数十隻ヨリノ間断ナキ艦砲射撃並ニ 一日延一六〇〇機ニモ達セシコトアル敵機ノ銃爆撃二依リ 我カ方ノ損害続出セシハ痛恨ノ至リナリ

### 組織的戦闘の終結

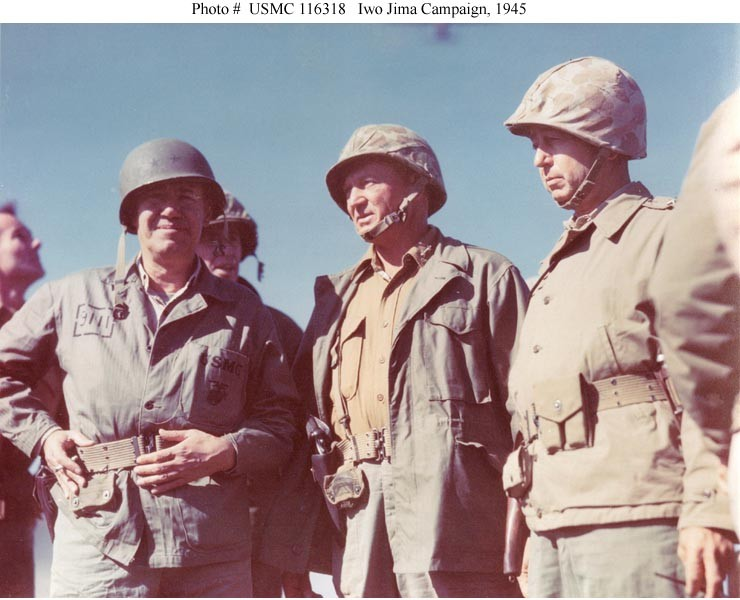
1945年3月14日の国旗掲揚式におけるアメリカ海兵師団長、左からケラー・ロッキー第5海兵師団長、グレーブス・アースキン第3海兵師団長、クリフトン・ケーツ第4海兵師団長

アメリカ海軍と海兵隊は硫黄島のあまりの損害の多さに｢損害見積は未だ入手できない｣と称して死傷者数の公表をせず、戦果の公表だけを行っていたが、第1回目の損害公表となった「2月21日1800現在、硫黄島での損害推定は戦死644、負傷4108、行方不明560」により、アメリカ海軍と海兵隊に対して猛烈な批判が寄せられた。その中でハースト・コーポレーション社系列のサンフランシスコ・エグザミナー紙は「硫黄島でアメリカ軍が余りにも重大な損害を被りつつあり、アメリカ軍がこうした損害に耐えきれなくなるという情勢が生まれてくることを示す恐るべき証拠がある。タラワやサイパンでおこったことと同じであり、もしこの状態が続くなら、アメリカ軍は日本本土に到着する前に、消耗し尽くしてしまう危険もある」と今後のアメリカ軍の戦略を危惧する記事を報じたほどであった。
アメリカ国内で激しいバッシングにさらされたニミッツは、あまりにも早い時期での勝利宣言とアメリカ国旗掲揚式開催を命じた。ターナーやスミスといった司令官が列席する中でニミッツの「これらの島々の日本帝国の政府のすべての権限は、ここに停止された。軍政長官を兼ねる小官が全ての権限を掌握し、指揮下にある軍司令官によって実施される」という宣言が代読されたが、まだ「クッシュマンズ・ポケット」や「ミート・グラインダー」などでは激戦が続いており、砲撃音などで式典が一時中断することもあった。司令官のスミスは感傷のあまり涙ぐみながら「ここが一番骨が折れたな」と副官に語り掛けていたが、列席していた関係者は砲撃音や銃声で式典が中断するたびに「この島を確保しているのなら、この銃声はどこから聞こえてるんだ？」と皮肉を言い合った。あまりにも早い勝利宣言を聞いた前線で戦っている海兵隊員は「（ニミッツ）提督は何の冗談を言ってるんだ？」と呆れたという。
3月15日には、アメリカ国内のバッシングを和らげようと、硫黄島にいたターナーとスミスは記者会見で｢アメリカ軍の損害は日本軍の1/5程度である｣とする過小な損害と過大な戦果公表を行ったが、正確な死傷者数を知りたいという世論に対して、3月16日にニミッツはやむなく｢3月6日までに、戦死者4,189人、行方不明441人、負傷者15,308人｣と公表した。しかし、この数字も実際に受けた損害よりは過小であった。さらにニミッツは特別の声明も出した。
その夜にアメリカ海兵隊員の中で無礼講のお祭り騒ぎがあった。これはニミッツの勝利宣言を受けてのものではなく、兵士の誰かが「ナチスドイツが降伏したぞ」とデマを流したことによるもので、この騒ぎで数名の負傷者を出した。翌3月17日にこれまで硫黄島での陸上戦を指揮してきたスミスが硫黄島を離れ、真珠湾に戻った。スミスは真珠湾で記者たちに「あの島を進む海兵隊を見ていると、ゲティスバーグの戦いのピケット・チャージの激戦を思わせるものがあった」「再び言うが、硫黄島攻略戦こそ、海兵隊がこれまで経験したいちばんの激戦だった。今次大戦後、もし海兵隊が必要かどうかという論争がおきるとしたら、この硫黄島の戦いが海兵隊はなくてはならないものと証明するだろう」と述べている。しかし、スミスが硫黄島を離れたのちも硫黄島での戦いは延々と続くこととなった。
一方で、日本軍守備隊の状況は末期的となっていた。地下水が少なく、雨水を貯めて飲用水を確保しなければならなかった硫黄島において、ドラム缶で備蓄していた飲用水は次第に少なくなり、1日1人あたり茶碗1杯で耐え忍んできたが、それも払底し将兵は渇きに苦しんだ。日本兵は友軍の遺体を見ると、必ず持っている水筒を探ったが水が入っている水筒はなかった。硫黄島の数少ない飲用可能な井戸は2月26日にアメリカ軍に奪われていたが、日本軍はやむなく「水汲み決死隊」を編成し、夜中にその井戸に向かって選抜隊を潜行させたが、途中で海兵隊員に発見されて激戦の上全滅するということもあった。
3月14日、小笠原兵団基幹部隊として栗林を支えてきた歩兵第145連隊長・池田が軍旗を奉焼し、16日16時過ぎ、栗林は大本営へ訣別（）電報を送った。
- 「戦局最後ノ関頭ニ直面セリ　敵来攻以来麾下将兵ノ敢闘ハ真ニ鬼神ヲ哭シムルモノアリ　特ニ想像ヲ越エタル量的優勢ヲ以テス　陸海空ヨリノ攻撃ニ対シ　宛然徒手空拳ヲ以テ克ク健闘ヲ続ケタルハ　小職自ラ聊カ悦ビトスル所ナリ　然レドモ　飽クナキ敵ノ猛攻ニ相次デ斃レ　為ニ御期待ニ反シ　此ノ要地ヲ敵手ニ委ヌル外ナキニ至リシハ　小職ノ誠ニ恐懼ニ堪ヘザル所ニシテ幾重ニモ御詫申上グ　今ヤ弾丸尽キ水涸レ　全員反撃シ最後ノ敢闘ヲ行ハントスルニ方リ　熟々皇恩ヲ思ヒ粉骨砕身モ亦悔イズ　特ニ本島ヲ奪還セザル限リ皇土永遠ニ安カラザルニ思ヒ至リ　縦ヒ魂魄トナルモ誓ツテ皇軍ノ捲土重来ノ魁タランコトヲ期ス　茲ニ最後ノ関頭ニ立チ重ネテ衷情ヲ披瀝スルト共ニ　只管皇国ノ必勝ト安泰トヲ祈念シツツ永ヘニ御別レ申シ上グ　尚父島母島等ニ就テハ　同地麾下将兵如何ナル敵ノ攻撃ヲモ断固破摧シ得ルヲ確信スルモ何卒宜シク申上グ　終リニ左記駄作御笑覧ニ供ス　何卒玉斧ヲ乞フ」
  - 国の為重き努を果し得で 矢弾尽き果て散るぞ悲しき
  - 仇討たで野辺には朽ちじ吾は又 七度生れて矛を執らむぞ
  - 醜草の島に蔓る其の時の 皇国の行手一途に思ふ

南の孤島から発信されたこの訣別電報は、本土最北端である海軍大湊通信隊稚内分遣隊幕別通信所により傍受され、通信員が涙ながらに大本営へ転送したとされる。
大本営はこの決別電報で硫黄島守備隊は玉砕したと判断し、父島にあった第109師団父島派遣司令部と混成第1旅団を第109師団に再編成し、旅団長であった立花芳夫少将を中将に昇進させて師団長とした。しかし、3月23日に硫黄島から断続的に電文が発されているのを父島の通信隊が傍受した。その電文には21日以降の戦闘状況が克明に記されていたが、最後の通信は23日の午後5時で、「ホシサクラ（陸海軍のこと）300ヒガシダイチニアリテリュウダンヲオクレ」という平文電報がまず流れてきたので、通信兵が返信しようとすると、「マテ、マテ」と硫黄島から遮られて、その後に続々と電文が送られてきたという。その電文の多くが栗林による部隊や個人の殊勲上申であり、栗林は戦闘開始以降、部下の殊勲を念入りに調べてこまめに上申してきたが、最後の瞬間まで部下のはたらきに報いようとしていたのだと、電文を受信した通信兵たちは感じ、電文に記された顔見知りの守備隊兵士を思い出して涙した。しばらくすると通信は途絶えて、その後は父島からいくら呼びかけても返信はなかった。

### 最後の総攻撃

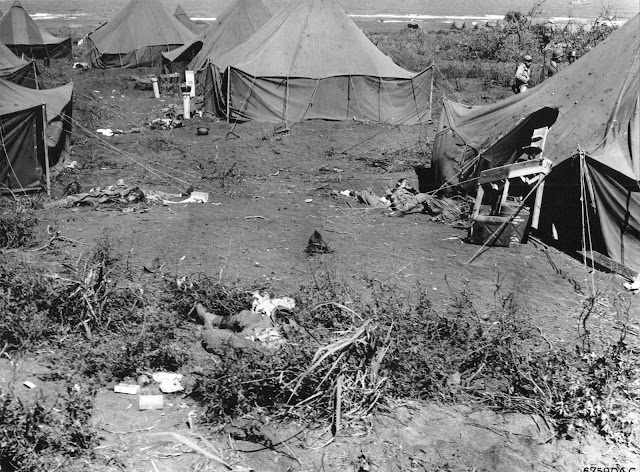
日本軍守備隊による3月26日の総攻撃後の状況

3月17日、アメリカ軍は硫黄島最北端の北ノ鼻まで到達した。この日、大本営よりその多大な功績を認められ（「追テ本人ハ第百九師団長トシテ硫黄島ニ在テ作戦指導ニ任シ其ノ功績特ニ顕著ナル……」）、同日付けで特旨を以て日本陸海軍最年少の大将（陸軍大将）に昇進した栗林は、同日に最後の総攻撃を企図し、隷下各部隊へ最後の指令が送られた。
- 一、戦局ハ最後ノ関頭ニ直面セリ
- 二、兵団ハ本十七日夜、総攻撃ヲ決行シ敵ヲ撃摧セントス
- 三、各部隊ハ本夜正子ヲ期シ各方面ノ敵ヲ攻撃、最後ノ一兵トナルモ飽ク迄決死敢闘スベシ 大君｛注：3語不明｝テ顧ミルヲ許サズ
- 四、予ハ常ニ諸子ノ先頭ニ在リ

しかし同日は出撃の機会を見つけられなかったため、夜に約60m離れた来代工兵隊壕（歩兵第145連隊指揮所）への転進が行われ、市丸少将以下の海軍残存兵力と合流した。
その後も総攻撃の時機を待っていた栗林であったが、アメリカ軍は18日以降、艦砲射撃や空爆を中止し、海兵隊員を順次後方に下げて兵力を1個連隊程度に減らし近接戦闘を避けて、戦車と迫撃砲による火力封鎖を主とする戦術に切り替えていた。栗林はこの状況をよく見極めており、3月24日にその好機が来たと判断すると25日夜間の総攻撃開始を決定した。栗林は残った食料と水を全て放出して全員に渇きと飢えを癒すよう命じると、自らは最後の詩吟を始めたが、その詩がどのようなものであったのかは残っていない。栗林は、軍服の襟章（階級章）や軍刀の刀緒、所持品など、佩用（）・所有者の階級や職が把握できる物を外し、軍服の上から白襷を巻くと、3月26日の午前2時ごろ部隊の先頭に立って地下壕を出た。栗林の周りを市丸や大須賀といった陸海軍の司令官や参謀が囲んで、総勢400人の陸海軍混成部隊は前進を続けていたが、午前5時15分にアメリカ軍の野営地を発見したため攻撃を開始した。この最後の攻撃は栗林が戦闘前から戒めていた決死のバンザイ突撃ではなく、緻密に指揮された周到な攻撃であった。攻撃を受けたアメリカ軍は日本軍部隊がよく組織されているものと感じ、それは栗林の戦術的な規律によるものと評価している。
攻撃隊の将兵は残っていた兵器のほか、アメリカ軍から鹵獲したバズーカや自動小銃などを手にしていた。栗林らが攻撃したのは、アメリカ陸軍航空隊の第7戦闘機集団と第5海兵工兵大隊が就寝している露営地であったが、周到な攻撃によりアメリカ軍を大混乱に陥れた。就寝していたアメリカ兵によれば、日本軍は突如地下から湧いたように現れたという。戦闘は真っ暗闇の中で大混戦となり、日本兵はテントを破壊し、就寝していた戦闘機パイロットを銃剣で突き刺し、また持っていたアメリカ軍のU.S.M1カービンやM1911拳銃で射撃した。就寝していた戦闘機パイロットや工兵は軽武装か丸腰であったので、ある戦闘機パイロットは軍刀で斬りかかってきた日本軍将校を格闘の上絞殺したり、第5工兵大隊の小隊長ハリー・L・マーティン中尉はM1911拳銃だけで日本軍と渡り合い、2回負傷しながらも4人の日本兵を射殺したのち、手榴弾で爆死した。マーティンはこの活躍で、硫黄島の戦いにおける最後で合計27個目となるメダル・オブ・オナーの受勲者となった。
大混戦が繰り広げられる中で、第5海兵工兵大隊長のR.リデル少佐が「少なくとも敵1個師団以上の日本軍が襲撃してきた」などと混乱する部下将兵を鎮めると態勢を立て直した。その後海兵隊の他の部隊や「ジッポー戦車」の増援も到着し、3時間の激戦によって、攻撃隊は撃退されたが、アメリカ軍は戦闘機パイロットら44人が戦死、88人が負傷し、海兵隊員も9人が戦死、31人が負傷した。その後、栗林は部隊を元山方面に転戦しようとしたが、敵迫撃砲弾の破片を大腿部に受けて負傷し、司令部付き曹長に背負われながら前線から避退したが進退窮まり、最後に「屍は敵に渡してはいけない」と言い残し、近くの洞窟で自決、遺体は参謀長の高石が埋葬したという。アメリカ海兵隊の公式記録もその説を裏付けている。
また、攻撃中にアメリカ軍の155㎜砲の直撃を受けて爆死し遺体が四散したため発見されなかったとの推察もある。他にも、栗林と最後の攻撃に参加して生還した通信兵小田静夫曹長の証言によれば、栗林は千鳥飛行場に天皇陛下万歳三唱して斬りこんだが、参謀長の高石か参謀の中根に自分を射殺するよう命じ、高石か中根は栗林を射殺したのちに自分も拳銃で自決したという。しかし、小田は実際には栗林の最後を見てはいない。栗林の最後を看取った者は誰も生還しておらず、結局のところは栗林が自決したのか戦死したのかは不明である。
最後の総攻撃後には日本兵の遺体262人が残され、18人が捕虜となった。海兵隊は栗林に敬意を表し遺体を見つけようとしたが、結局見つけることはできなかった。栗林の死を確信した第56任務部隊司令官スミスは「栗林は太平洋戦線で敵対したなかで最も侮りがたい存在であった」と評し、他の海兵隊員は「日本軍のなかに栗林のような人が他にいないことを願う」と実感を込めて述べている。アメリカ海兵隊の公式報告書による栗林に対する評価は下記となる。
総攻撃には海軍第27航空戦隊司令官市丸も加わったが、市丸は出撃前に遺書としてアメリカ大統領フランクリン・ルーズベルトに宛てた『ルーズベルトニ与フル書』をしたため、これをハワイ生まれの日系二世三上弘文兵曹に英訳させ、アメリカ軍が将校の遺体を検査することを見越して懐中に抱いて出撃した。司令部に勤務し、生還した松本巌（海軍兵曹）によれば、書簡文日本文は村上治雄（海軍通信参謀）、英文は赤田邦雄（第二十七航空戦隊参謀）が体に巻いていたという。状況から、日英文3部書かれたと思われる。市丸は栗林が戦死したあとも生き残っており、翌日の3月27日に生き残った20人の将兵を引き連れて最後の突撃をしたという。アメリカ海兵隊によれば、書簡（和文・英文）は硫黄島北部壕内で発見された。『ルーズベルトニ与フル書』は目論見通りアメリカ軍の手に渡り、7月11日、アメリカで新聞に掲載された。それは日米戦争の責任の一端をアメリカにあるとし、ファシズムの打倒を掲げる連合国の大義名分の矛盾を突くものであった。
なお、ルーズベルトは4月12日に死去しているため、本書を本人が読むことはなかった。書簡はチェスター・ニミッツ太平洋艦隊司令長官によりアナポリス海軍兵学校海軍博物館に提出された。書類上は米国海軍省広報室次長キャンベル大佐が、博物館に貸し出した形式となっている。
これを以って、日本軍の組織的戦闘は終結した。だが、残存兵力によって局地的戦闘やゲリラによる遊撃戦が終戦まで続いていた、アメリカ軍は大損害を被った海兵隊の代わりに、陸軍の第147歩兵連隊を硫黄島の掃討にあたらせた。第147歩兵連隊は地下壕を探索して回り、4月16日には野口巌軍医大尉が指揮する洞窟内野戦病院を発見、アメリカ軍の通訳士官が投降を勧告したところ、軍医と患者で評決を取ることとなり、投降69票、反対3票で投降することとなった。なお、投降に反対した小島九太郎伍長は投降を拒んでその場で自決した。4月19日には独立機関銃第2大隊相馬正三中尉以下210人と戦闘となり、日本軍150人が戦死、脱出に成功した60人も4月21日にアメリカ軍陣地に突撃して壊滅した。生き残った工兵隊の武蔵野菊蔵中尉は、6月下旬に飢えにより人事不省になっているところをアメリカ軍に保護されて硫黄島から生還した。第147歩兵連隊は3か月間で1,602人の日本兵を殺害し、867人を捕虜としたが、多くの地下壕を爆破して閉鎖したため、壕内で6,000人の日本兵が生き埋めになったと推計している。一方で第147歩兵連隊は掃討作戦で15人が戦死し147人が負傷した。

### 日本軍玉砕大本営発表・アメリカ国内での反響

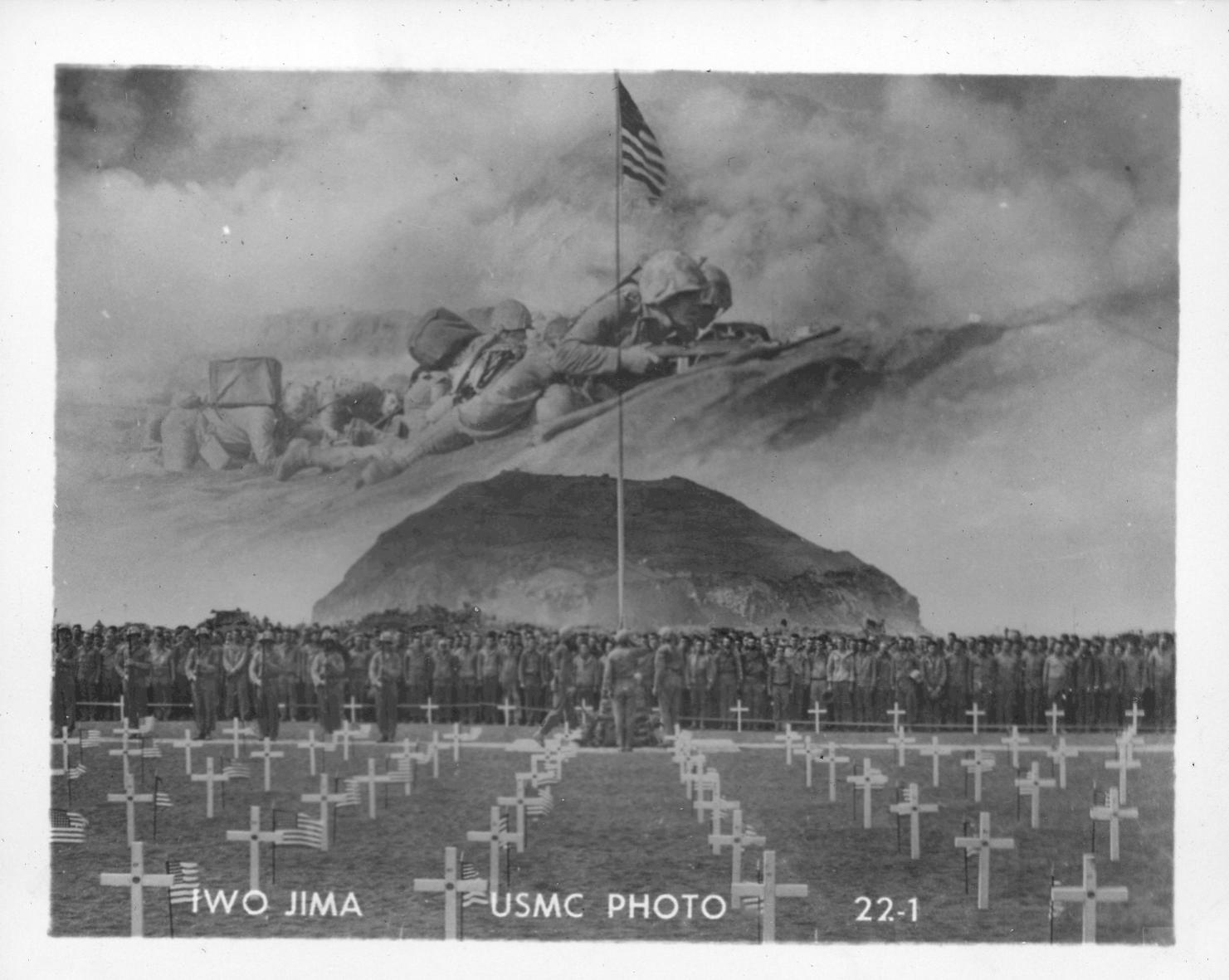
硫黄島で開催されたアメリカ海兵隊戦死者慰霊式典の記念写真

3月初めには飛行場の機能は殆ど完成しており、3月4日、東京空襲で損傷したアメリカ軍のB-29爆撃機「ダイナ・マイト」号が、両軍砲火の中で緊急着陸に成功し、補修と燃料の補給を受けた。これが、硫黄島に不時着した最初のB-29である。3月6日には、機能を回復した硫黄島の飛行場に最初のP-51戦闘機部隊が進出した。3月15日（日本時間）、アメリカ軍は硫黄島の完全占領を発表した。また3月21日、日本の大本営は硫黄島守備隊の玉砕を発表した。「戦局ツヒニ最後ノ関頭ニ直面シ、17日夜半ヲ期シ最高指導官ヲ陣頭ニ皇国ノ必勝ト安泰トヲ祈念シツツ全員壮烈ナル総攻撃ヲ敢行ストノ打電アリ。通爾後通信絶ユ。コノ硫黄島守備隊ノ玉砕ヲ、一億国民ハ模範トスヘシ。」
硫黄島でのアメリカ軍の甚大な損失に対し、アメリカ本国ではこれまでには見られなかった反響が見られた。硫黄島の戦いよりは遙かに大規模であったノルマンディー上陸作戦や、アメリカ軍が多大な損害を被ったバルジの戦いなどではアメリカ軍の活躍がでかでかと報道されてアメリカ国民は有頂天となったが、硫黄島の戦いについてはその苦戦ぶりがアメリカ国民に衝撃を与えている。雑誌タイムは記事で｢硫黄島の名前はアメリカ史上、アメリカ独立戦争でのバレーフォージ、南北戦争でのゲティスバーグ、今次大戦でのタラワ島と並んで銘記されるであろう｣と報じている。
このアメリカ国内での反響を、マッカーサーのシンパなどアメリカ陸軍のロビイストが必要以上に煽り、アメリカ陸軍の評価向上に利用している。マッカーサーがフィリピンで失った兵員数は、フィリピンの戦い (1941年-1942年)で146,000人（戦死25,000人、戦傷21,000人、捕虜100,000人）、フィリピンの戦い (1944年-1945年)でも、アメリカ兵死傷者78,824人、フィリピン正規軍（ユサッフェ）の戦死者は57,000人（戦傷者不明）と硫黄島での損害を遥かに上回っていたのにもかかわらず、あたかもマッカーサーが有能なように喧伝されて、ニミッツの指揮能力に対しての批判が激化していた。
サンフランシスコ・エグザミナー紙は｢マッカーサー将軍の作戦では、このような事はなかった｣などと事実と反する記事を載せ、その記事で｢マッカーサー将軍は、アメリカ最高の戦略家で最も成功した戦略家である｣｢太平洋戦争でマッカーサー将軍のような戦略家を持ったことは、アメリカにとって幸運であった｣｢しかしなぜ、マッカーサー将軍をもっと重用しないのか。そして、なぜアメリカ軍は尊い命を必要以上に失うことなく、多くの戦いに勝つことができる軍事的天才を、最高度に利用しないのか｣と褒めちぎった。なお、マッカーサー自身は硫黄島と沖縄の戦略的な重要性を全く理解しておらず「これらの島は敵を敗北させるために必要ない」「これらの島はどれも、島自体には我々の主要な前進基地になれるような利点はない」と述べている。
この記事に対して多くの海兵隊員は激怒し、休暇でアメリカ国内にいた海兵隊員100人余りがサンフランシスコ・エグザミナー紙の編集部に乱入して、編集長に記事の撤回と謝罪文の掲載を要求した。編集長は社主ウィリアム・ランドルフ・ハーストの命令によって仕方なくこのような記事を載せたと白状し、海兵隊員はハーストへ謝罪を要求しようとしたが、そこに通報で警察と海兵隊の警邏隊が駆けつけて、一同は解散させられた。しかし、この乱入によって海兵隊員たちが何らかの罪に問われることはなかった。その後、サンフランシスコ・クロニクル紙がマッカーサーとニミッツの作戦を比較する論調に対する批判の記事を掲載し、｢アメリカ海兵隊、あるいは世界各地の戦場で戦っているどの軍でも、アメリカ本国で批判の的にたたされようとしているとき、本紙はだまっていられない｣という立場を表明して、アメリカ海軍や海兵隊を擁護した。ちなみにサンフランシスコ・クロニクル紙の社主タッカーの一人息子であった二ヨン・R・タッカーは海兵中尉として硫黄島の戦いで戦死している。
連合国遠征軍最高司令官として史上最大の作戦とも呼ばれたノルマンディー上陸作戦を指揮したドワイト・D・アイゼンハワーは、1952年に次期大統領として硫黄島を訪れたが、不毛で狭小な硫黄島と「広く開放的な空間」であったノルマンディ海岸とを比較し、この小さな島に60,000人もの海兵が上陸して戦闘したことに驚愕して「こんな制約された地形で、そんな規模の戦いを思い描くことはできない」との感想を抱き、かつての上官であったマッカーサーが硫黄島での作戦を批判していたことにも触れて「彼には（このような戦闘を）なかなか理解できなかったのだろう」と述べている。
硫黄島の戦いで27人のアメリカ軍兵士（海兵隊22人、海軍5人）がメダル・オブ・オナーを受勲したが、これは第二次世界大戦でアメリカ軍兵士が受勲したメダル・オブ・オナー472人の5.7%を占め、アメリカ海兵隊に限れば22人の受勲者は合計82人のうちの25%以上を占めるといった、激戦を物語る多くの受勲者を出すこととなった。アメリカ軍の戦闘消耗率は全部隊の30%、特に各海兵師団の損害は大きく、第3海兵師団60%、第4海兵師団75%、第5海兵師団75%にも達している。

## 日本本土爆撃での硫黄島の役割

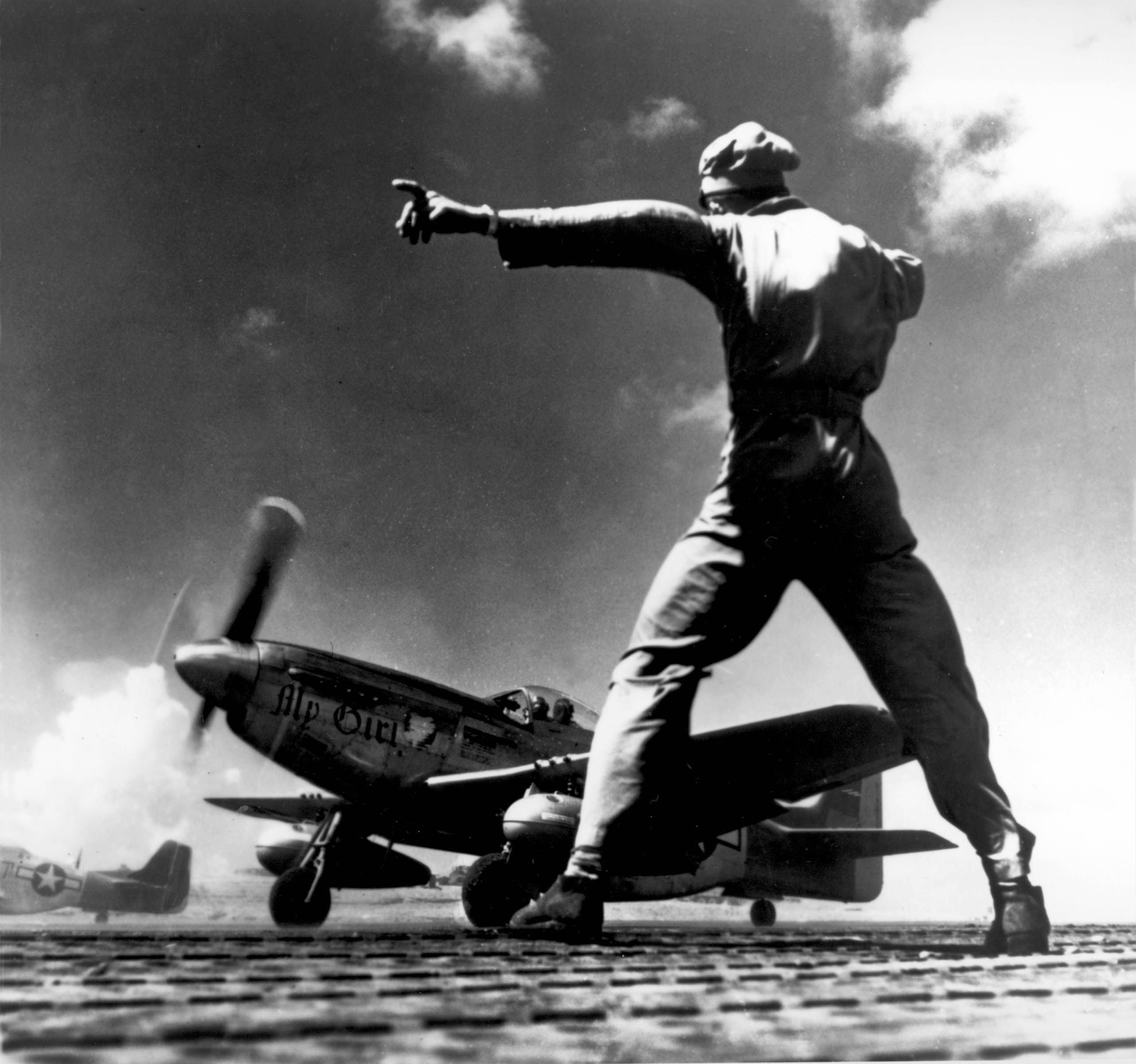
硫黄島から出撃するP-51Dマスタング戦闘機「マイガール」

### 肯定的な評価
硫黄島の奪取によってアメリカ軍は日本本土に対する航空戦で極めて重要な基地を確保した。硫黄島は日本本土から帰投するB-29の不時着用の基地、また戦闘機によるB-29の護衛や空襲任務の発進基地としての役割を果たした。
- まだ硫黄島で戦闘が続いていた3月4日に最初のB-29が不時着した[273]。
- 4月7日に硫黄島の米陸軍戦闘機P-51が初めてB-29を護衛。目標は中島飛行機武蔵製作所（現在の東京都武蔵野市）[274][275]。
- 4月7日は出撃したB-29 100余機のうち70機が損傷、負傷者の手当て、燃料補給のために硫黄島に着陸した[276]。
- 爆撃機を伴わず硫黄島のP-51のみで、日本の空襲を行うこともあった。
- 終戦までの間に延べ2,251機のB-29が硫黄島に不時着し、アメリカ軍は自国の死者6,821名と負傷者22,000名の代償として、延べ25,000の航空機乗員が硫黄島の恩恵を受けた[277]。
- 米国戦略爆撃調査団報告書では硫黄島について次のように述べている[273]。
  - 「硫黄島はB-29搭乗員の士気と自信を計り知れないほど増大するのに役立った」
  - 「日本側はP-51やP-47戦闘機隊との空戦の意欲を示さなかった」

### 否定的な評価
硫黄島の戦略的価値を強調する意見もあるが、アメリカ軍が実際に運用を開始すると、硫黄島の飛行場は地理的制限から狭くて正規空母1隻分の同程度の戦闘機しか運用できず、また、マリアナ諸島よりは近いとはいえ、それでも日本本土まで往復で1,500海里の距離は、ほぼP-51やP-47の航続距離いっぱいであり、十分な運用ができないことが判明した。第21爆撃集団司令官カーチス・ルメイ准将は、編隊で計器飛行ができないP-51やP-47などの戦闘機に対しては、B-29が航法誘導する必要があり、護衛戦闘機は足手まといぐらいに考えており、硫黄島に戦闘機を配備する必要はないと考えていた。実際に、6月1日の神戸と大阪の空襲の護衛に出撃したP-51のうち、天候不良による航法ミスなどで1日で27機が墜落している。米戦略爆撃調査団は、日本軍戦闘機によるB-29への迎撃が消極的となったのは、硫黄島から出撃した護衛戦闘機によるものではなく、日本軍が1945年4月からの菊水作戦等の沖縄戦での航空作戦に戦力を投入したことや、本土決戦に備えての戦力温存策によるものと分析している。
日本本土空襲に対する日本軍の早期警報システムとしての役割も、アメリカ軍が攻略前に想定していた程は重要な役割を果たしていなかったことも判明、また、損傷したB-29の不時着や燃料補給についても、想定した機数よりははるかに少数に止まり、不時着水したアメリカ軍作戦機のパイロットの救出者数も少なく、結果として硫黄島攻略で被った莫大なコストほどの価値はなかったとする評価もある。

## 残存日本兵
組織的な戦闘が終わり島の大部分がアメリカ軍に制圧された後、わずかな水源や食糧を求めて生き残った負傷した日本兵が島の海軍航空隊の壕などに集結した。
NHKスペシャル『硫黄島玉砕戦・生還者61年目の証言・』(2006)において生還者たちは、「お腹が空いて、仕方がなかった。それでね、（死んだ仲間がいる施設の）炭を食べた。今でも涙が出て来る」「（隠れ家に）たどり着いても、追い出されて、敵のいる所を歩いて行けと言われた。どうせ死んじゃうだろうと」などと証言した。
その後も生き残った日本兵が地下陣地に潜伏しており、アメリカ軍は投降を促した。生き残った日本兵の一部はこれに応じて投降したが、拒否する日本兵もおり、アメリカ軍は掃討作戦を決行し投降しなかった日本兵が潜伏していると思われる壕の入り口を埋め、潰していった。
最後の生存者として、終戦から4年後の1949年（昭和24年）1月2日に潜伏していた元日本兵2名がアメリカ軍に投降した。海軍所属であった両名は千葉県出身の一等兵曹 (38) と、岩手県出身の二等兵曹 (25) ※（山蔭光福兵長と松戸利喜夫上等水兵）であり、終戦後も島内の洞穴などに隠れて4年間にわたり硫黄島に暮らしてきたものであった。両名によると終戦から1年半が過ぎた頃に島内に駐在しているアメリカ兵が捨てたとおぼしき雑誌を拾ったところ、その雑誌に東京の不忍池でアメリカ兵と日本人女性が一緒にボートを漕いでいるグラビア写真があるのを見つけたことにより、日本が戦争に敗れたことに気付くとともに激しくショックを受けたという。この元日本兵2名は1月22日に羽田空港に帰還した。
その後、二等兵曹が「硫黄島に日記を忘れてきた、本を出版するためにどうしても日記を取りに戻りたい」とアメリカ軍に申し出て、同年5月7日に再びアメリカ軍機に乗って硫黄島へと戻った。ところがいくら探しても日記が見つからず、摺鉢山の火口から400mほど離れた場所から「万歳」と叫びながら飛び降り自殺をしてしまった。この二等兵曹は日本に帰国した後、周辺の者に「生きて帰ってきて申し訳ない」「硫黄島へ日記を取りに行って見つからなかったら日本へは戻らない」などと漏らしていたことから自殺の覚悟を決めていた節があり、戦友の死んだ地で自分も死のうとしたのではないかと推察された。

## 戦後

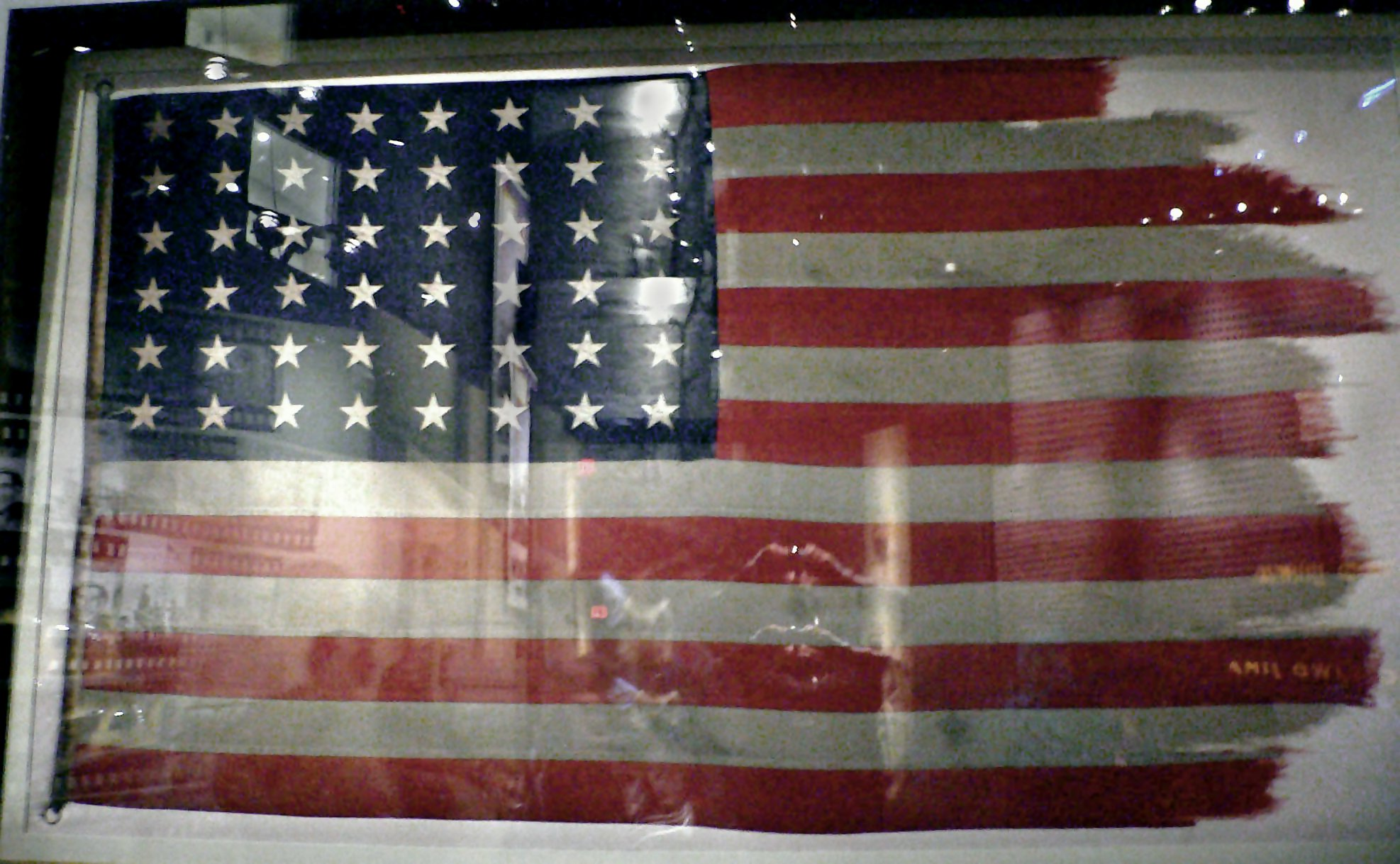
摺鉢山に掲げられた2枚目の『硫黄島の星条旗』の実物。国立海兵隊博物館収蔵。

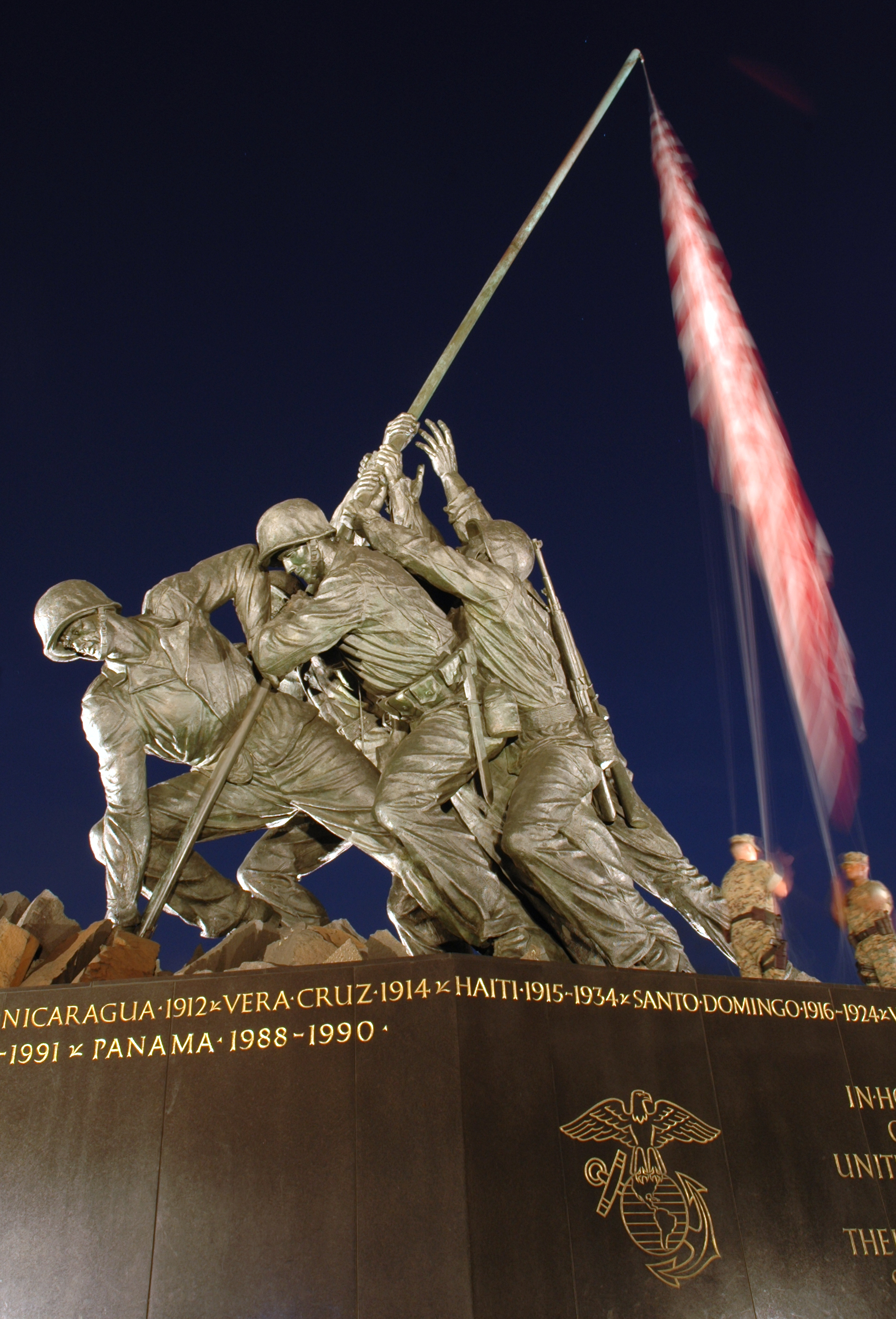
合衆国海兵隊戦争記念碑

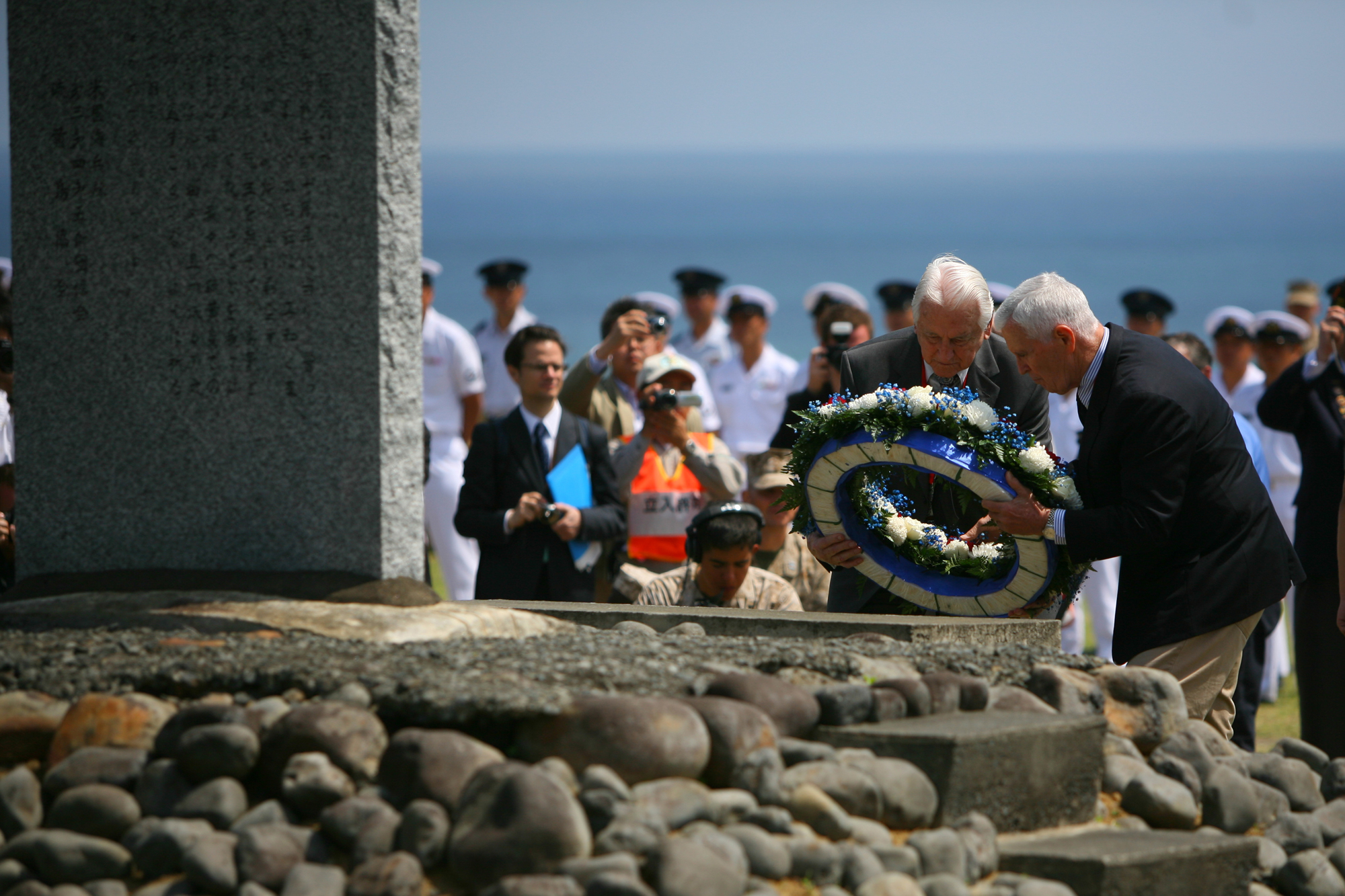
2012年、日米合同慰霊祭に出席するローレンス・スノーデン、ヘンリー・スタックポール3世両退役中将

硫黄島の戦いで、日本軍は守備兵力20,933名のうち17,845-19,900名が戦死した。捕虜となった人数は3月末までに200名、終戦までに併せて1,023名であった。アメリカ軍は戦死6,821名、戦傷21,865名の損害を受けた。硫黄島の戦いは、太平洋戦争後期の島嶼防衛戦において、アメリカ軍地上部隊の損害が日本軍の損害を上回った稀有な戦闘であったと同時に、アメリカが第二次世界大戦で最も人的損害を被った戦闘の一つとなった。
2月23日に星条旗を摺鉢山に掲げた6名の海兵隊員のうち、生きて故国の地を踏むことができたのは3名のみであった。第3、第4、第5海兵師団は硫黄島の戦いで受けた損害のために沖縄戦には参加できず、硫黄島上陸当日における戦死者数501名は、1日の戦闘によって生じた戦死者数としては海兵隊創設以来から2021年（令和3年）現在に至るまで最大である。第二次世界大戦中にアメリカ海兵隊に与えられた名誉勲章（メダル・オブ・オナー）の4分の1以上が硫黄島攻略部隊のために与えられており、摺鉢山に星条旗が掲げられた日は、戦後「アメリカ海兵隊記念日（合衆国海兵隊記念日）」に制定された（現在ではアメリカ軍の記念日に統一されており各軍の個別記念日はない）。アーリントン国立墓地の近くに位置する海兵隊戦争記念碑は、『硫黄島の星条旗』をかたどったものである。また、海軍はいくつかの艦船に「イオー・ジマ (USS Iwo Jima)」もしくは「スリバチ (USS Suribachi)」と命名している。
1985年（昭和60年）2月19日、硫黄島において、日米双方の元軍人・退役軍人ら400名による合同慰霊祭が行われた。かつて敵として戦った双方の参加者たちは互いに歩み寄り、抱き合って涙を流したという。この日建立された慰霊碑には日本語と英語で次の文章が綴られている。「我々同志は死生を越えて、勇気と名誉とを以て戦った事を銘記すると共に、硫黄島での我々の犠牲を常に心に留め、且つ決して之れを繰り返す事のないように祈る次第である」。
2015年（平成27年）4月30日、安倍晋三首相のアメリカ合衆国議会合同会議の演説の場で、かつて海兵隊大尉として戦闘に参加したローレンス・スノーデン退役中将と栗林中将の孫である新藤義孝衆議院議員が握手を交わし、安倍首相は「歴史の奇跡」と紹介し両国の和解を象徴した。また、スノーデン退役中将は硫黄島の合同慰霊祭に頻繁に出席し、「硫黄島には、勝利を祝うため行ったのではない、行っているのでもない。その厳かなる目的は、双方の戦死者を追悼し、栄誉を称えることだ」とコメントしている。

## 慰霊と遺骨収容・帰還作業

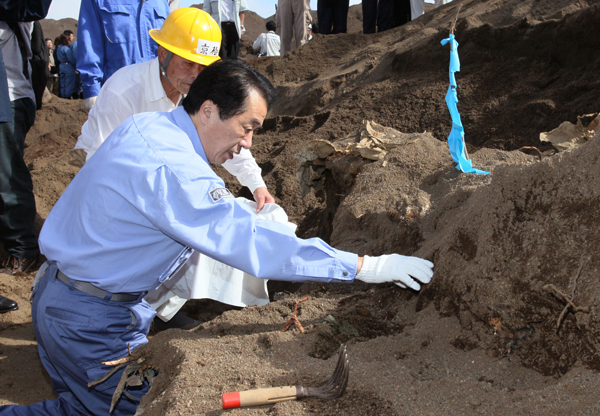
遺骨収集作業の様子を行う菅直人

- 戦後の硫黄島は自衛隊と米軍が使用しており（硫黄島航空基地および硫黄島通信所を参照）、不発弾の危険などから旧島民の定住帰島や新規の移住、観光客などの訪問は認められていない。島内の戦没者慰霊施設としては、政府の「硫黄島戦没者の碑」[287]（天山慰霊碑）と、東京都の「鎮魂の丘」[288]、摺鉢山山頂の「日本戦没者顕彰碑」「特攻隊慰霊碑」[289]がある。集落とともに跡形もなく破壊された島民の墓地が1990年に「硫黄島島民平和祈念墓地公園」として再建され、翌年には旧島民戦没者の慰霊碑や島の開拓碑が建てられた[290]。1994年（平成6年）2月12日には、明仁天皇・皇后美智子（いずれも当時）が天山慰霊碑と鎮魂の丘を拝礼した[291]。
- 1945年（昭和20年）1月まで海軍の硫黄島警備隊司令の任にあった和智恒蔵海軍大佐は、防衛戦術に関して栗林中将と対立し更迭、アメリカ軍上陸前に本土へ送り返されていた。戦後、和智は天台宗の僧となり、遺族とともに硫黄島協会を設立して、硫黄島の戦いにおける戦没者の供養と遺骨収容とに取り組んだ。戦没者慰霊碑は、日本本土では高尾山薬王院（東京都八王子市）にあり、硫黄島協会が法要を行っている[292]。
- 2005年（平成17年）6月19日、小泉純一郎が現職の首相として初めて硫黄島を訪問し、政府主催の戦没者追悼式に出席した[293]。同追悼式は、終戦後60年を記念して「硫黄島戦没者の碑」の改修が3月に完了したことから、工事完了式典を兼ねて行われたものである。
- 日本側の戦死者約21,900人のうち遺骨が回収されたのは2008年（平成20年）3月時点で8,638人である。また、防衛省および厚生労働省から滑走路引き剥がしを検討する調査費用が2009年度予算案に計上された[294][295]。
- 2010年（平成22年）8月10日、菅直人内閣は硫黄島からの遺骨帰還のための特命チーム（リーダー：阿久津幸彦内閣総理大臣補佐官）を設置した[296]。これに先立ち、菅直人内閣総理大臣の指示によりアメリカ合衆国に派遣された阿久津補佐官は、同国の国立公文書館と国防総省捕虜・行方不明者調査局 (DPMO) を訪れ、日本兵の集合埋葬地（enemy cemetery = 敵の墓地）の存在を記載した資料を確認した。同年10月以降、2010年（平成22年）度中に、同資料によって確定された2か所の集団埋葬地から、近年例にない多さの815柱の遺骨が発見された[297]。同年12月14日には、菅首相と超党派の議員団が硫黄島を訪問して遺骨収容作業を行い、天山慰霊碑で行われた追悼式に出席した[298]。菅内閣では特命チームを中心として、2011年度（平成23年度）から2013年（平成25年）度まで集中して遺骨収容・帰還事業[注 14]を行うこととし、同事業は次の野田内閣以降にも引き継がれている[296]。
- 2025年（令和7年）3月29日、戦後80年の節目に石破首相や中谷防衛相、ヘグセス国防長官ほかが参列し日米合同の慰霊式が行われた[299]。

## 戦闘の評価

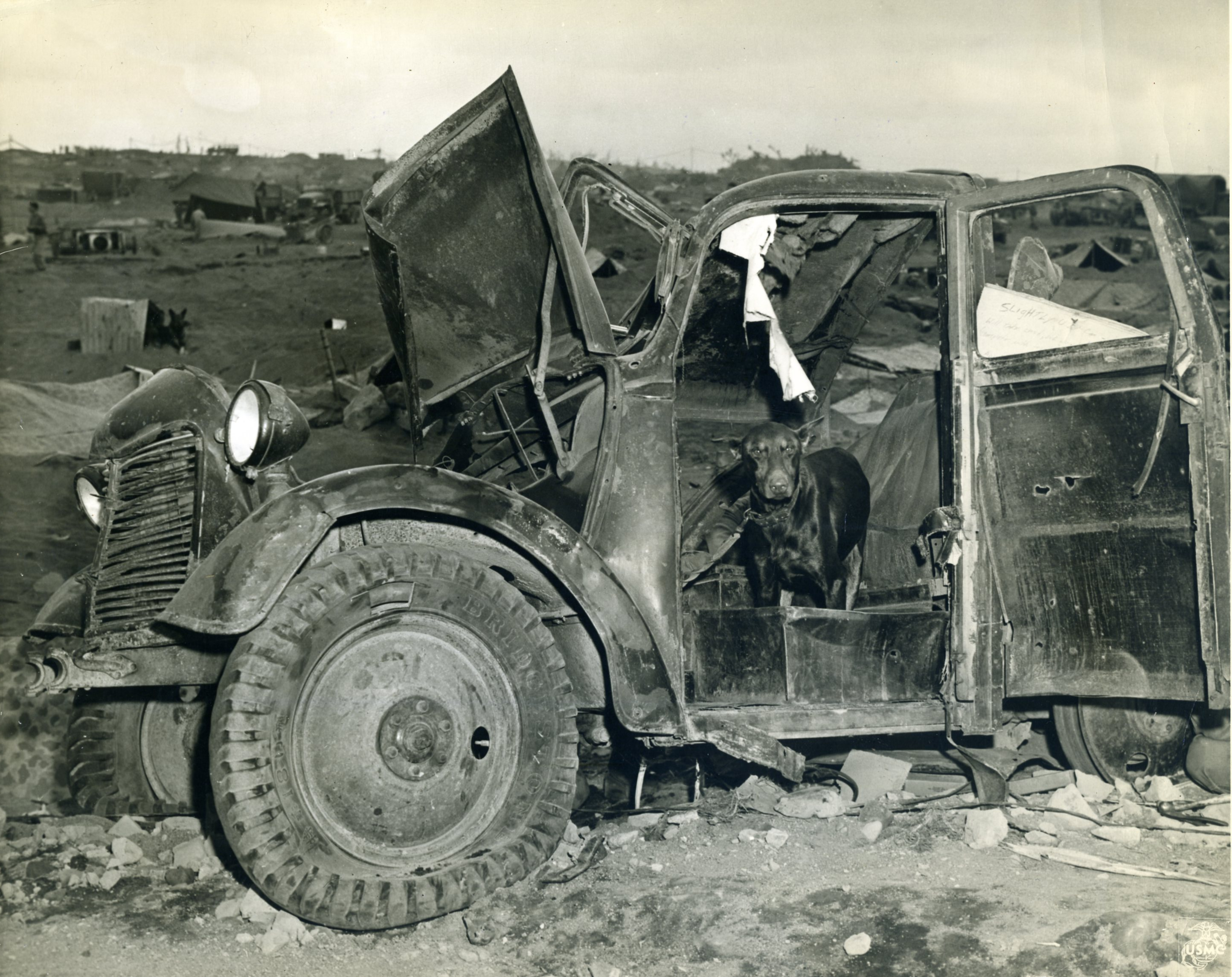
撃破された日本軍車両の中のアメリカ軍軍用犬、写真の題名は「誰がドアを開けたの？」

### アメリカ軍による評価
アメリカ軍海兵隊の1994年に作成された公式戦史。
アメリカ軍海兵隊の1971年に作成された公式報告書
以上のように、アメリカ軍の評価は厳しいものとなっており、政治学者五百籏頭真は様々なアメリカの公文書を調査していたところ、この硫黄島の戦いと続く沖縄戦については、アメリカの方が敗者意識を持っていることに驚いている。
日本軍守備隊を巧みに指揮してアメリカ軍を苦戦させた司令官の栗林に対する評価も高い。
大量に生じたアメリカ軍の戦傷者については、硫黄島における戦傷者はその激戦ゆえか他の戦場の戦傷者より遥かに程度が重かったという指摘もある。病院船で負傷将兵を治療したある軍医少佐は「自分はノルマンディ上陸作戦にも参加して、収容患者のうち5％の患者に大きな外科手術を施したが、硫黄島では90％が大手術を要するように思われた。自分は今までこんなひどい怪我はみたことがない」という証言をしている。艦隊総司令官のスプルーアンスは毎日のように病院船を訪れて負傷兵を見舞っていたがそのあまりの惨状に「負傷した者、特に重度の身体障害を負った者を見ることは、この作戦に成功した喜びの大部分を奪い去ってしまった。」と妻に手紙を書き送っている。

### 数学的解析
J.H.エンゲルは、戦争における戦死者数を数理モデルに基づいて記述したランチェスターの二次法則に従って、硫黄島の戦いの戦死者数を解析し、実データと比較した。この結果、実際の死傷者の時間変化を表すグラフと理論から導かれる死傷者数のグラフがわずかな誤差で一致することを確認できる。
また硫黄島の戦いにおいて、日本兵1人の戦闘能力と米兵の1人戦闘能力の比を表す交換比Eをこのモデルに従って計算して
{\displaystyle E=5.132}
という値を得ており、日本軍は不利な状況下にありながらも5倍もの交換比で善戦したことが分かる。

## 硫黄島の戦いを題材とした作品

### ノンフィクション
- リチャード・F・ニューカム『硫黄島 太平洋戦争死闘記』田中至訳、光人社、1996年、改訂版光人社NF文庫、2006年、ISBN 4769821131
- ビル・D・ロス『硫黄島 勝者なき死闘』湊和夫監訳、読売新聞社、1986年、ISBN 4-643-54810-X
- 上坂冬子『硫黄島いまだ玉砕せず』文藝春秋、1993年、ISBN 4167298112
- 多田実『何も語らなかった青春―学徒出陣五十年、歴史を創ったわだつみの若者たち』三笠書房、1993年、ISBN 4837915183
- 武市銀治郎『硫黄島―極限の戦場に刻まれた日本人の魂』大村書店、2001年、ISBN 4756330150
- ジェイムズ・ブラッドリー/ロン・パワーズ『硫黄島の星条旗』島田三蔵訳、文春文庫、2002年、ISBN 4167651173
- 『栗林忠道 「玉砕総指揮官」の絵手紙』吉田津由子編、小学館文庫、2002年、ISBN 4094026762
- 『栗林忠道 硫黄島からの手紙』半藤一利編・解説、文藝春秋、2006年、ISBN 4163683704、2009年8月、ISBN 4167773015
- 堀江芳孝『闘魂 硫黄島―小笠原兵団参謀の回想』光人社NF文庫、2005年、ISBN 4769824491
- 津本陽『名をこそ惜しめ 硫黄島 魂の記録』文藝春秋、2005年、ISBN 4163241507／文春文庫、2008年、ISBN 4167314592
- 梯久美子『散るぞ悲しき 硫黄島総指揮官・栗林忠道』新潮社、2005年、ISBN 4104774014／新潮文庫、2008年、ISBN 410135281X
- ジェームズ・ブラッドリー『父親たちの星条旗』大島英美訳、イースト・プレス、2006年、ISBN 4872577302
- 秋草鶴次『十七歳の硫黄島』文春新書、2006年、ISBN 4166605445
- 秋草鶴次『硫黄島を生き延びて』清流出版、2011年、ISBN 978-4860293338
- 留守晴夫『常に諸子の先頭に在り―陸軍中將栗林忠道と硫黄島戰』慧文社、2006年 ISBN 4905849489
- 平川祐弘『米国大統領への手紙 市丸利之助伝』<肥前佐賀文庫1>出門堂、2006年、ISBN 4903157032（初版新潮社、1996年）
- 別冊宝島編集部（編）『栗林忠道 硫黄島の戦い』宝島社文庫、2007年、ISBN 479666016X
- 安藤富治『ああ硫黄島 記録による硫黄島戦史』河出文庫、2007年、ISBN 4309408354
- 多田実『硫黄島玉砕 海軍学徒兵慟哭の記録』朝日文庫、2008年、ISBN 4022615923
- 久山忍『英雄なき島 硫黄島戦生き残り 元海軍中尉の証言』産経新聞出版、2008年、ISBN 4819110209
- リチャード・ユージン・オバートン『今ここに神はいない 米海兵隊員が見た硫黄島の地獄』奥田宏訳、梧桐書院、2010年、ISBN 9784340140022

### 歌集
- 折口春洋（折口信夫編纂）『鵠が音』より「追ひ書き」「島の消息」1953年

### 写真集
- 潮書房雑誌『丸』編集部編『写真集 硫黄島』光人社、2007年、ISBN 4769813341

### ドキュメンタリー
- 『To the Shores of Iwo Jima』（1945年アメリカ海兵隊製作）
- 『鎮魂硫黄島』（1985年日本アメリカ、監督：松本正志、ROBERT NIEMACK、東北新社）
- 『硫黄島決戦〜壮絶なる死闘〜そして玉砕!!』（1992年日本、日本クラウン）
- 『硫黄島：壮絶なる戦い』（2004年アメリカ、ヒストリーチャンネル）
- 『硫黄島：地獄の火山島』（2005年アメリカ、ヒストリーチャンネル）
- 『NHKスペシャル 硫黄島 玉砕戦〜生還者 61年目の証言〜』（2006年日本、NHK）
- 『硫黄島 地獄の36日間』（2006年アメリカ、アップリンク）
- 『鎮魂硫黄島 －戦後70年 語り継ぐ兵士の言葉－』（2016年日本、東北新社）語り：渡辺謙

### 映画
- 『硫黄島の砂』（1949年アメリカ、日本公開は1952年、監督：アラン・ドワン、主演：ジョン・ウェイン）
- 『硫黄島』（1959年日活、監督：宇野重吉、主演：大坂志郎、芦川いづみ、小高雄二）
- 『海軍特別年少兵』（1972年東宝、監督：今井正、主演：地井武男）
- 『父親たちの星条旗』（2006年アメリカ、監督：クリント・イーストウッド、主演：ライアン・フィリップ）
- 『硫黄島からの手紙』（2006年アメリカ、監督：クリント・イーストウッド、主演：渡辺謙）

### ドラマ
- 『硫黄島〜戦場の郵便配達〜』（2006年フジテレビ）
- 『ザ・パシフィック』「Part Eight」（2010年アメリカ、HBO製作委員会）

### アニメーション
- 『アニメンタリー 決断 第23話「硫黄島作戦」』（1971年日本テレビ・竜の子プロダクション）

### 漫画
- 原作・山梨賢一、作画・小田昭次『劇画太平洋戦争11 玉砕!硫黄島』立風書房、1975年